# Geschichte Kanadas
Die Geschichte Kanadas umfasst die Entwicklungen auf dem Gebiet des heutigen Staates Kanada von der Urgeschichte bis zur Gegenwart. Sie reicht mehr als zwölf Jahrtausende zurück. Um diese Zeit boten sich den frühen menschlichen Bewohnern des heutigen Kanadas durch das Ende der letzten Eiszeit günstigere Lebensmöglichkeiten. Dabei entwickelten sich in einem langen Prozess unter Einwanderung weiterer Gruppen aus Asien sehr stark voneinander abweichende Kulturareale, die von den Inuit, die sich den arktischen Bedingungen angepasst hatten, über Wildbeuter- und halbnomadische bis zu bäuerlichen Kulturen der First Nations reichten, wie die Indianer des Landes genannt werden.

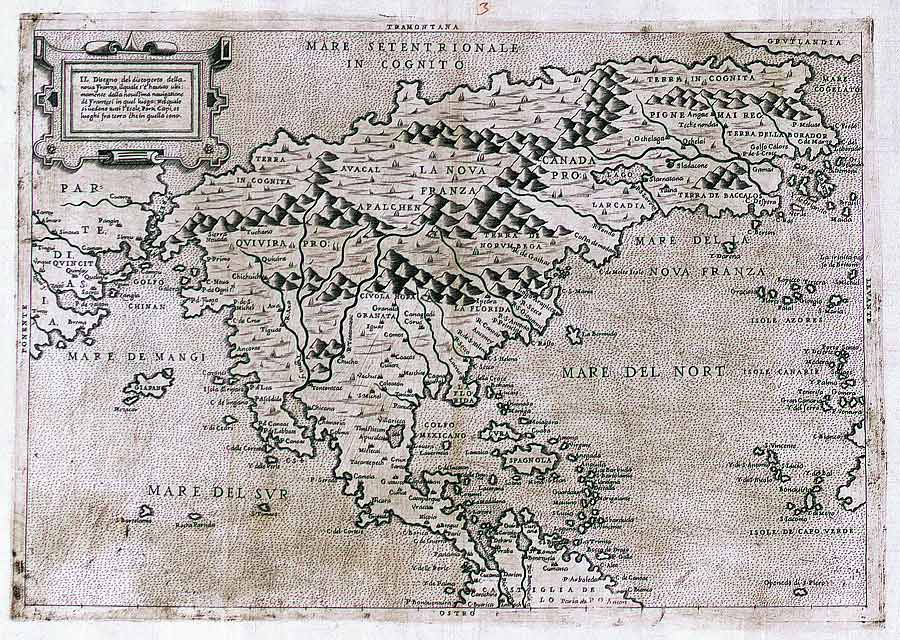
Eine der ersten Karten, in denen der Name „Canada“ auftaucht, Paulus de Furlanis Veronensis opus hoc exmi. Cosmographi D[omi]ni Iacobi Gastaldi Pedemontani Instaurauit …, Venedig 1560, 39 × 51 cm, nach: Rodney W. Shirley: The mapping of the world, London: Holland Press 1983, S. 106.

Starke kulturelle Veränderungen, weitläufige Verdrängungsprozesse und Nomadisierung wurden durch das von Spaniern mitgebrachte Pferd, durch die Kriege der Irokesen und durch Europäer bereits zwischen 1500 und 1700 ausgelöst. Dabei brach eine Vielzahl indigener Völker, wie in ganz Amerika, durch eingeschleppte Krankheiten zusammen, vor allem durch Pocken.
Im 18. und 19. Jahrhundert wurden die Indianer (First Nations) durch Zwangsmittel und Verträge in Reservate abgedrängt, um europäischen Einwanderern Platz zu machen. Dabei kam es zu Konflikten zwischen Briten und Franzosen im Osten, zu denen im Westen Konflikte zwischen Spaniern, Briten und Russen kamen. 1763 verloren die Franzosen ihre Kolonie Neufrankreich an die Briten. Zwei Jahrzehnte später wurden die britischen Kolonien weiter im Süden unabhängig, womit die USA entstanden. Den frankophonen Bewohnern des britisch gebliebenen Teils Nordamerikas, die vor allem in der Provinz Québec lebten, machte London eine Reihe von Konzessionen. Die Frankokanadier unterstützten daraufhin die britische Kolonialmacht in zwei Kriegen erfolgreich gegen die USA. Den Westen und Norden verwaltete die private Handelsgesellschaft der Hudson’s Bay Company (HBC) von 1821 bis 1869/71 als Monopolist.
Der Expansionsdrang der USA veranlasste London, dem verbliebenen Gebiet 1867 weitgehende Selbstständigkeit einzuräumen. Bis 1873 schlossen sich die britischen Kolonien zwischen Atlantik und Pazifik dieser Kanadischen Konföderation an, die zudem 1869 begann, das riesige Gebiet der HBC aufzukaufen und Verträge mit den Indianern zu schließen.
Britisches Kapital und eine enge Bindung an das Britische Empire sorgten für einen massiven Ausbau der Infrastruktur Kanadas in Form von Kanälen, Straßen und vor allem Eisenbahnen. Damit sollte das dünn besiedelte, riesige Land stärker integriert und gegen immer wieder aufkeimenden Separatismus sowie Strömungen, die den Anschluss an die USA forderten, abgesichert werden. Zudem förderte dies den Warenaustausch innerhalb des Landes und mit dem Empire, und es erleichterte die Besiedlung.
Seit der Weltwirtschaftskrise und dem Zweiten Weltkrieg verlor Großbritannien den Status als Weltmacht an die USA. Kanada lehnte sich immer stärker an seinen südlichen Nachbarn an und trat 1994 einer Freihandelszone mit den USA und Mexiko bei (NAFTA). Dennoch sind sowohl britische Traditionen als auch die der Ureinwohner weiterhin allgegenwärtig. Dies drückt sich sowohl in den politischen Strukturen als auch in der Kultur aus, oder etwa darin, dass Nunavut 1999 eine ausgeprägte Autonomie für die dort überwiegend lebenden Inuit erlangte. Auch haben viele First Nations, wie in Kanada die Indianerstämme genannt werden, eigene Territorien. Doch halten die Auseinandersetzungen um die Nutzungsrechte an. Insgesamt bewirkte das französische Vorbild, dass auch anderen Regionalkulturen das „Recht auf Andersartigkeit“ zusteht.

## Besiedlung und Kulturareale (vor 10.000 v. Chr. bis zum 16. Jahrhundert)

### Früheste Spuren bis zur archaischen Phase
Genetische und klimageschichtliche Untersuchungen legen nahe, dass sich die frühen indianischen Einwanderer entlang der Küste relativ schnell ausbreiteten und von dort ins Binnenland wanderten. Möglicherweise folgte eine Gruppe der Westküste, die andere dem eisfreien Korridor zwischen Rocky Mountains und Hudson Bay.

Schematische Darstellung der Ausbreitung des Menschen über die Erde
1-Homo sapiens
2-Neandertaler
3-Frühe Hominiden

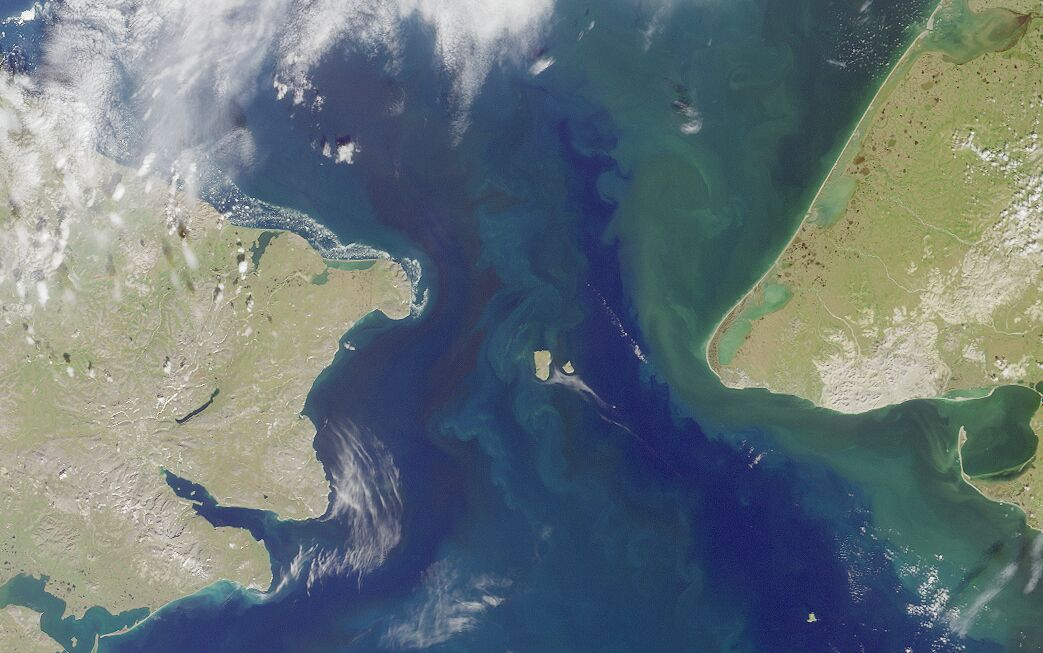
Satellitenbild der Beringstraße (NASA)

An der Little John Site im westlichen Yukon fand man die ältesten menschlichen Spuren in Kanada; sie reichen bis 12000 v. Chr. zurück. Im nördlichen Yukon sind die Funde in den Bluefish-Höhlen die ältesten. Diese frühe arktische Kultur breitete sich an der Küste entlang südwärts aus, möglicherweise auch entlang des Yukon. In der Charlie-Lake-Höhle nahe Fort St. John fanden sich Werkzeuge aus der Zeit ab etwa 10.500 v. Chr. Dort fanden sich zudem zwei Raben – einer mit Grabbeigaben –, die vor 9.000 bzw. 10.000 Jahren beigesetzt wurden. Ebenfalls aus der Zeit ab etwa 9.000 v. Chr. stammen Funde bei Banff und in Saskatchewan, aber auch bereits in Québec. Die ältesten menschlichen Überreste wurden auf ca. 7800 v. Chr. datiert (On Your Knees Cave auf der Prince-of-Wales-Insel). An der Westküste fanden sich Artefakte aus der Zeit um 8000 bis 9000 v. Chr. (Far West Point).
Dieser frühen Phase folgte die archaische Phase, genauer die frühe (ca. 8000 bis 6000 v. Chr.) und die mittlere archaische Phase (ca. 6000 bis 4000 v. Chr.). Vermutlich folgten die Plano-Gruppen, die als Nachfolger der Clovis- und Folsom-Kulturen gelten, im Osten Karibu-Herden der Vereisungsgrenze entlang, Gruppen aus dem Westen erreichten um 7500 v. Chr. das südliche Ontario. Dort fanden sich Speerschleudern (Atlatl), eine technologische Neuerung, die um 8000 v. Chr. entstanden war.
Projektilspitzen, Bohrer und vor allem Hausspuren tauchen bereits um 6000 v. Chr. in Vermont auf (John’s Bridge Site in Swanton). Schwerpunkte dieser Kulturen waren der untere Sankt-Lorenz-Strom und die Großen Seen. Die ersten größeren Monumente stellen Grabhügel dar, die Burial Mounds. Erstmals ist eine gesellschaftliche Hierarchie entlang des Eriesees, am südlichen Huronsee, am Ontariosee sowie am Sankt-Lorenz-Strom oberhalb der heutigen Stadt Québec greifbar (etwa 5500 v. Chr. bis 1000 v. Chr.).
Die Plano-Kulturen auf den Great Plains umfassen den riesigen Raum zwischen den küstenfernen Gebieten British Columbias und den Nordwest-Territorien sowie dem Golf von Mexiko. Neue Waffentechnologien und weitläufiger Handel sind kennzeichnend. Das Rohmaterial einiger Steinwerkzeuge und -waffen stammte aus weit im Süden gelegenen Gebieten, wie Chalzedon aus Oregon und Obsidian aus Wyoming.
Manitoba lag immer noch unter einem Eispanzer, doch entwickelten sich erste Siedlungskammern (Refugia) und bewohnbare Erhebungen, die über die Eisgrenze hinausragten (Nunatuks bzw. Nunataker), wie etwa in Süd-Alberta (Agate Basin culture). Hier wurden noch um 8000 v. Chr. Pferde gejagt; sie verschwanden ebenso wie die Megafauna.
Erst später teilte sich der riesige Kulturraum erkennbar in zwei Großräume auf, die Frühe Shield- und die Frühe Plains-Kultur. Am South Fowl Lake an der Grenze zwischen Ontario und Minnesota wurden Funde gemacht, die auf eine Bearbeitung elementaren Kupfers bereits um 4800 v. Chr. hindeuten.
Im Westen wurde die wohl mindestens bis 9000 v. Chr. zurückreichende Besiedlung durch die Frühe Plateaukultur überlagert. Die zunehmenden Lachswanderungen an der Küste waren aber wahrscheinlich, entgegen früheren Annahmen, nicht die Ursache. Die dortigen Kulturen reichen mindestens bis 8000 v. Chr. zurück. Der älteste Fund auf Vancouver Island (Bear Cove) belegt die Jagd auf Meeressäuger. Abgesehen von Haida Gwaii, das um 7500 v. Chr. besiedelt wurde und mit den Haida eine der ältesten ortskonstanten Bevölkerungen der Welt tragen, wurden viele küstennahe Artefakte durch den stark steigenden Meeresspiegel zerstört. Dieser wurde wiederum von den schmelzenden Eismassen am Ende der letzten Eiszeit ausgelöst.
Der älteste nachweisbare Handel mit Obsidian, einem für die Waffen- und Werkzeugherstellung wichtigen vulkanischen Glas, reicht über 10.000 Jahre zurück und basierte auf einer Lagerstätte am Mount Edziza (2.787 m) in Nord-British-Columbia. Der äußerste Norden ist erst um 2.500 v. Chr. punktuell besiedelt worden, der Norden Ontarios erst um 2000 v. Chr.

### Von etwa 4000 bis 1000 v. Chr.
Ab 2500 v. Chr. lassen sich im Westen Siedlungen nachweisen, dazu erste Anzeichen sozialer Differenzierung. Hausverbände bestanden, die sich saisonal zur Jagd in großen Gruppen zusammenfanden. Auch in den Plains lassen sich Dörfer nachweisen. Pfeil und Bogen kamen wohl vor 3000 v. Chr. aus Asien in den Nordwesten, wo die Erfindung lange verharrte, dann an die Ostküste gelangte, um erst rund drei Jahrtausende später den Westen zu erreichen.
Begräbnisstätten finden sich im Osten, Grabhügel stellen die frühesten Monumentalbauwerke Kanadas dar. Sie gehen auf die Maritime Archaic People bzw. Red Paint People (wegen des Gebrauchs roten Ockers) zurück. Die vor 4000 v. Chr. in Zentral-Labrador ansässigen Gruppen wichen einer Kälteperiode nach Süden aus, um 2250 v. Chr. zogen Inuit, die um 3000 v. Chr. aus Sibirien kommend Nordamerika erreicht hatten, bis in diese Gegenden südwärts.
An den Großen Seen lassen sich nun Hunde nachweisen (in Utah bereits um 8000 v. Chr.), die beerdigt wurden. Das Laurentian Archaic hatte sein Zentrum um Québec und in Ontario und reichte vielleicht bis etwa 5500 v. Chr. zurück. Das Ottawa-Tal gilt als Zentrum der Kupferproduktion.
Die Cree, Ojibwa, Algonkin, Innu und Beothuk, die in den frühen europäischen Quellen fassbar sind, gehen wohl auf Gruppen der Shield-Kultur zurück. Um 2000 v. Chr. bestanden komplexe Begräbnisrituale mit kupfernen Beigaben, Werkzeugen und Ocker. Die Handelsbeziehungen reichten bis nach Dakota. Jahreszeitliche Wanderzyklen von großer Kontinuität werden fassbar.
Bei den Plainskulturen lassen sich zwischen etwa 6000 v. Chr. und der Zeitenwende gravierende Veränderungen feststellen. Die Trockenphasen wurden milder, die noch heute existierende Bisonart setzte sich durch, Hunde wurden als Trage- und Zugtiere eingesetzt und erhöhten damit die Mobilität, das Tipi setzte sich durch, und eine Kochtechnik mit heißen Steinen gestattete die Herstellung von Pemmikan, was wiederum das Überdauern von Mangelphasen erleichterte.
Die Mittlere Plateau-Kultur zwischen Rocky Mountains und pazifischem Küstengebirge entwickelte um 2500 v. Chr. einen Haustyp, der teilweise in die Erde eingetieft wurde. Die Ernährung basierte zunehmend auf Lachs. Die heutigen Binnen-Salish lassen sich mit dieser Kultur eng in Verbindung bringen. Als wichtigste kulturelle Veränderung gilt der Übergang von der Nichtsesshaftigkeit zu einer Halbsesshaftigkeit mit festen Winterdörfern und sommerlichen Wanderzyklen um 2000 v. Chr.
Eine ähnliche Entwicklung vollzog sich an der Westküste, deren Kulturen sich mit den Küsten-Salish in Beziehung bringen lassen. Die Gesellschaftshierarchie prägte sich deutlicher aus, einige Gruppen hatten besseren Zugriff auf Ressourcen, Reichtum wurde angehäuft und der Handel nahm zu. Gegen Ende der Epoche lassen sich erstmals Plankenhäuser nachweisen. Die Salish waren darüber hinaus bereits vor 1600 v. Chr. auch Bauern – wie man von den Katzie weiß. Die Nuu-chah-nulth auf Vancouver Island entwickelten hochseetüchtige Kanus, mit denen sie auf Waljagd gingen.
Im Gegensatz dazu hielt sich an Yukon und Mackenzie eine Kultur weiträumiger Jagd mit extremer Beweglichkeit kleiner Gruppen. Auch hier vermehrten Lachszüge über den Yukon und seine Nebenflüsse Größe und Zahl der Siedlungskammern. Zwischen 5000 und 2000 v. Chr. gab es eine Südwanderung der Inuitkulturen.

### Bis zu den ersten dauerhaften Kontakten mit Europäern (um 1500)
Die Herstellung von Tongefäßen erreichte das Gebiet des heutigen Kanada wohl auf dem Weg von Südamerika über Florida. Pfeil und Bogen kamen aus Asien und wurden wahrscheinlich erstmals von Paläo-Eskimos eingesetzt.

#### Osten
Die ethnischen Gruppen, die hinter den Artefakten der jüngeren Kulturphasen standen, dürften die Vorfahren der heutigen Mi’kmaq, Welastekwíyek und Passamaquoddy sein. Mit den Keramikgefäßen ab etwa 500 v. Chr. endete an der Ostküste die archaische Phase, die von den Woodland-Perioden abgelöst wurde. Manche Dörfer waren wohl schon ganzjährig bewohnt. Von der rund 1700 km entfernten Adena-Kultur kamen Beerdigungspraktiken, mündliche Traditionen der Mi’kmaq reichen bis in diese Epoche zurück.

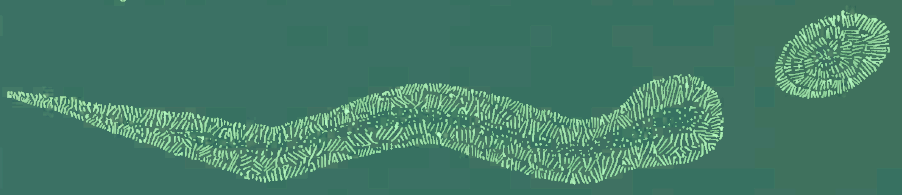
Skizze des Begräbnishügels Otonabee Serpent Mound an der Mündung des Indian River am Nordufer des Rice Lake in Ontario, rund 16 km südöstlich von Peterborough

Die Frühe Woodland-Periode erstreckte sich auch an den Großen Seen und dem Sankt-Lorenz-Strom von etwa 1000 v. Chr. bis 500 n. Chr. Auf diese Kultur gehen wohl die Irokesen zurück, aber auch einige der Algonkin-Gruppen. Dabei nahm die Bedeutung des Kürbisses nun erst deutlich zu, obwohl dieser bereits punktuell um 4000 v. Chr. angepflanzt wurde, wie etwa in Maine. Zwischen Ontario- und Eriesee sowie New York brachten einige Gruppen die Feuerstein-Fundstätten unter ihre Kontrolle. Die Onondaga-Feuersteine wurden bis 500 v. Chr. für Pfeile gebraucht. Zudem breiteten sich die aus dem Ohiotal kommenden Burial Mounds aus, ausgedehnte Begräbnishügel, wie etwa der rund 60 m lange Otonabee Serpent Mound, der heute im Schnitt 1,70 m hoch ist.

#### Kanadischer Schild
Die auf die Mittlere Schild-Kultur zurückgehenden Kulturen unterschieden sich nur in ihren Werkzeugen, weniger in ihrer Lebensweise, wenn auch der östliche Zweig Tongefäße übernahm. Hier zeigen sich bis nach Zentral-Labrador die Einflüsse der Adena-Kultur. Ihre typischen Mounds erscheinen auch in der westlichen Schild-Kultur (Laurel), beispielsweise im Süden Ontarios.
Der Fernhandel mit Chalzedon aus Oregon und Obsidian aus Wyoming hing vom Flusstransport mit Kanus ab. Die einzigen bekannten menschlichen Überreste stammen aus zwei Grabhügeln im Norden von Minnesota, auf die möglicherweise die Stämme der nördlichen Algonkin-Kultur im südlichen Manitoba und im angrenzenden Ontario zurückgehen. Wahrscheinlich kam es aufgrund der Domestizierung von Wildreis zu einer herausgehobenen Schicht von Landbesitzern (Psinomani-Kultur). Der Süden Ontarios war in die Fernhandels-Beziehungen der Hopewell-Kultur eingebunden. Im Umfeld des Ontariosees wurde Kupfer gefunden, das im ganzen Osten Nordamerikas verbreitet wurde.

#### Plains und Prärien
Die späte Plains-Kultur lebte in hohem Maße von Büffeln. Ortsnamen wie Head-Smashed-In Buffalo Jump weisen auf die Treibertechnik bei der Jagd hin. Dabei scheinen die Prärien bis etwa 650 v. Chr. zugunsten von Wäldern geschrumpft zu sein. Spätestens ab ca. 500 v. Chr. begann der Bogen die Speerschleuder abzulösen. Hier kommen Mounds nur in Dakota vor. In Montana ließen sich Zeltdörfer von 100 ha Fläche und rund tausendjähriger Nutzungsdauer nachweisen, die Steinringe um die Tipis nutzten. Fernhandel war weit verbreitet und reichte westwärts bis zum Pazifik. Offenbar gab es bereits heilige Plätze, an denen Schamanen metaphysische Mächte beschworen. Im Norden überwogen kleinere nomadische Gruppen, während sich im Süden ein Zyklus saisonaler Wanderungen durchgesetzt hatte, deren Mittelpunkt feste Dörfer waren.

#### Plateau
Die späte Plateau-Kultur war durch Kleinräumigkeit gekennzeichnet. In Erdlöchern wurden Vorräte angelegt, heiße Steine dienten zum Backen und Kochen, so dass Kochgefäße unnötig waren. Die ausgedehnten Lachszüge lieferten den überwiegenden Teil des Nährwerts. Die Fische wurden durch Trocknung im Wind konserviert. Die Dörfer wurden größer und die Bevölkerung nahm zu, manche dieser Großdörfer waren über tausend Jahre jeden Winter bewohnt. Pfeil und Bogen tauchten erst spät auf. Der Zugriff auf Ressourcen hing am Ansehen, das zunehmend erblich wurde. Um 2500 v. Chr. lässt sich das sogenannte Pit House („Grubenhaus“) nachweisen, das teilweise in die Erde gegraben wurde und eine extensivere Bevorratung ermöglichte.

#### Westküste
Die Küstenkultur wurde zwischen 500 v. und 500 n. Chr. als Ranggesellschaft von Süden nach Norden strenger. Eine Schicht führender Familien beherrschte den Handel sowie den Zugang zu Ressourcen und hatte die politische und spirituelle Macht. Viele Funde lassen sich nun Einzelstämmen zuordnen, wie etwa den Tsimshian, die spätestens 2000 v. Chr. um Prince Rupert lebten. Auch hier tauchen erstmals Begräbnishügel auf. Erst um 400 n. Chr. erreichte der Bogen diese Region.
Die Dörfer wurden zahlreicher und offenbar größer, außer denen an der Straße von Georgia. Die heutigen Küsten-Salish lassen sich auf die Marpole-Kultur zurückführen, reichen aber vermutlich erheblich weiter zurück. Die Kultur war bereits von der gleichen sozialen Differenzierung, von Plankenhäusern, in denen mehrere Familien lebten, von Lachsfang und -trocknung, reichen Schnitzwerken von mitunter monumentalen Ausmaßen, komplexen Zeremonien und Clanstrukturen gekennzeichnet.
Die Toten erhielten zwischen 500 und 1000 n. Chr. immer öfter ihre letzte Ruhestätte in Bäumen, Pfählen, Grabhäusern und Höhlen. In einigen Regionen herrschten Steinhaufengräbern (cairns) vor, wie etwa um Victoria. Um 500 bis 700 n. Chr. tauchten vermehrt befestigte Dörfer auf – vor allem im Süden mit ausgehobenen Wassergräben, im Norden mit Palisaden. Diese kriegerische Phase erstreckte sich bis weit in die Zeit der europäischen Kolonisierung und endete erst mit der schweren Pockenepidemie von 1862.

#### Nordwesten
Frühe Funde, wie am Anne Lake bei Whitehorse, reichen bis 8000 v. Chr. zurück. Hier erschwerten das extreme Klima und starke vulkanische Aktivität dauerhafte Ansiedlung. Der Taye Lake-Komplex lässt sich zwischen 4000 und 1000 v. Chr. fassen, während der Taltheilei-Komplex vermutlich auf Zuwanderung aus British Columbia und Yukon zurückgeht, eine Wanderung, die bis über die Hudson Bay hinausreichte und möglicherweise die Vorgänger der Inuit dort verdrängte.
Mit den Athabasken verbinden sich Fundstellen im Entwässerungsgebiet des Mackenzie ab 1000 v. Chr. bis ca. 700 n. Chr. Dabei nimmt man an, dass die als Old Chief Creek bezeichnete Phase im nördlichen Yukon die späteren Gwich'in hervorbrachte, die Taye-Lake-Phase im südlichen Yukon hingegen die Tutchone.

## Erste Europäer

Gebiete, in denen skandinavische Seefahrer auftraten

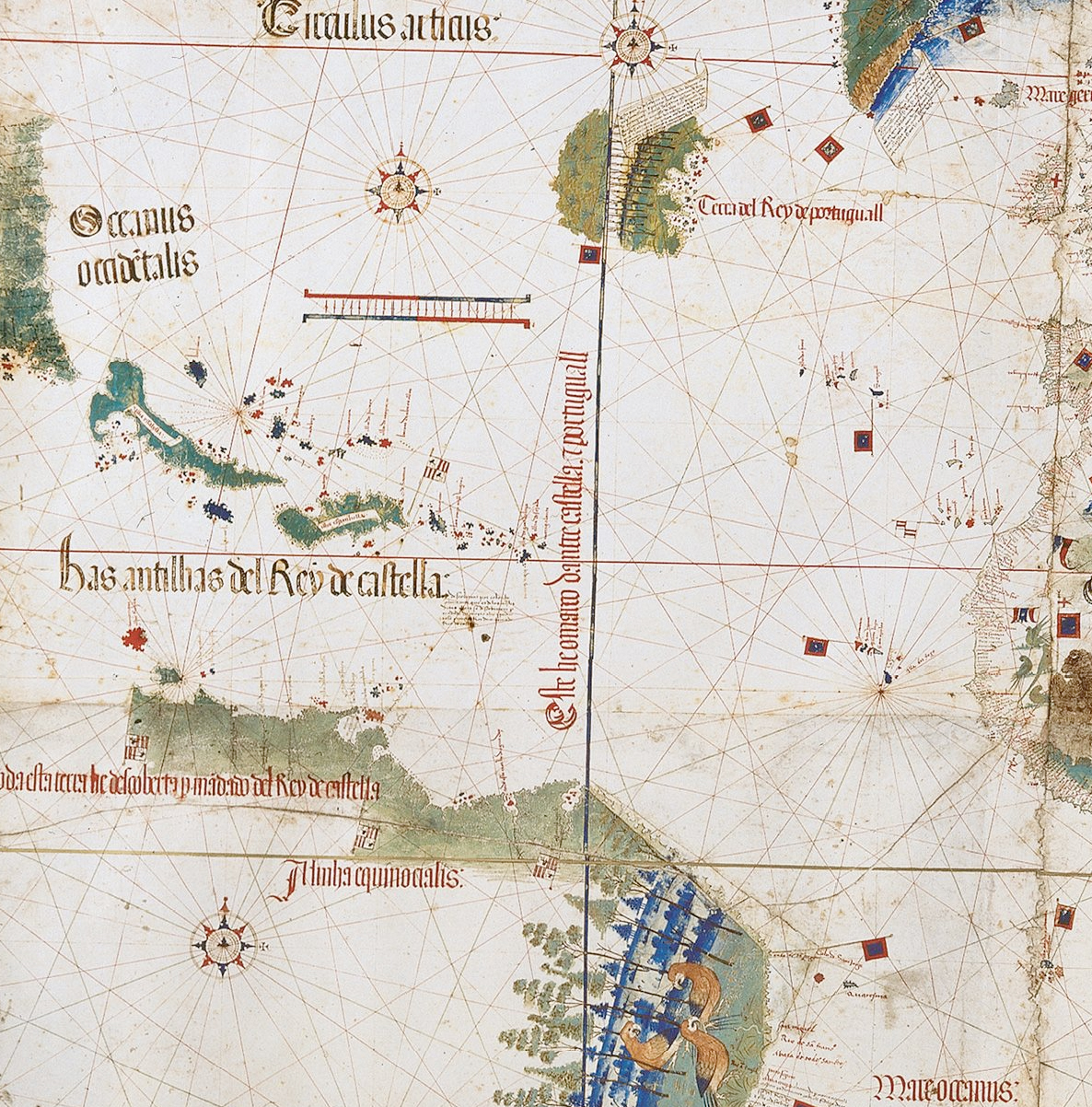
Detail der für Alberto Cantino, vermutlich in Lissabon als eine Kopie vom portugiesischen Padrão Real angefertigte Planisphäre von 1502. Neufundland liegt östlich der Tordesillas-Linie und damit im Rechtsbereich der portugiesischen Krone und wird hier bezeichnet als Terra del Rey de Portugall „Land des Königs von Portugal“.

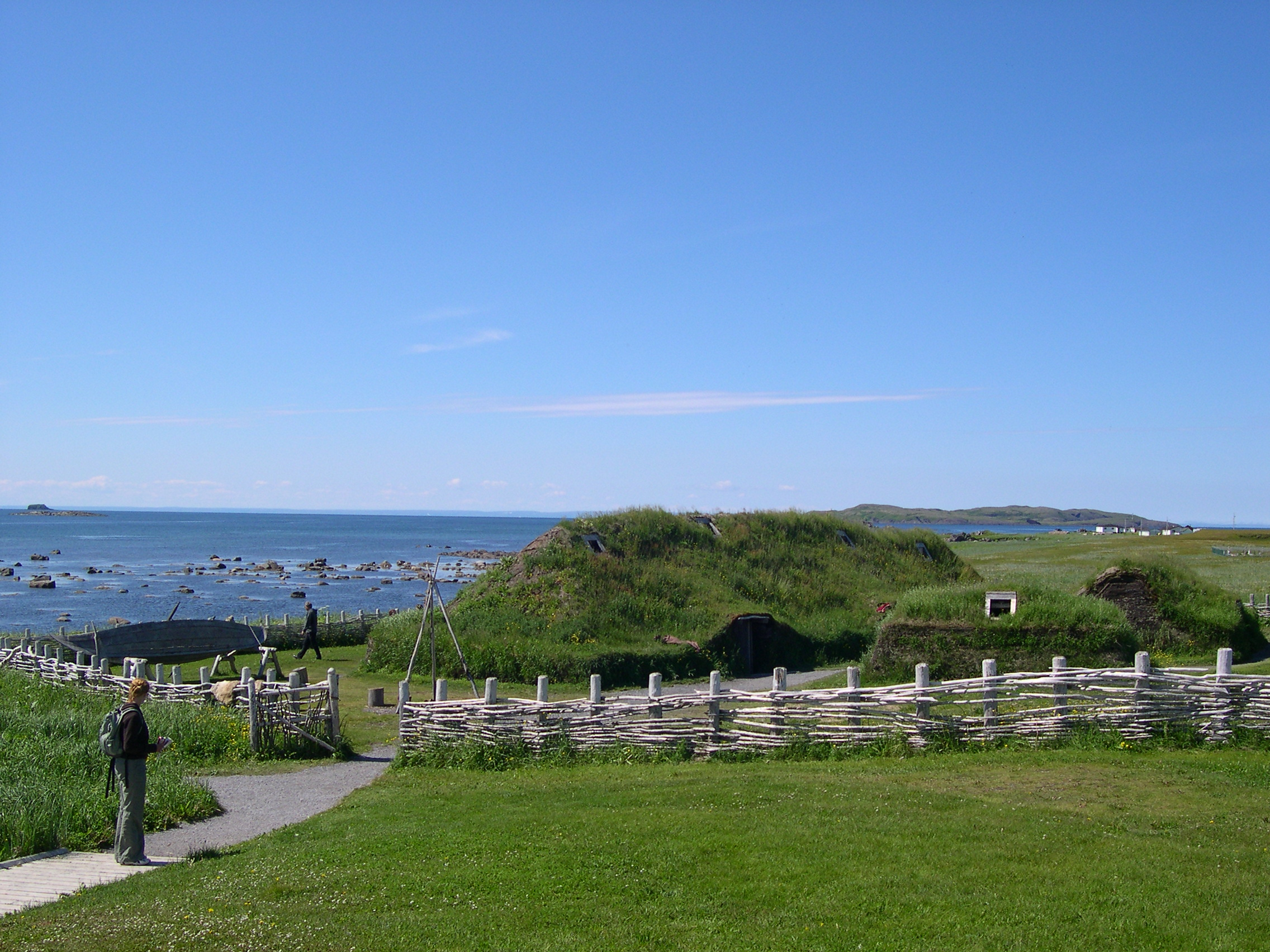
Nachbildung einer „Wikinger“-Siedlung in L’Anse aux Meadows. Die Siedlung wurde 1960 ausgegraben und zählt heute zum Weltkulturerbe.

Ende des 10. Jahrhunderts waren Skandinavier aus Island oder Norwegen die ersten Europäer, die nachweislich den amerikanischen Kontinent erreichten. Als erster Entdecker gilt Bjarni Herjólfsson, der 985 oder 986 auf der Fahrt nach Grönland vom Kurs abkam und von „bewaldeten Hügeln im Westen“ berichtete. Rund zehn Jahre später landete das Schiff von Leif Eriksson auf Vinland, das wahrscheinlich der Insel Neufundland entspricht. Die Skandinavier konnten sich jedoch nicht dauerhaft in diesem Gebiet halten und zogen sich in den Jahren nach 1020 infolge von Auseinandersetzungen mit den von ihnen „Skrælingar“ genannten Ureinwohnern zurück. Archäologisch lässt sich seit 2021 die Anwesenheit von Europäern für das Jahr 1021 dendrochronologisch nachweisen.

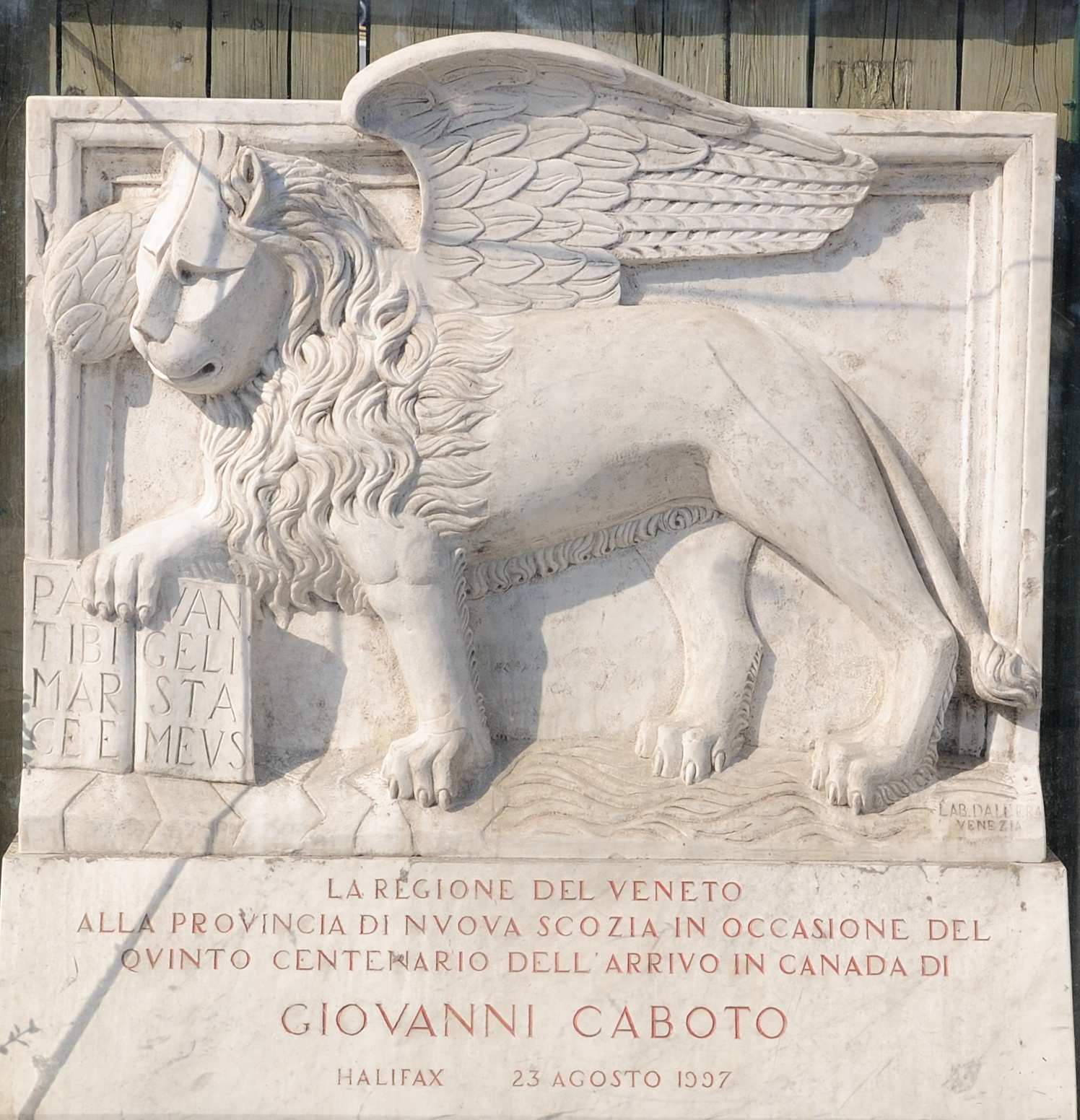
Gedenktafel aus dem Jahre 1997 in Halifax für Giovanni Caboto, der in Nordamerika als John Cabot bekannt ist.

Der nächste namentlich bekannte Europäer, der nachweislich im heutigen Kanada landete, war am 24. Juni 1497 Giovanni Caboto (John Cabot), ein Italiener in englischen Diensten. Sein Schiff landete 1497 an einer nicht sicher bestimmbaren Stelle an der Ostküste, glaubte sich in China und nahm drei Mi’kmaq nach England mit und erklärte das Land zum englischen Besitz. Ein Jahr später brach er mit sechs Schiffen zu einer weiteren Expedition auf, von der er jedoch nicht wiederkehrte.
1498 befuhr der Portugiese João Fernandes Lavrador die Küste der wahrscheinlich nach ihm benannten Labrador-Halbinsel.
In Lissabon hielt man die Cabot-Reise für eine Verletzung des 1494 abgeschlossenen Vertrags von Tordesillas, der dieses Gebiet Portugal zuschrieb, und rüstete unter Führung von Gaspar Corte-Real drei Schiffe aus. Sie landeten 1501 in Labrador oder auf Neufundland und nahmen 57 Beothuk gefangen, die sie nach Lissabon brachten und verkauften. Ende des 15. Jahrhunderts wird Neufundland auf portugiesischen Karten als „Terra dos Corte Reais“ (Land der Corte-Real) bezeichnet. Gaspar Corte-Real kehrte nie zurück, doch schon 1506 erhob der portugiesische König Manuel I. eine Abgabe auf den Kabeljau von Neufundland.
In spanischen Diensten befuhr 1592 der Grieche Juan de Fuca als erster Europäer die Westküste Kanadas und entdeckte die heutige Juan-de-Fuca-Straße.
Weitere Seefahrer erkundeten die Küste, doch es waren Franzosen, die als erste ins Landesinnere vorstießen. Die Expedition von Jacques Cartier erkundete 1534/1535 das Gebiet um den Sankt-Lorenz-Strom und nahm es für Frankreich in Besitz. Erste Siedlung in Neufrankreich war das 1600 gegründete Tadoussac. Die Siedlung musste zwar aufgegeben werden, blieb aber als Handelsposten bestehen.
Spätestens Anfang des 16. Jahrhunderts lockten die reichen Fischgründe vor der Küste Neufundlands Fischer aus dem Baskenland, aus Portugal, Frankreich und von den britischen Inseln an. Sie gründeten kleinere Siedlungen an der Küste, in denen Stockfisch getrocknet und dadurch transportbereit gemacht wurde. Um 1530 gründeten baskische Fischer eine Walfangstation in der Red Bay, die rund 70 Jahre bestand und zeitweise über 900 Einwohner hatte.

## Indianer und Europäer, britisch-französische Rivalität

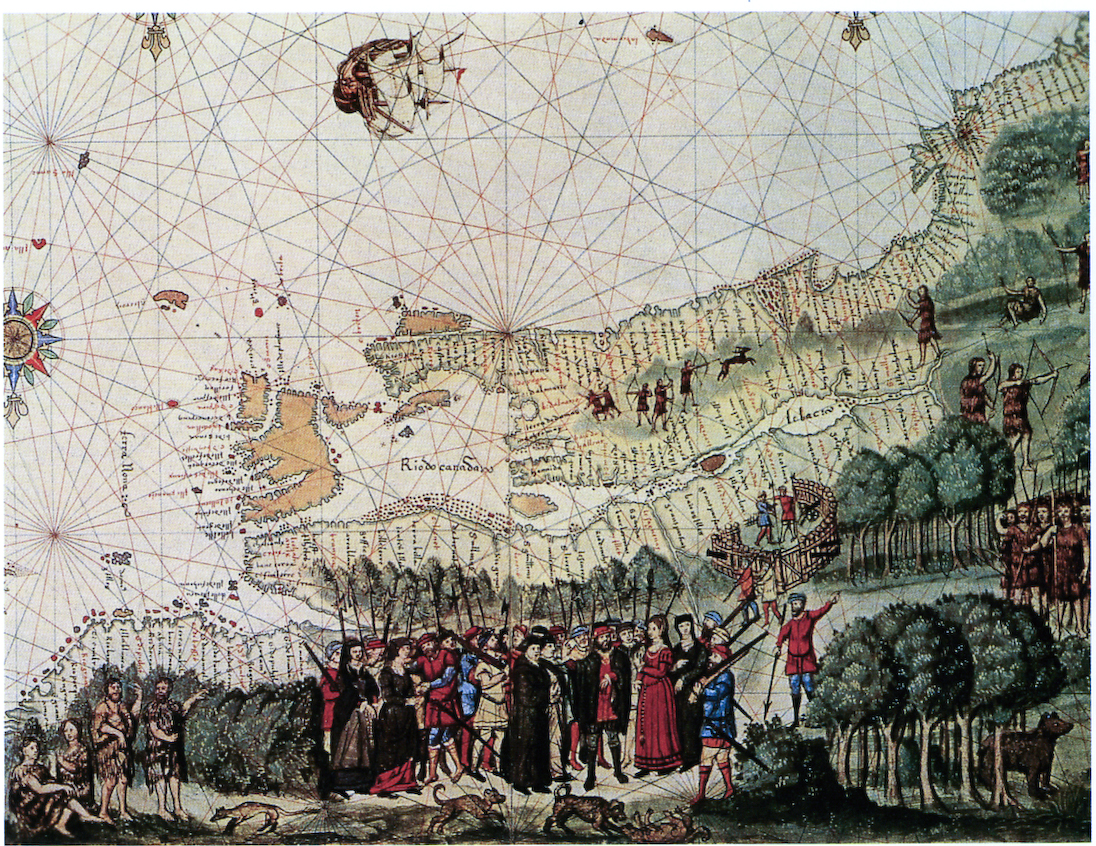
Französische Kolonisten unter Führung von Cartier, Nicolas Vallard, 1547

### Erste Kontakte und Handelsaktivitäten
1519 begann der Pelzhandel und die Küstenstämme tauschten Pelze gegen Messer, Äxte, Beile und Kessel. 1524 unternahm der Italiener Giovanni da Verrazzano im Auftrag Franz I. eine erste Forschungsexpedition an die Ostküste Nordamerikas, während der er zwischen South Carolina und der Kap-Breton-Insel segelte.
Jacques Cartier, der 1541 in der Chaleur-Bucht ankerte, wurde bereits von zahlreichen Mi’kmaq-Kanus umringt, deren Besatzung mit Biberpelzen winkte. Die Stämme der Ostküste führten bald wegen der Handelskontakte Krieg untereinander. Cartier hatte auch am oberen Sankt Lorenz Pelze bei den Irokesen eingetauscht (1534/35) und lange Zeit florierte der Handel trotz fehlender Handelsstützpunkte. Ein Fluss- und Wegenetz, auf dem Indianer Handel betrieben, existierte schon sehr lange.

### Auftreten von Samuel de Champlain (bis 1635)

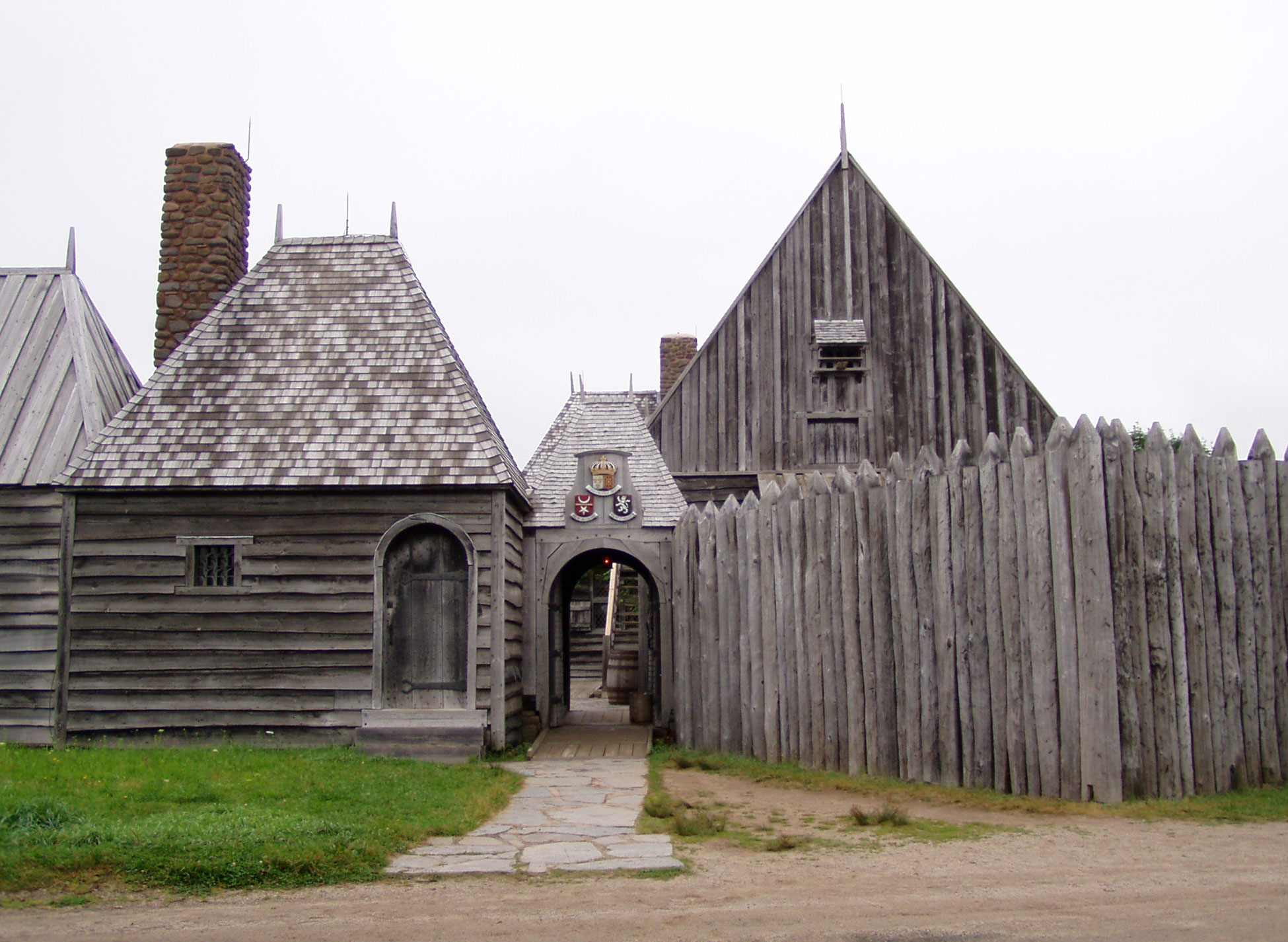
Champlains Wohnhaus in Port-Royal war Kanadas erster Regierungssitz (Rekonstruktion)

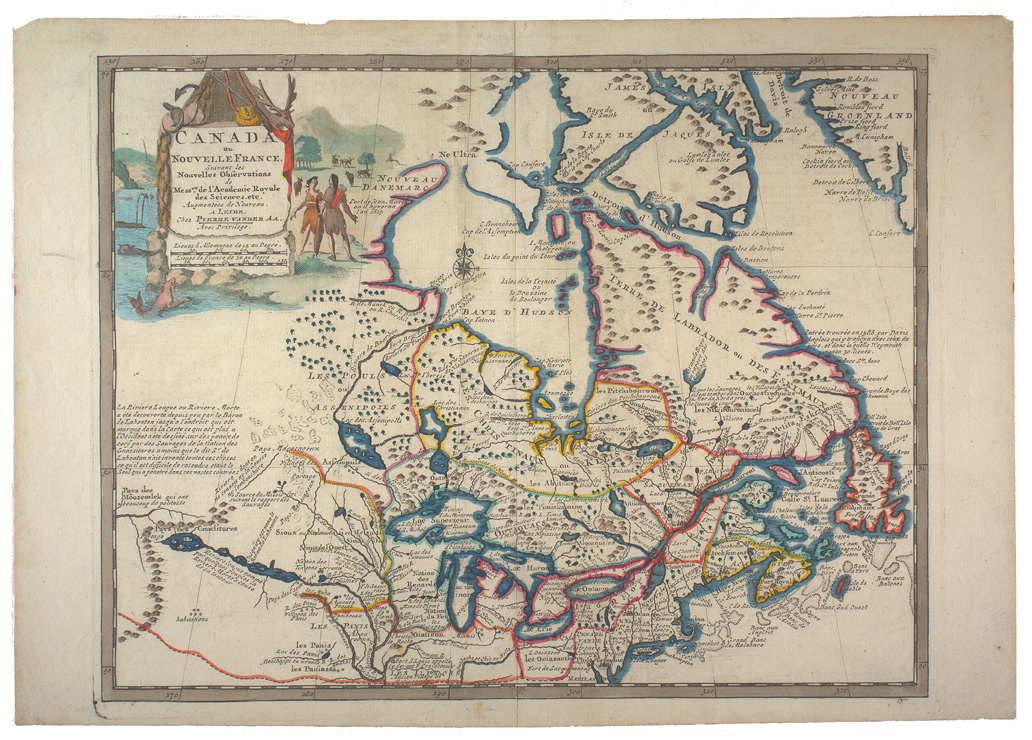
Landkarte der Kolonie Neufrankreich von 1713

Algonkins bzw. Susquehannock und Montagnais forderten Samuel de Champlain 1601 bei der Landung bei Tadoussac zur Unterstützung gegen die Irokesen auf. 1609 unterstützten die Franzosen die Huronen gegen Irokesen, mit denen diese seit Generationen im Krieg lagen. Diese Entscheidung, die trotz mehrerer Gelegenheiten nie revidiert wurde, brachte die Irokesen dauerhaft gegen die Franzosen auf. Um die sich anschließenden Kriege führen zu können, beschafften sie sich im Tausch gegen Pelze europäische Waffen bei den mit ihnen verbündeten Niederländern, die als Kolonialmacht von Neu-Amsterdam, dem späteren New York, und von Fort Oranje aus agierten.
Jacques Cartier war dort, wo heute Québec und Montreal stehen, zwar auf die beiden Irokesendörfer Stadacona und Hochelaga gestoßen. Sie waren jedoch zu Champlains Zeit verschwunden. Einer der wichtigsten Verbündeten der Franzosen blieben die Huronen, die Irokesen verbanden sich bald mit den Engländern, die ihrerseits die Niederländer verdrängten.
1604 errichtete eine Flottenexpedition, an der Champlain teilnahm, die erste Siedlung auf Saint Croix Island an der Mündung des St. Croix River. Sie wurde ein Jahr später nach Port Royal verlegt. Bald folgten weitere befestigte Anlagen. Die Verlagerung der Kolonie nach Port Royal ins Gebiet der Mi’kmaq brachte 1607 die Penobscot gegen sie auf. Der Tarrantiner-Krieg (1607–1615) war Ausdruck ihrer Rivalität im Pelzhandel.
1608 gründete Champlain die Stadt Québec mit 31 Siedlern, von denen jedoch nur neun mit Hilfe der Indianer den ersten Winter überlebten. 1613 mussten sich die Händler von Port Royal nach Tadoussac zurückziehen, weil Engländer ihre Kolonie niedergebrannt hatten. Champlain zog den Ottawa aufwärts, um Verbündete zu gewinnen. Nachdem er nach Frankreich zurückgekehrt war, übergab er ein Gebiet von rund 30 % der Fläche Neufrankreichs an die Jesuiten in Form einer Seigneurie. Als Champlain 1615 eine Festung der Onondaga angriff, wurde er jedoch zurückgeschlagen. 1627 reiste er nach Paris und überzeugte Kardinal Richelieu davon, dass es sich lohne, die Kolonie zu unterstützen. So gründete man die Gesellschaft der 100 Assoziierten, auch Compagnie de la Nouvelle France genannt, um Auswanderer zu ermutigen. Doch die Zahl der Siedler blieb gering. 1630 hatte Québec 100 Einwohner, 1640 immerhin 359. Dabei wurde das feudalistische System Frankreichs auf die Kolonie übertragen, das Land in Grundherrschaften aufgeteilt. Auch die jesuitische Mission wurde so mit Lebensmitteln und Baumaterial versorgt. Zudem durften nur Katholiken in Neufrankreich leben. Da bereits 1628 Schotten nach Akadien gekommen waren, vor allem aber um 1630 Engländer in die Kolonie Neufundland zuzogen, kam es zum Krieg, in dessen Verlauf Québec 1629–1632 von Engländern besetzt wurde. Die einheimischen Beothuk wurden in den Krieg hineingezogen und dabei ausgerottet.
1634 errichtete Laviolette bei Trois-Rivières einen Handelsposten. Missionare errichteten Posten entlang der Großen Seen. Die Huronen zählten rund 20.000 Angehörige, die Petun (Tionontati) schätzt man für 1623 auf über 10.000, die Neutralen auf der Niagara-Halbinsel auf etwa 40.000 Menschen. Sie nahmen zwar nicht an den Kriegen zwischen Huronen und Irokesen teil, doch bekriegten sie die von ihnen vertriebenen Algonkin, die zu dieser Zeit als Feuer-Nationen bezeichnet wurden. 1650 vernichteten die Irokesen die Huronen.

### Englisch-französische Konkurrenz

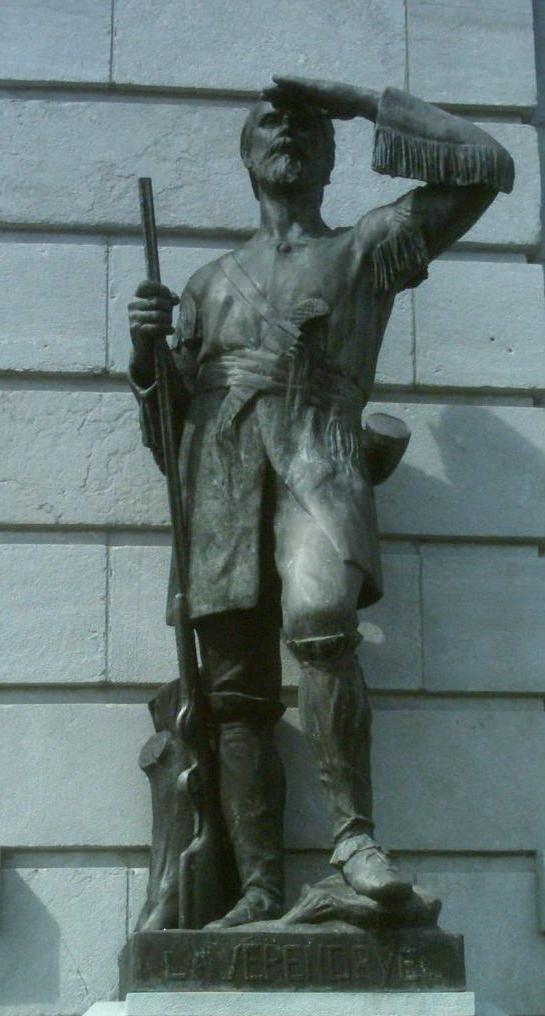
Denkmal für Pierre Gaultier de Varennes et de la Vérendrye (1685–1749) vor dem Hotel de Ville in Québec

Eine der stärksten treibenden Kräfte war keineswegs die politische Dominanz oder die wirtschaftliche Ausbeutung des neuen Kontinents, sondern die Suche nach der Nordwestpassage, die den Atlantischen mit dem Pazifischen Ozean verbindet; das galt auch schon für Cartier. Dadurch hoffte man, einen kurzen Weg nach Süd- und Ostasien zu finden und den Weltmächten Portugal und Spanien dort Konkurrenz machen zu können. Martin Frobisher unternahm dazu 1576 bis 1578 Reisen, ähnlich wie John Davis (1585–1587), William Baffin (1612–1616), Thomas James (1631–1632) und Luke Fox (1631). Baffin und James kamen zu dem Schluss, dass keine Passage existierte.
Henry Hudson nahm, als er 1609 die Passage suchte, die nach ihm benannte Hudson Bay für England in Besitz. Champlain geriet 1629 in englische Gefangenschaft, Québec wurde bis 1632 britisch. Das entstehende Machtvakuum nach Champlains Tod (1635) füllte der Bischof von Québec. Er veranlasste 1642 ein utopisches, christliches Siedlungsprojekt, die Ville-Marie, den Ausgangspunkt von Montreal. Die Laval-Universität wurde 1635 gegründet.
Nach der Freigabe des individuellen Handels mit den Indianern ab 1652 zogen zahlreiche junge Männer als Waldläufer (coureurs des bois) aus, die unter den Indianern lebten, während neue Forts entstanden. 1672 wurde ihre Zahl auf 300 bis 400 geschätzt, was rund einem Zehntel der waffenfähigen Bevölkerung entsprach. Voyageurs, deren Zahl bis 1738 auf mindestens 1000, bis 1810 auf rund 3.000 anstieg, transportierten Waren, Tiere und Menschen ab 1779 im Auftrag der North West Company. Dabei spielten die Flüsse eine wichtige Rolle. Folgerichtig setzten Stämme wie die Kichesipirini auf der im Ottawa River gelegenen Isle des Allumettes bereits um 1630 ein Zwischenhandelsmonopol durch. Um 1660 kamen große Mengen von Pelzen aus dem Gebiet des Oberen Sees und gelegentlich von den Lakota.
Seit etwa 1660 versuchten Médard des Groseilliers und sein Schwager Pierre-Esprit Radisson den durch die Vernichtung der Huronen zusammengebrochenen Pelzhandel wieder zu beleben. Doch Frontenac versuchte diesen Handel für Frankreich zu monopolisieren und Abgaben einzuziehen. Dazu ließ er die erste dauerhafte Siedlung in Ontario anlegen, ein Fort an der Stelle des heutigen Kingston. Die Pelzhändlergruppe wandte sich an London, 1670 entstand die Hudson’s Bay Company, die Pelze an Fort Frontenac vorbeischleuste. 1686 versuchten Franzosen im Gegenzug den englischen Handelsposten niederzubrennen.

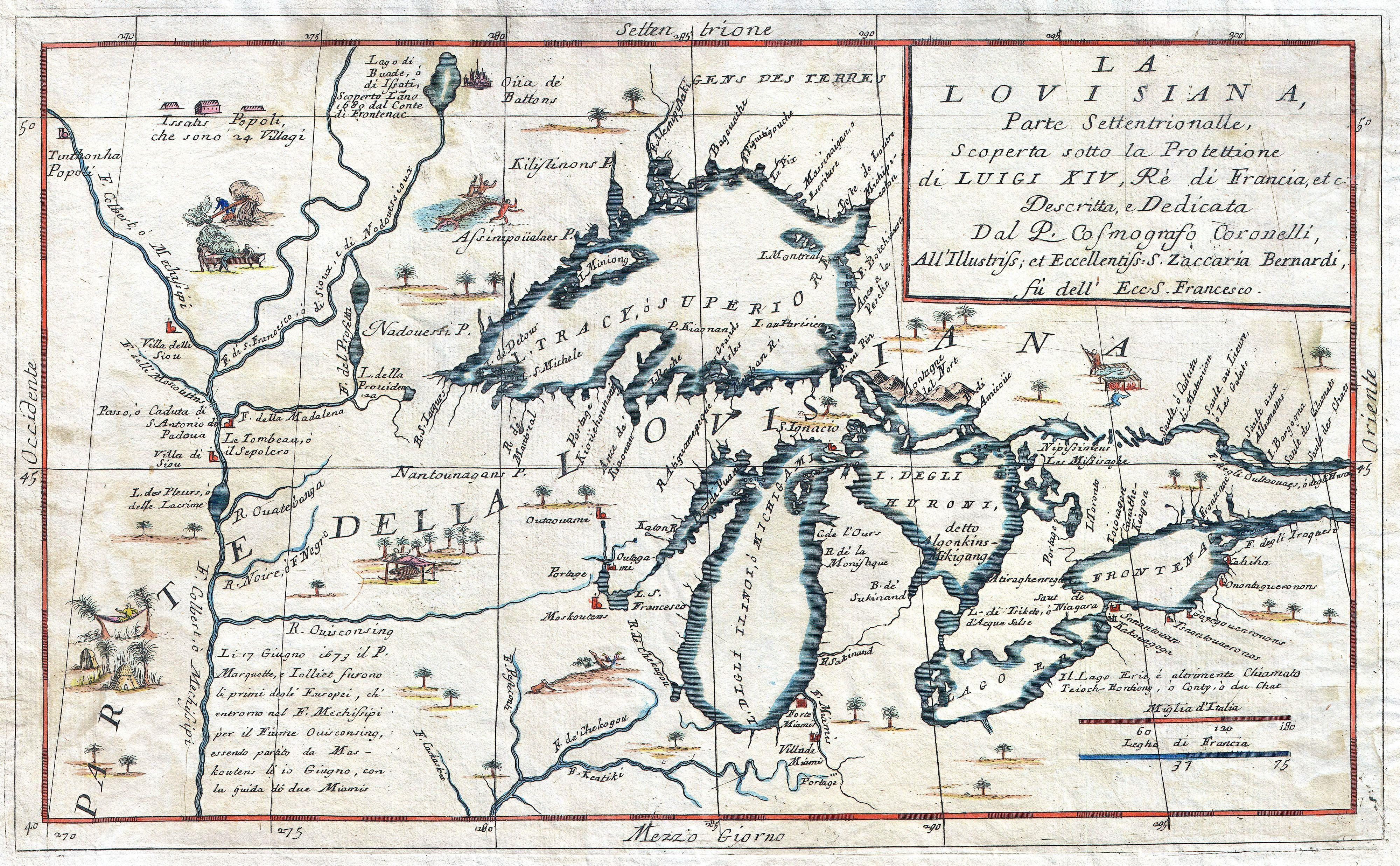
Karte der Großen Seen von Vincenzo Maria Coronelli, die 1696 im Atlante Veneto erschien. Sie stellte seinerzeit die beste Karte der Region dar.

Zwar scheiterte die Suche nach der Westgrenze des Kontinents, doch wurden Kontakte zu Indianern bis an den oberen Mississippi, kurzzeitig sogar bis nach Santa Fe im spanischen Gebiet, aufgenommen. Pierre Gaultier de Varennes et de la Vérendrye verdankte dem Cree Auchagah dabei eine Karte des Gebiets zwischen Oberem und Winnipegsee. Zusammen mit seinen vier Söhnen und einem Neffen errichtete er eine Reihe von Forts und erreichte 1738 den Missouri. Doch er starb, bevor er zu einer erneuten Suche nach dem Weg zum Pazifik aufbrechen konnte.
Der Interessengegensatz zwischen England und Frankreich wurde nicht nur durch konfessionelle Gegensätze, sondern vor allem durch die unterschiedlichen Gesellschafts- und Wirtschaftsmodelle verstärkt, die nach Amerika übertragen und dort weiterentwickelt wurden. England hatte infolge der Glorreichen Revolution von 1688 das feudale Regiment entscheidend geschwächt und in den Neuengland-Kolonien wurde der Feudalismus formell 1776 abgeschafft. Damit wurde Eigentum individualisiert, Freizügigkeit galt für alle, die keine Sklaven waren, Abgaben und Dienste verschwanden und Arbeit wurde zunehmend zur Ware.
In den französischen Gebieten hingegen wurde der Feudalismus erst 1854 aufgehoben. Bis dahin herrschte unfreie Arbeit auf dem Land vor, dazu eine langsamere ökonomische Entwicklung, eine feudale Hierarchie mit starker Abhängigkeit von wenigen Familien, die ihren Mittelpunkt in Frankreich sahen. Darüber hinaus stand die merkantilistische Wirtschaftspolitik einer selbstständigen Entwicklung Neufrankreichs ablehnend gegenüber. So unterstützte Richelieu ab 1627 zwar die Einrichtung einer Handelsgesellschaft, die die Kolonisierung und den Handel mit Pelzen vorantreiben sollte, aber nur, weil es diese in Frankreich nicht gab. 1704 verbot Paris folgerichtig die Herstellung von Pelzhüten, die möglichst nur in Frankreich hergestellt werden sollten.
Dabei blieb die Zahl der französischen Siedler mangels Förderung gering, während England zwar ein wenig später, aber dann umso energischer auf Kolonisierung setzte. Sowohl in Neuengland als auch in Neuschottland dominierte dabei das System der Crown Grants, also der Ausstattung durch die Krone, und der Quit-Rents, der dazugehörigen Geldabgaben.
Nur während einer kurzen Phase unter dem Intendanten Jean Talon bestand von 1665 bis 1672 eine starke staatliche Förderung. Nun kamen jährlich rund 500 Neuankömmlinge, dazu zwischen 1663 und 1672 700 bis 900 unverheiratete Frauen aus Frankreich. 1668 kamen außerdem rund 2000 Soldaten mit dem Carignan-Salières-Regiment, von denen 446 als Siedler blieben, rund 100 als Soldaten. Darüber hinaus wurden 1500 Siedler angeworben. So stieg die Bevölkerung durch zahlreiche in der Kolonie geborene Kinder zwischen 1720 und 1760 von 24.500 auf 70.000. Nach 1700 wurde die Entwicklung zunehmend vom Konflikt mit Großbritannien überschattet. Wie überlegen die britischen Kolonien waren, zeigte sich darin, dass 1750 in Neuengland bereits rund eine Million weiße Siedler lebten.

### Krieg um Handelsmonopole

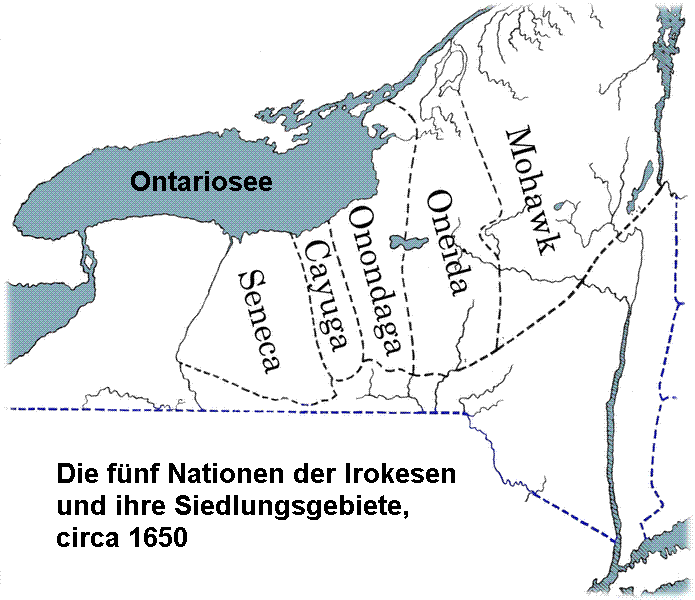
Wohngebiete der Irokesen um 1650

Den überwiegenden Teil der Felle brachten die Indianer in den Handel. Die Irokesen überjagten allerdings die Biber im Hudson-Tal und drängten daher zur Jagd weiter nordwärts, woraus die Biberkriege entstanden. 1641 boten sie den Franzosen Frieden an, doch diese wollten ihre huronischen Verbündeten nicht fallen lassen. Franzosen infizierten Huronen unwissentlich mit Masern, Grippe und Pocken; rund zwei Drittel der Huronen starben daran.
1648 begannen die Niederländer, Gewehre direkt an die Irokesen zu verkaufen. Im folgenden Jahr gelang diesen ein Sieg über die Huronen, bei denen nicht nur zahlreiche Gegner getötet wurden, sondern auch eine Gruppe von Jesuiten. Die Huronen flohen und suchten die Hilfe der Anishinabe-Konföderation an den Großen Seen. Auch die Petun entgingen den Kriegszügen nicht und wurden 1650 vernichtet, die Neutralen 1655. Eine weitere Gruppe, die heutigen Wyandot, floh nach Norden, dann nach Westen und schließlich nach Oklahoma. Das Vakuum im Handel mit den Franzosen füllten bald die Ottawa. Algonkin war eine Händlersprache, deren Bezeichnung schließlich auf alle Stämme dieser Sprachfamilie überging.
Wenige Jahre nach der Vernichtung der Huronen und anderer Stämme begannen die Irokesen unter Führung der Mohawk und einer Stammeskoalition um die Mahican (andere Schreibweise: Mohegan), die Franzosen direkt anzugreifen. Montreal war 1660 nicht mehr sicher. Im Westen waren die Seneca führend. Sie vertrieben die Attawandaron oder „Neutralen“. Dann vernichteten sie bis 1656 den Stamm der Erie weitgehend, der am östlichen Südufer des Eriesees gelebt hatte.
Mit ihrem Vorgehen lösten die Irokesen umfangreiche Völkerwanderungen aus, die westwärts bis zu den Rocky Mountains und weit in den Südwesten der USA reichten. Die Neuankömmlinge lösten dort wiederum neue Konflikte aus. Einigen Vertriebenen gelang es durch Übernahme des Pferdes, Gebiete zu erschließen, die ohne die aus spanischen Beständen stammenden Reittiere nicht bewohnbar gewesen wären. Sie veränderten auch die Techniken der Kriegführung und der Jagd. Zahlreiche Stämme waren etwa ab 1730 mehr als ein Jahrhundert lang Reiternomaden.

### Gesellschaft von Neufrankreich und die Irokesenkriege (1663 bis 1701)

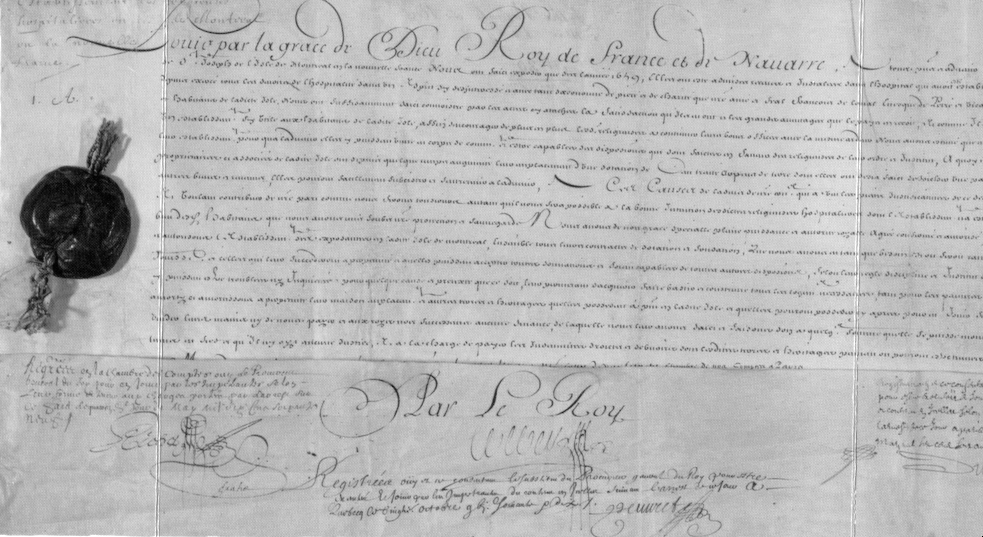
Schutzbrief König Ludwigs XIV. vom 26. April 1669 für die Religieuses Hospitalières de l’Hôtel-Dieu de Montréal, dem ältesten, 1645 gegründeten Hospital des drei Jahre zuvor gegründeten Montreal

Bis 1663 unterstanden die französischen Gebiete der Handelsgesellschaft Compagnie de la Nouvelle France (Gesellschaft von Neufrankreich). Diese war jedoch nicht in der Lage, für Schutz gegen die Irokesen zu sorgen.
Eines der wichtigsten Tauschgüter, der Biberpelz, war die Ursache für andauernde Auseinandersetzungen. Diese Pelze standen nur unter starken Schwankungen zur Verfügung. Frankreich versuchte, Montreal zum einzigen Handelszentrum für Pelze zu machen. Dies war jedoch für die Irokesen nicht tragbar, deren Führer inzwischen selbst vom Tauschhandel abhingen, denn sie gewannen Prestige durch das Verschenken begehrter Waren, die sie überwiegend gegen Pelze erhielten. Für die Führungsgruppen unter den Indianern wurde die Frage der Pelzmonopole zur Existenzfrage. So griffen sie 1687 Montreal an, 1689 kam es zum Massaker von Lachine, bei dem 97 Franzosen getötet wurden. Insgesamt kam bei dem Krieg etwa jeder zehnte Franzose ums Leben, also rund 250 bis 300.
Dadurch, dass die Engländer 1664 den Niederländern Neu-Amsterdam hatten abnehmen können, waren die Engländer in deren Rolle geschlüpft und versorgten seither die Irokesen mit Waffen. Als der König-William-Krieg ausbrach (1689 bis 1697), wurde damit eine Kette von Stellvertreterkriegen ausgelöst, die England und Frankreich mit Hilfe ihrer indianischen Verbündeten austrugen. Am Ende des Krieges, einem Nebenkrieg des Pfälzischen Erbfolgekriegs, kam es ab 1698 zu Verhandlungen und 1701 zum Großen Frieden von Montreal mit den Irokesen. Damit endete der letzte der sogenannten Biberkriege, die seit 1640 anhielten.

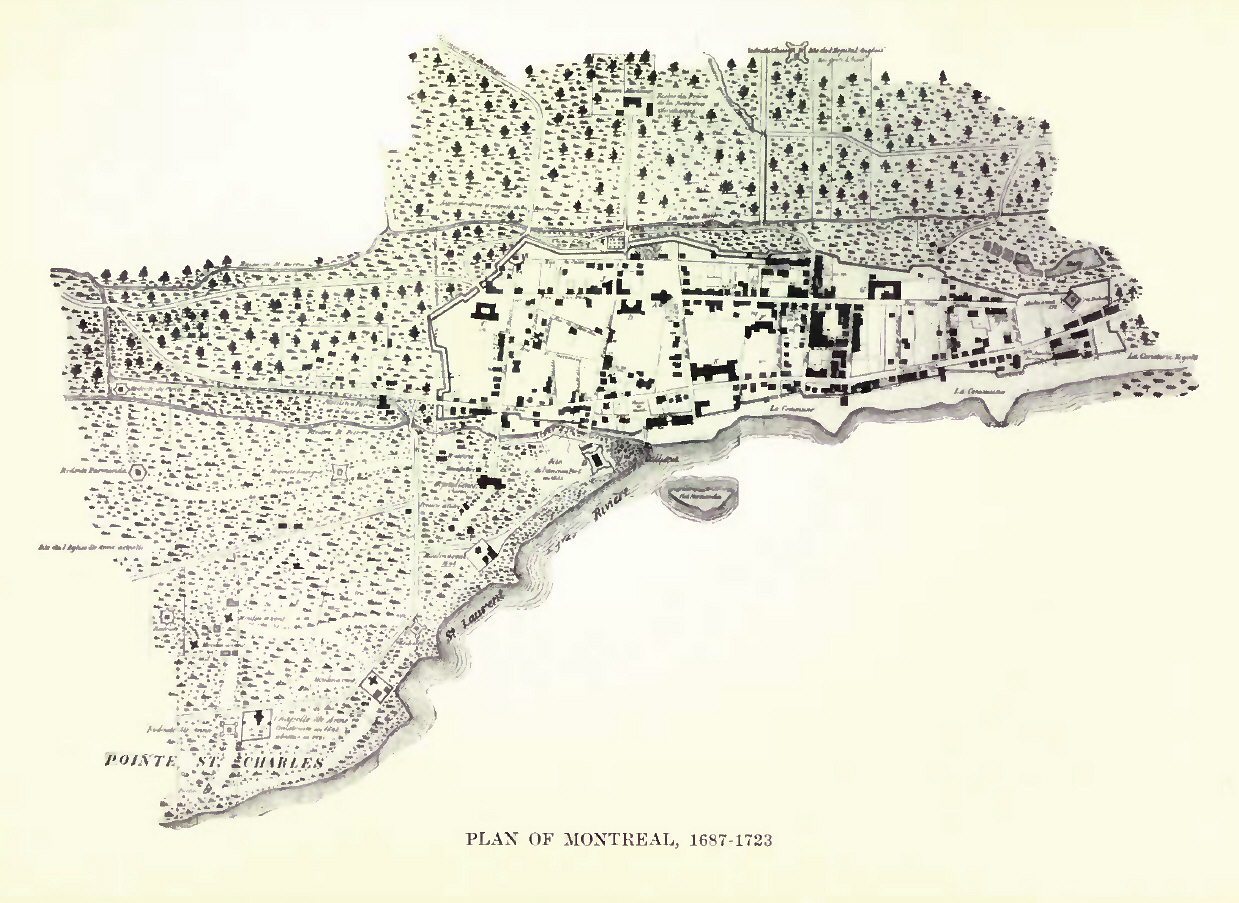
Montreal 1687 bis 1723

Zur Bekämpfung der Irokesen hatte Frankreich ab 1665 das mehr als tausend Mann umfassende Carignan-Salières-Regiment entsandt, das seit 1659 gegen die Osmanen im Einsatz gewesen war. Die Männer kamen überwiegend aus Savoyen, Piemont und Ligurien. In Neufrankreich musste das Regiment auf Befehl von Daniel de Rémy de Courcelle im Januar 1666 einen Winterfeldzug führen, bei dem 400 Mann erfroren, ohne einen Irokesen gesehen zu haben. Im Herbst gelang es ihnen, fünf verlassene Dörfer niederzubrennen, doch waren es die Pocken, die die Irokesen zwangen, um Frieden zu ersuchen. Der überwiegende Teil des Regiments zog 1668 wieder ab, jedoch erhielten Pierre de Sorel, Antoine Pécaudy de Contrecœur und François Jarret de Verchères riesige Grundherrschaften (seigneuries) am Richelieu-Fluss.
Frankreich setzte ein oberstes Verwaltungsgremium ein, das dem französischen Seefahrtsminister unterstand. Es bestand aus dem Gouverneur, der für politisch-militärische Unternehmungen verantwortlich war, einem Superintendenten, dem Verwaltung, Rechtsprechung und Wirtschaft oblagen, und dem Bischof von Québec. Die Machtkämpfe zwischen Chevalier de Mercy und Bischof François de Laval beendete der erste Intendant Jean Talon (1665 bis 1672). Er versuchte möglichst viele der Soldaten im Lande anzusiedeln und unterstützte die Besiedlung. Zudem ließ Ludwig XIV. fast tausend Frauen („Töchter des Königs“ genannt), vor allem aus Paris und Rouen, ausstatten und in die Kolonie bringen. Bis 1673 wuchs die Bevölkerung um rund 9000 Menschen an. Die Nachkommen zahlreicher angeworbener Siedler und Schuldknechte wurden allerdings als gesellschaftlich niedriger stehende „engagés“ bezeichnet – 1665 stellten sie ein Viertel der männlichen Bevölkerung über 14 Jahren. Ehen zwischen französischen Kolonisten und Indianerinnen wurden ebenfalls gefördert. Aus deren Nachkommen gingen die Métis hervor, die bis heute Französisch oder Michif sprechen. Sie bilden seit 1982 eine staatlich anerkannte ethnische Gruppe.

### Hudson’s Bay Company, Kriege um Neufrankreich

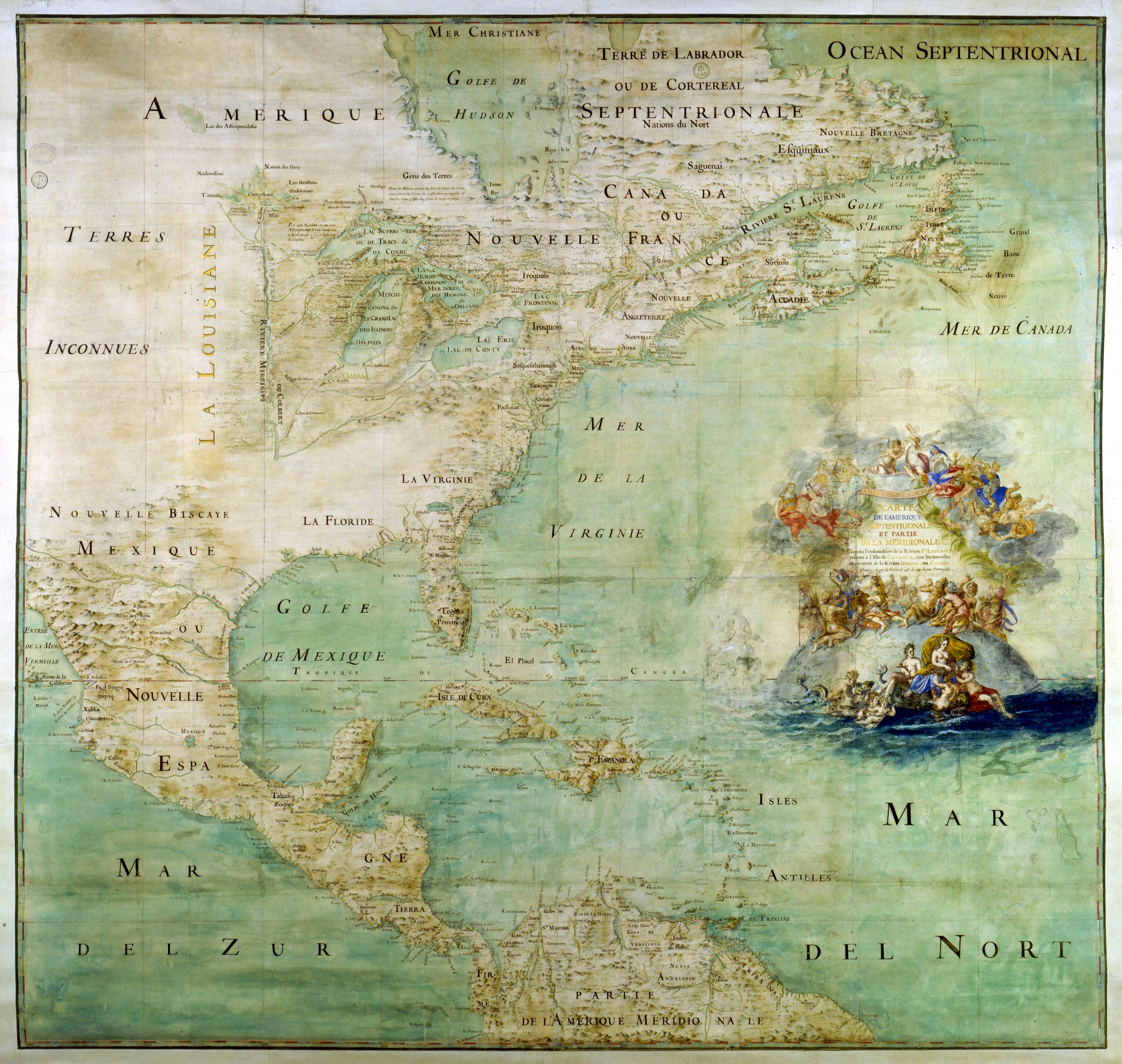
Die Karte von etwa 1680/81 zeigt die Resultate der Westexpeditionen von Marquette und Jolliet sowie de la Salles. Die Forts Conty bei den Niagarafällen, Miamis, südlich des Michigansees und Crèvecœur am Illinois entstanden 1679/80. Dem Zeichner war der Lauf des Mississippi unterhalb der Ohiomündung unbekannt.

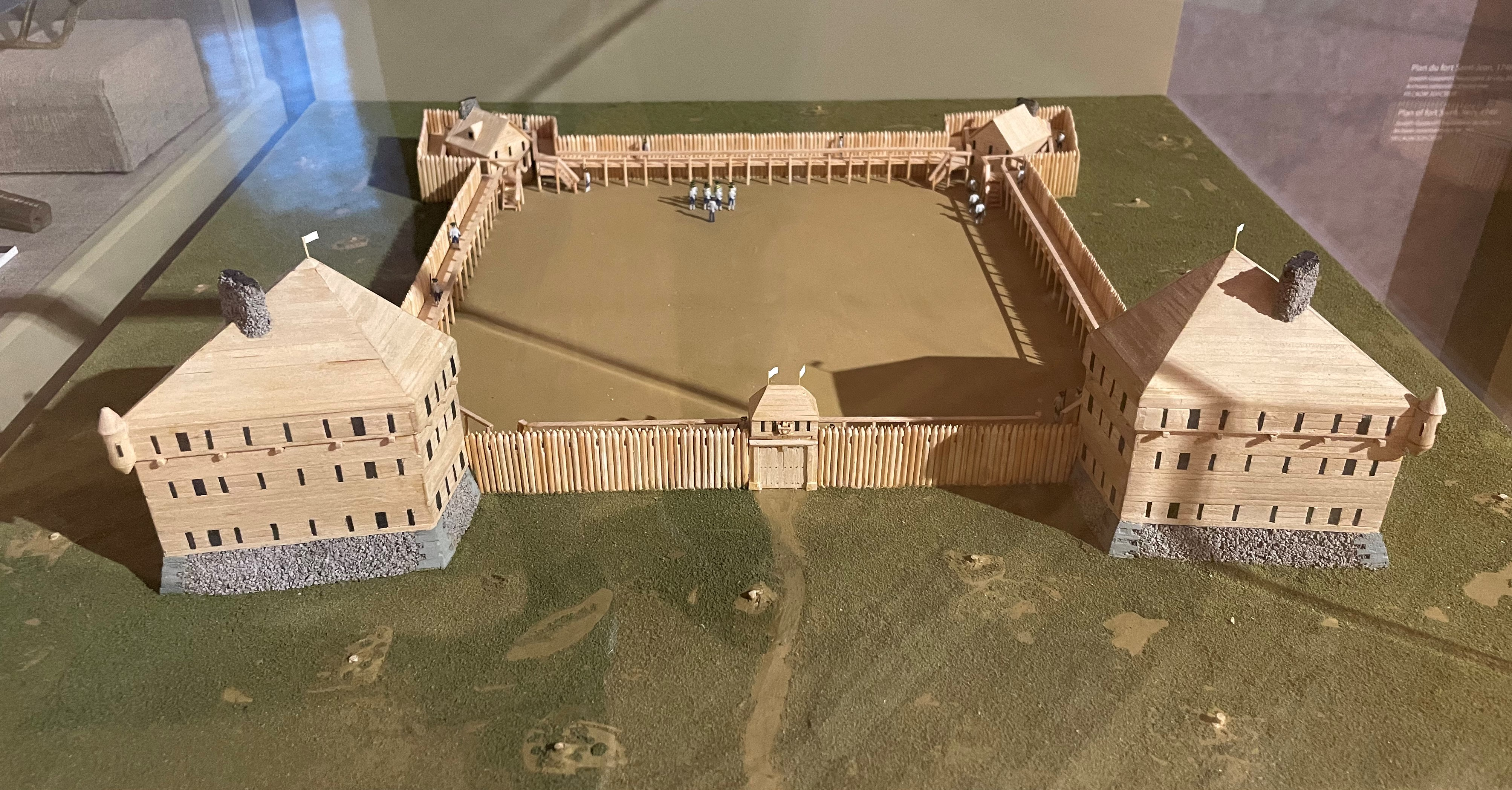
Fort Saint Jean am Richelieu um 1748

Gegen den englischen Einfluss errichteten die Franzosen zahlreiche Forts, unter ihnen 1673 Fort Frontenac. Alle Männer zwischen 16 und 65 mussten Militärdienst leisten. Zwar beruhigte sich die Lage für einige Zeit, doch 1683 begann abermals ein Krieg, den die Franzosen allerdings nun nach Art der Guerilla führten, die sie von den Irokesen kannten.
Nachdem die französische Krone 1674 die direkte Herrschaft über die Kolonie übernommen hatte, erforschten René Robert Cavelier de la Salle, Louis Joliet und Jacques Marquette das Hinterland und befuhren den Mississippi. Sie schufen damit eine Grundlage für ein Kolonialreich, das sich bis an den Golf von Mexiko erstreckte. Es entstand eine Kette von Forts und Ansiedlungen vom Sankt-Lorenz-Strom zu den Großen Seen und von dort entlang des Mississippi bis nach Louisiana.
Die Kolonie hatte jedoch größte Mühe, Geld für Soldaten aufzubringen. Dieses Geld wurde im Sommer zusammen mit Handelswaren aus Frankreich geschickt. Doch 1685 kam das Geld mit acht Monaten Verspätung an, so dass sich die Soldaten bei Siedlern verdingen und mit Spielkarten „bezahlt“ werden mussten. Was anfangs gut funktionierte, wurde ab 1690 jährlich praktiziert, führte aber zum Wertverfall, so dass die Inflation für 1713 auf 300 bis 500 % geschätzt wird. Nun versuchte man sich mit Krediten zu behelfen, doch Bargeld wurde so rar, dass der König 1729 auf Ersuchen der Kaufleute wieder die Ausgabe von Spielkarten gestattete. Doch um 1755 war das Vertrauen in diese Art der Geldpolitik erschöpft. Der Handel reduzierte sich auf Tauschhandel. Dazu kam, dass die Bevölkerung begann, die wenigen Münzen zu horten und zu verstecken.
Der Queen Anne’s War von 1702 bis 1713 war, ähnlich wie schon früher, ein Stellvertreterkrieg, diesmal des Spanischen Erbfolgekrieges. Ähnliches gilt für den King George’s War (1740 bis 1748) und den Österreichischen Erbfolgekrieg. Schließlich kam es während des Siebenjährigen Krieges von 1756 bis 1763 in Nordamerika zum Britisch-Französischen Krieg.
Zwischen 1713 und 1740 gelang es Neufrankreich, seinen Handel trotz des Monopolverlustes und seiner prekären Infrastruktur – die Sankt-Lorenz-Mündung war nur so lange offen, wie Louisbourg, eine Festungsstadt mit mehreren tausend Einwohnern, standhielt – auszubauen. Der Chemin du Roy („Königsweg“) verband Québec und Montreal über Land, Montréal wurde stark befestigt, ebenso wie die Stadt Québec. Québec wurde 1722 zu einer eigenständigen Kolonie innerhalb Neufrankreichs, seine Einwohnerzahl war auf 24.594 gestiegen, und stieg bis 1760 auf 70.000.
Ein britischer Versuch, mit Hilfe der Irokesen die Kolonie während des Pfälzischen Erbfolgekriegs zu erobern (erfolglose Belagerung von Québec 1690), wehrten die Franzosen unter der Führung des Gouverneurs Frontenac ab. Im Gegenangriff vertrieben die Franzosen die Briten bis 1697 u. a. von der Hudson Bay, aus Neufundland und aus Neuschottland. Im Frieden von Utrecht musste Frankreich 1713 den Festlandteil von Akadien abtreten. 1745 griff William Shirley, der Gouverneur des britischen Massachusetts, Louisbourg an. Zwar musste die Festung im Frieden von Aachen 1748 zurückgegeben werden, doch schon 1749 wurde die Ohio Company of Virginia gegründet, die britische Kolonisten ins von Frankreich beanspruchte Ohio-Tal brachte. Mit dem Beginn des Siebenjährigen Krieges standen rund 70.000 Franzosen gegen inzwischen rund eine Million britische Siedler. 1759 eroberten Briten Québec.

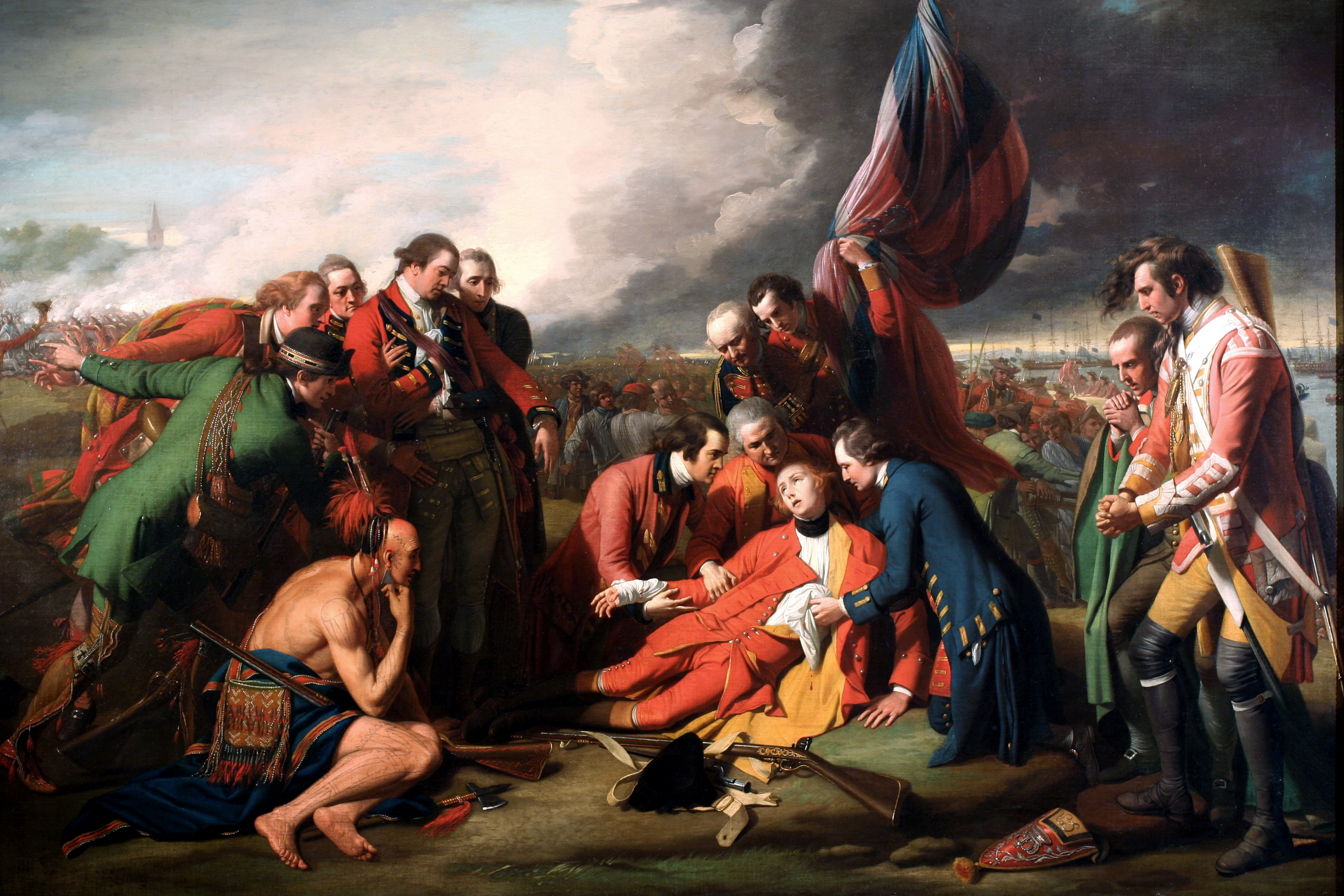
„Der Tod von General Wolfe“: Schlacht auf der Abraham-Ebene (1759)

Der Bau französischer Forts bei Niagara, am Lake Champlain und am Allegheny River (Fort Duquesne) führte 1754 in Nordamerika noch vor dem Beginn des Siebenjährigen Kriegs zum offenen Ausbruch von Feindseligkeiten. Im Franzosen- und Indianerkrieg gelangen den Franzosen zunächst einige Abwehrerfolge (z. B. in den Schlachten am Monongahela (1755) und bei Ticonderoga (1758)), doch siegten die Briten unter General James Wolfe am 13. September 1759 in der Schlacht auf der Abraham-Ebene, wo der französische Oberkommandierende Louis-Joseph de Montcalm ums Leben kam. Die Briten eroberten daraufhin die Stadt Québec und 1760 unter dem Kommando von Jeffrey Amherst auch Montreal. Zögerliche Versuche, der bedrängten Kolonie aus Frankreich Hilfe zu schicken, wurden durch die britische Flotte unterbunden. Im Pariser Frieden vom 10. Februar 1763 trat Frankreich Kanada und seine akadischen Restgebiete (Prince Edward Island, Kap-Breton-Insel) an Großbritannien ab.
Zwischen 1755 und 1763 wurden rund 12.000 französischsprachige Akadier aus ihrer Heimat vertrieben. Viele flohen nach Québec und New Brunswick, andere kehrten später zurück oder zogen bis nach Louisiana, wo sie die Cajun-Kultur begründeten.

## Britische Kolonialherrschaft

### Bis zur Unabhängigkeit der USA
Im Quebec Act von 1774 reorganisierten die Briten die Kolonie als Provinz Québec. Der Bevölkerung kam man entgegen, indem der französische Code civil neben dem britischen Common Law seine Geltung behielt sowie die französische Muttersprache und die Ausübung der „Religion der Kirche von Rom“ geschützt wurden. Amerikanische Revolutionäre betrachteten das Gesetz als eines der Intolerable Acts (unerträgliche Gesetze), da die Grenzen Québecs weit nach Westen und Süden in die Interessensphäre der Dreizehn Kolonien verschoben wurden.

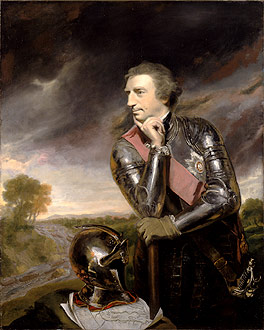
Jeffrey Amherst, Befehlshaber der britischen Armee und erster Gouverneur der Provinz Quebec, v. Joshua Reynolds 1765

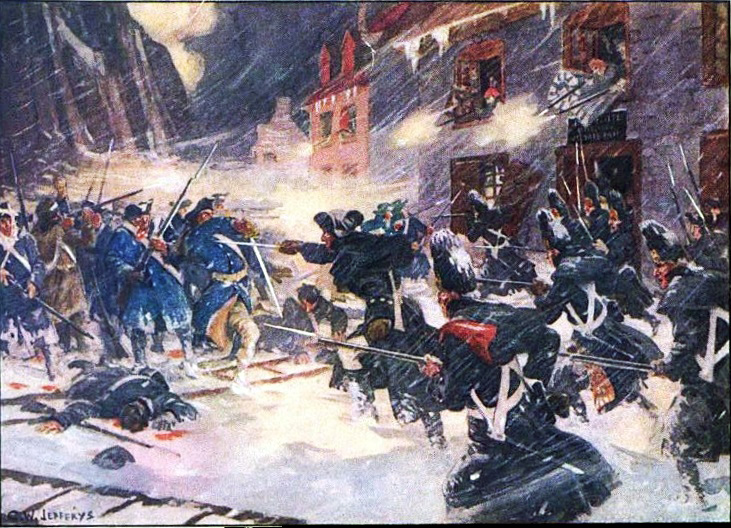
Die Schlacht von Québec (1775)

1760 wurde Neufrankreich einer Militärregierung unterstellt, die Jeffrey Amherst führte, dem die Eroberung Louisbourgs gelungen war. Er beendete 1761 die Austeilung von Geschenken an die Häuptlinge, wodurch er ihre durch Weiterverschenken gesicherte Position untergrub. Den Kolonialmächten feindlich gesinnte Gruppen fürchteten, dass Amherst den Verkauf von Waffen beschränkte, um sie langfristig zu entwaffnen. Amherst sah sich bald dem Pontiac-Aufstand gegenüber, und er scheute sich nicht, über Pocken als Waffen zumindest zu korrespondieren.
Die britische Regierung grenzte mit der Königlichen Proklamation von 1763 indianische und britische Landansprüche gegeneinander ab. Der überwiegende Teil der französischen Führungsschicht ging nach Frankreich, viele Akadier wurden deportiert. Die Güter wurden zumeist eingezogen, der Kontakt zu Frankreich abgeschnitten. Frankreich seinerseits unterstützte den Kampf der Amerikaner gegen Großbritannien im Unabhängigkeitskrieg. Infolge des Indianeraufstands unter Pontiac änderte die Regierung ihre Politik gegenüber den Franzosen. Als amerikanische Truppen unter Richard Montgomery nach Montreal vordrangen, ergriffen die Franko-Amerikaner nicht ihre Partei, sondern verteidigten Québec und schlugen die Eindringlinge in der Schlacht von Québec am 31. Dezember 1775 zurück. (→ Invasion von Kanada (1775)).
Die französisch-katholische Mehrheit (rund 90.000 Einwohner) geriet im Westen in die Minderheit, als nach dem Ende des Amerikanischen Unabhängigkeitskrieges mehr als 50.000 Flüchtlinge, als Loyalisten bezeichnet, angesiedelt wurden. Zugleich bildete ihre Anwesenheit ein Hindernis für eine Übernahme Kanadas durch die USA oder eine Rückgabe an Frankreich. Da sie überwiegend an den Großen Seen lebten, bildete sich so ein zweiter Siedlungskern, der sich in Konfession, Wirtschaftsweise, Kultur und Sprache unterschied. Das Land für die Loyalisten war jedoch keineswegs unbewohnt. 1790 gaben Wyandot, Ojibwa, Potawatomi und Ottawa Land mit einer Gesamtfläche von 1.344.000 Acre auf. Bis 1827 kamen nochmals fast 3.000.000 Acre hinzu.
Das Verfassungsgesetz von 1791 richtete deshalb zwei Provinzen ein, das englisch geprägte Oberkanada und das französische Niederkanada mit jeweils selbstständigen Verwaltungen. Der Ottawa-Fluss bildete die Grenze zwischen beiden. Für den Westen war zudem keine clergy reserve vorgesehen, Land, das seit 1791 dem Unterhalt des anglikanischen Klerus' gedient hatte. Es wurde damit frei für industrielle Nutzung und Siedlung. Die seigneurie royale, die 1627 eingeführte Ordnung, bei der ein Lehnsherr vom König Land erhielt und dies gegen Dienste und Abgaben weiterverlieh, bestand jedoch fort.
Die Mehrheit der irokesischen Stämme der Mohawk und Cayuga, die auf der Seite der Briten gekämpft hatten, verblieb in Kanada oder zog dorthin. Ihre Gebiete bildeten einen weiteren Siedlungskern, doch machte die Zuwanderung aus Europa sie schnell zu einer kleinen Minderheit.

### Der Westen: Pockenepidemien, regionale Handelsmonopole, Hudson’s Bay Company
Die Krankheiten, allen voran Pocken, die den Indianern im Osten so schwer zu schaffen machten, eilten den Europäern voraus westwärts und trafen Stämme, die noch gar nicht mit Europäern in Berührung gekommen waren. Mit Handels- und Entdeckungsfahrten kamen ab den 1770er-Jahren auch erste Spanier und Briten an die Pazifikküste, wo 1775 eine schwere Pockenepidemie ausbrach, der bis 1862 weitere folgten. Im Zusammenwirken mit weiteren Krankheiten wie Masern, Grippe und Tuberkulose richteten sie umfassende Schäden an.

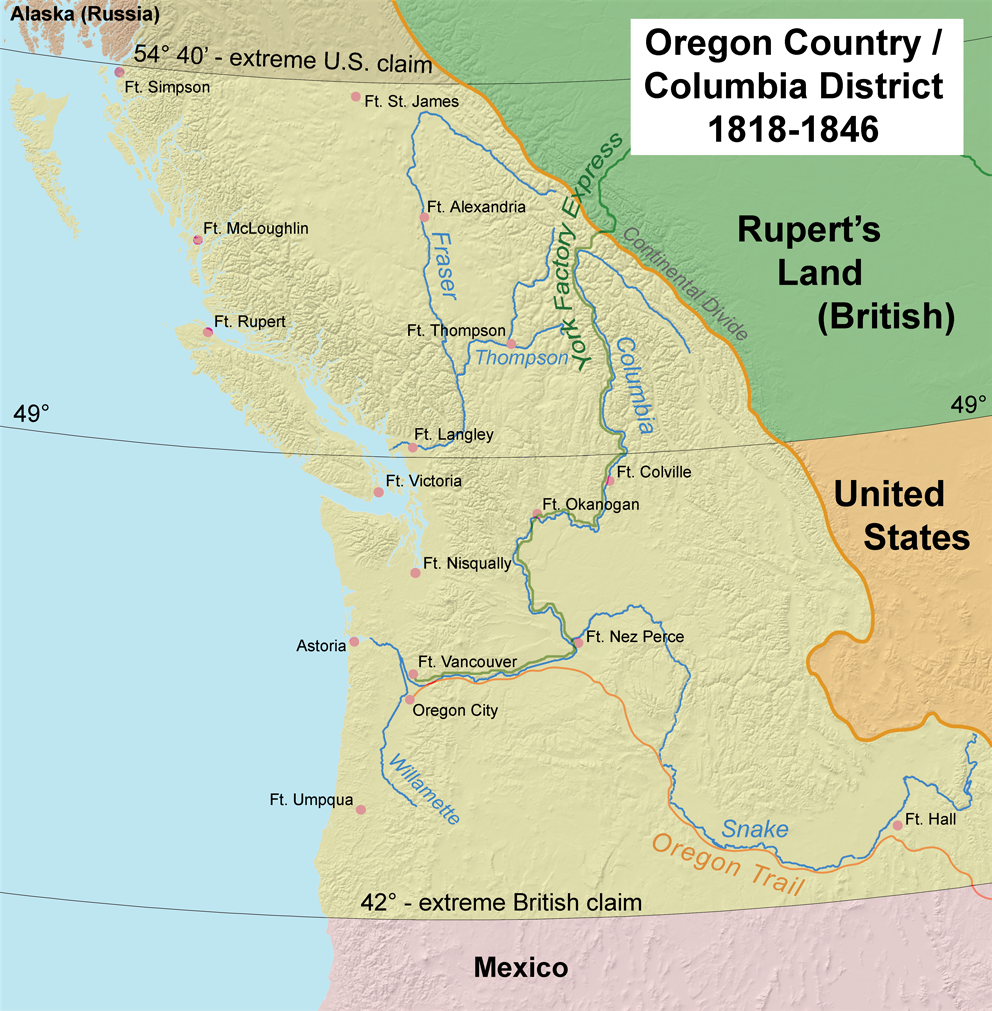
Das von Briten und Amerikanern zwischen 1818 und 1846 gemeinsam genutzte Oregon Country wurde entlang des 49. Breitengrades geteilt

Der Brite James Cook war der erste Entdecker, der in Kontakt mit den lokalen Indianern kam. Die nachfolgenden Europäer zog eher der gewinnträchtige Handel mit Pelzen, vor allem Fischotter, in das Gebiet zwischen Washington und Alaska, bei dem sich Handelsmonopole dreier Stämme der Nuu-chah-nulth unter Führung von Maquinna, Wickaninnish und Tatoochatticus (Tatoosh) entwickelten. Russen, die von Alaska her kamen, Amerikaner, Spanier und Briten konkurrierten um Einfluss, einigten sich aber 1790 darauf, keine Handelsniederlassungen mehr zu gründen. Innerhalb von drei Jahrzehnten erschöpften die zahlreichen Händler und die für sie überwiegend jagenden Indianer wichtige Pelztierbestände. Um diese stritten sich bald die großen Handelsgesellschaften, wie die North West Company, die XY Company und die Hudson’s Bay Company (HBC), die sich 1821 endgültig durchsetzte. Sie übernahm nach der Verschmelzung mit der North West Company die kolonialstaatlichen Aufgaben und gründete erste dauerhafte Handelsstützpunkte. Die Provinzhauptstadt Victoria wurde 1843 als Fort der HBC gegründet, die im Westen bis 1871 vorherrschte. Sie schloss auch die ersten Verträge mit den Indianern (Douglas-Verträge). Allerdings musste sie sich 1846, nachdem Großbritannien und die USA sich im Oregon-Kompromiss auf den 49. Breitengrad als Grenze geeinigt hatten, nordwärts zurückziehen.

### Zweiter Krieg gegen die USA

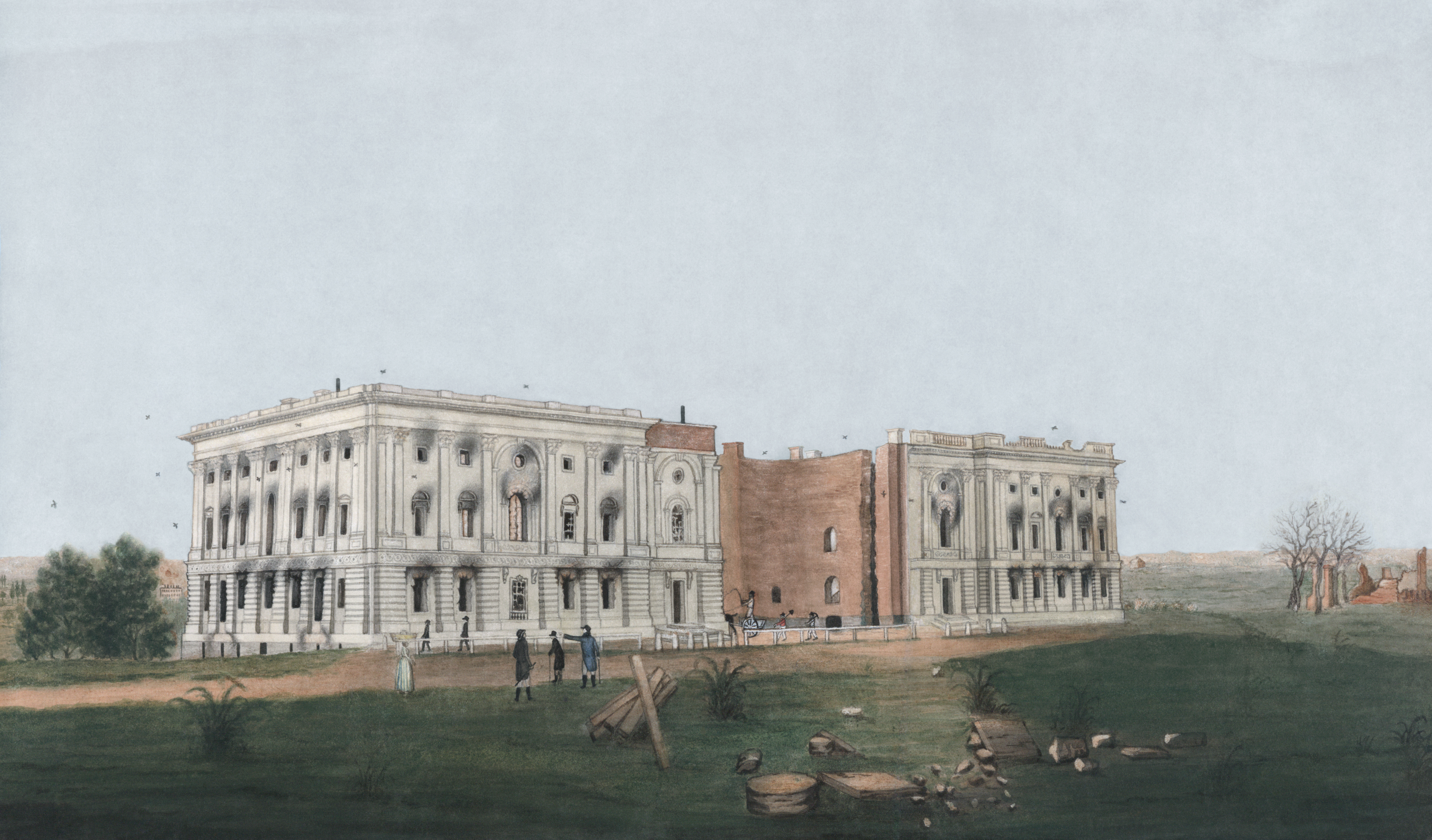
Das Kapitol mit Zerstörungsspuren, George Munger 1814

Ein erneuter Versuch der USA, Kanada im Britisch-Amerikanischen Krieg von 1812 bis 1814/15 (in der Historiographie der Kontrahenten War of 1812 genannt) zu erobern, scheiterte. Der Widerstand gegen die Invasoren spielte eine wichtige Rolle bei der Entstehung eines gemeinsamen Nationalgefühls, zumal die Amerikaner die Hauptstadt York, das spätere Toronto, 1813 sechs Tage besetzten und zerstörten. Dabei brannten sie auch das Parlamentsgebäude nieder. Herausragende Figuren dieses Kampfes, wie Generalmajor Sir Isaac Brock und Laura Secord, sind in Kanada bis heute populär. Der Krieg fand ganz überwiegend auf der Niagara-Halbinsel statt, zwischen Erie- und Ontariosee.
Die Amerikaner konnten keines ihrer Kriegsziele erreichen, Washington, der Sitz der Regierung, wurde am 24. August 1814 sogar niedergebrannt, die Library of Congress verbrannte dabei. Das Gedicht, auf das die 1931 eingeführte Nationalhymne der USA (The Star-Spangled Banner) zurückgeht, entstand in der Endphase des Krieges. Erst der Friede von Gent stellte den status quo der Vorkriegszeit wieder her. 1817 einigten sich Großbritannien und die USA darauf, die Großen Seen von Kriegsschiffen frei zu halten (Rush-Bagot-Vertrag). 1818 legten die Kriegsgegner weitere Konflikte im Londoner Vertrag bei.

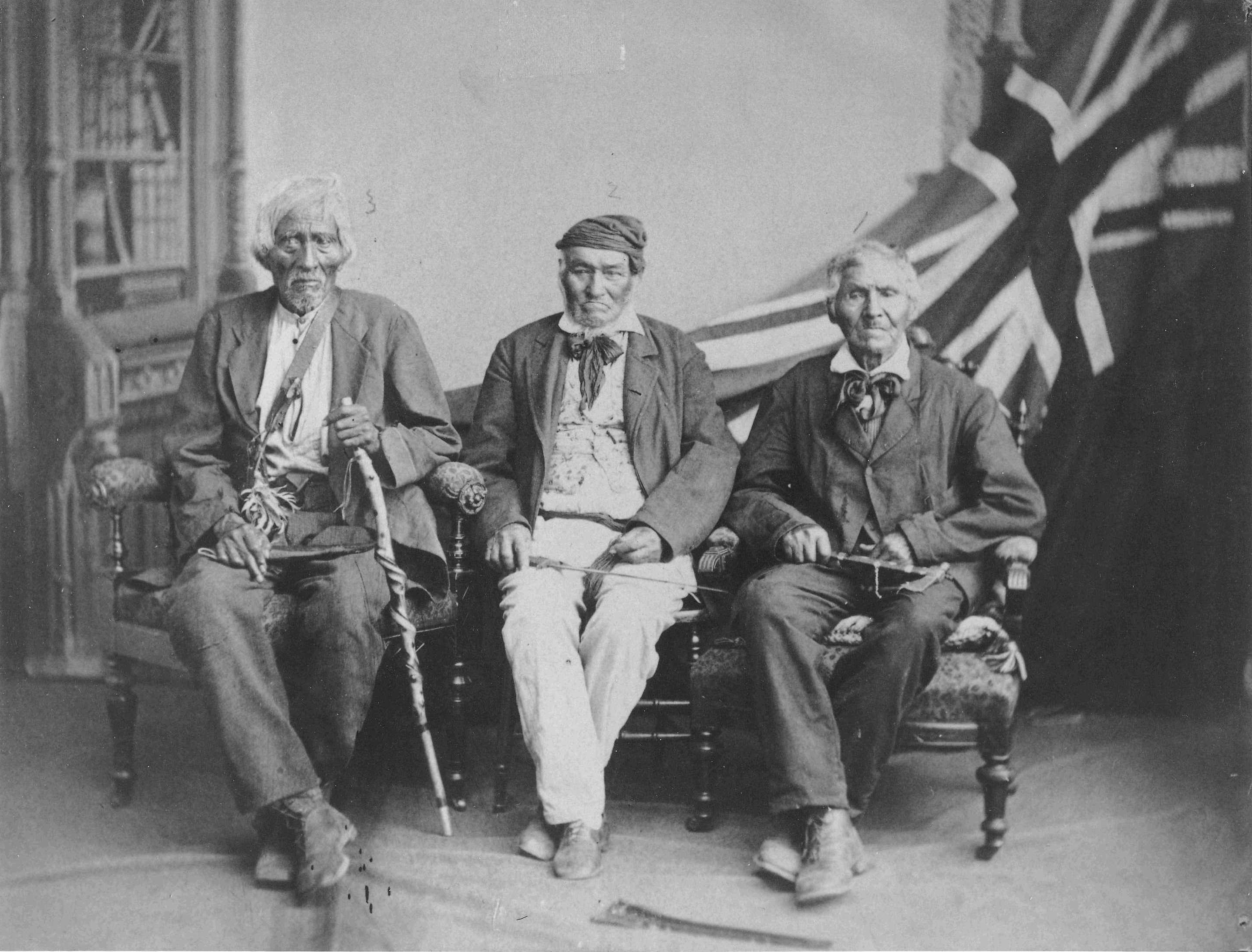
Die letzten noch lebenden Mohawk, die 1812 bis 1815 auf britischer Seite gegen die USA gekämpft hatten, wurden 1882 fotografiert. Die zu dieser Zeit zwischen 85 und 90 Jahre alten Männer waren von rechts nach links: Sakayengwaraton (John Smoke) Johnson, John Tutela und Young Warner

Die vor den Amerikanern geflohenen, etwa 2000 mit Großbritannien verbündeten Irokesen, überwiegend Mohawk und Cayuga, die Joseph Brant (Thayendanegea, 1743–1807) nach Ontario geführt hatte, unterstützten 1812 die Briten erneut. 1785 zählte man 1.785 Irokesen, die im Reservat der Six Nations of the Grand River lebten, einem Gebiet von 675.000 Acre westlich des Ontariosees, das jedoch durch Verkäufe auf 45.000 Acre zusammenschmolz. Brant wurde 1802 ein geschlossenes Gebiet am Grand River gegeben (so nannte man den Ottawa), genauer um das heutige Brantford, das nach ihm benannt ist. Eine zweite Gruppe hatte sich 1784 in Tyendinaga, benannt nach dem Mohawknamen Brants, angesiedelt, unweit von Kingston.
Wenige Jahre bevor die Irokesen politisch fast jede Bedeutung verloren, denn sie wurden nach 1815 schnell zu einer kleinen Minderheit, griffen sie entscheidend in die militärischen Auseinandersetzungen ein, wie Carl Benn 1998 nachweisen konnte. Dies gilt etwa für die Schlacht von Queenston Heights am 13. Oktober 1812.

### Wirtschaft und Gesellschaft, Anschluss an die USA oder Selbstverwaltung
Im frühen 19. Jahrhundert wurde Holz zu einem wichtigen Exportgut. Das Holz der Weymouths-Kiefer wurde zu Flößen zusammengebunden und über den Ottawa zum Seehafen Québec befördert. Das reichlich vorhandene Eichenholz war schwerer als Wasser und musste deshalb mit leichterem Kiefernholz zusammengebunden werden. Auf dem Rückweg beförderten die Frachtschiffe bis zu 200 Einwanderer preiswert nach Kanada, weil weder Salz noch Ziegel den Stauraum der westwärts fahrenden Schiffe ausfüllen konnten.
Zwischen 1815 und 1819 führten die Hudson’s Bay Company und die konkurrierende North West Company den Pemmikan-Krieg, einen bewaffneten Handelskonflikt um die Kontrolle der Red-River-Kolonie und die Vorherrschaft im Fellhandel. 1821 wurden die beiden Gesellschaften zwangsweise verschmolzen und unter dem Namen der Hudson’s Bay Company fortgeführt.
Aristokratische Familien dominierten das von der Kolonialverwaltung eingesetzte Parlament und die Wirtschaft. Moderate Reformer wie Robert Baldwin und Louis-Hippolyte La Fontaine forderten eine „verantwortliche Regierung“ (responsible government), die die Interessen der Bevölkerung stärker berücksichtigte als die Großbritanniens. Radikale Reformer wie William Lyon Mackenzie oder Louis-Joseph Papineau forderten die Unabhängigkeit und die Einrichtung einer Republik. Mackenzie und Papineau organisierten die Rebellionen von 1837 in Ober- und Niederkanada, die jedoch rasch niedergeschlagen wurden. Mackenzie ließ sich auf der Navy Island im Niagara River nieder und rief dort mit 200 Anhängern am 13. Dezember 1837 die Republik Kanada aus; sie mussten Mitte Januar 1838 in die USA fliehen. Im Verlauf der Kämpfe wurde ein Schiff namens Caroline die Niagarafälle hinabgestürzt und zwei Amerikaner kamen dabei ums Leben (→ Caroline/McLeod-Affäre). 1842 entschuldigte sich die britische Regierung für die Verletzung des amerikanischen Territoriums.

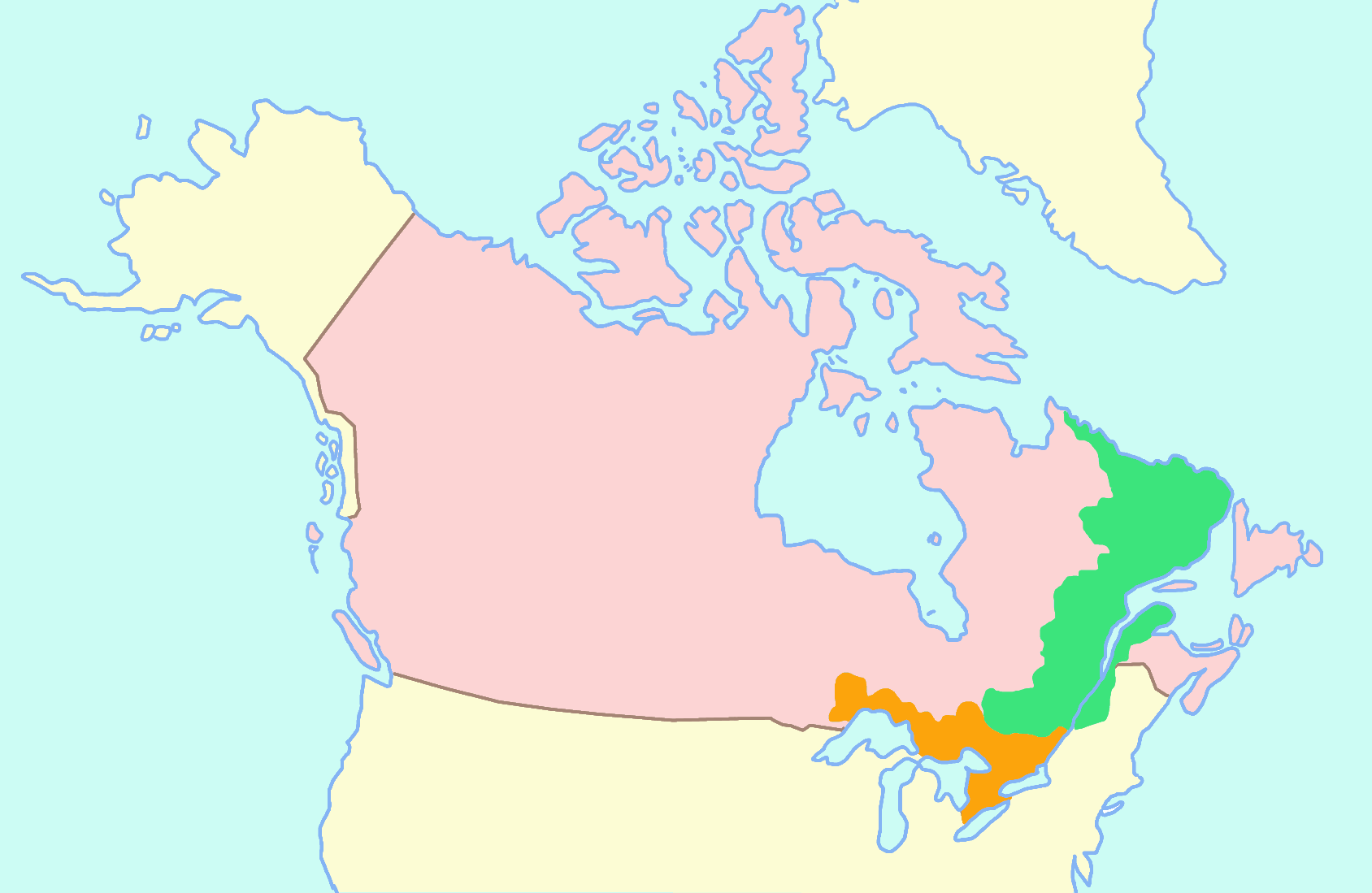
Gebiet der Provinz Kanada (orange: englischer Teil, grün: französischer Teil)

Generalgouverneur Lord Durham verfasste 1839 den Bericht über die Lage in Nordamerika, worin er eine verstärkte Selbstverwaltung und eine parlamentarische Regierungsform vorschlug. Gleichzeitig sollte das Englische zur alleinigen Amtssprache erhoben werden, weil er hoffte, dass die Frankokanadier dadurch assimiliert würden.
Diese Vorschläge wurden mit dem Act of Union 1840 umgesetzt. Aus der Vereinigung von Ober- und Niederkanada entstand 1841 die gemeinsame Provinz Kanada. 1848 änderte London seine merkantilistische Wirtschaftspolitik. So wurden die Getreidegesetze (Corn Laws) liberalisiert. Die Tories im Osten, die von merkantilistischen Bestimmungen profitiert hatten, reagierten empört mit dem Montreal Annexation Manifesto, das zum Anschluss an die USA aufforderte.

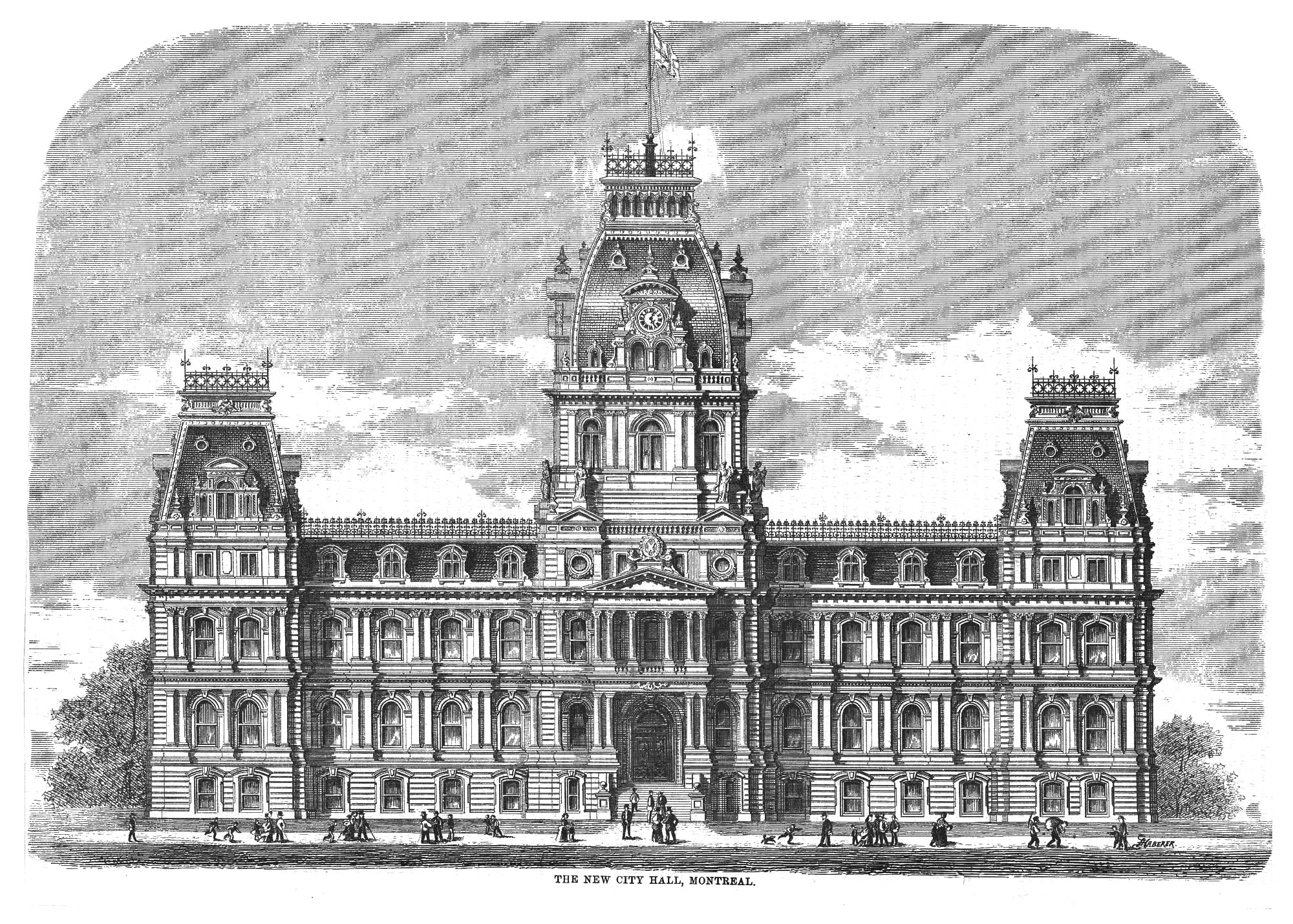
Das Hôtel de ville von Montreal, L'opinion publique, 1874

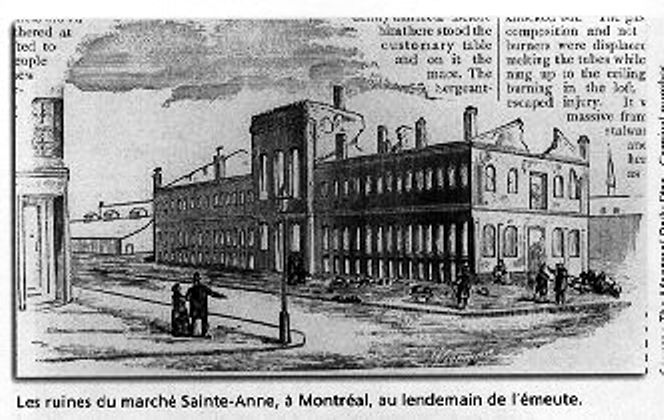
Das Montrealer Parlament nach dem Brand, The Montreal Daily Star, Januar–Februar 1887

Als 1849 eine neue Steuer, die zur Entschädigung der nicht verurteilten Aufständischen von 1837 erhoben werden sollte, eingeführt wurde, kam es in Montreal, das von 1843 bis 1849 Hauptstadt der Provinz war, zu zweitägigen Straßenkämpfen (Montreal Riots); dabei ging das Regierungsgebäude am 25. April 1849 in Flammen auf. Einen Monat später beschloss die Regierung, die Hauptstadt zu verlegen. In den nächsten Jahren wechselten sich Toronto und Québec im Status der Provinzhauptstadt ab. Königin Victoria entschied 1857, dass Ottawa, an der Grenze zwischen französischem und englischem Sprachgebiet gelegen, Hauptstadt des entstehenden Dominions Kanada werden sollte.
1851 lebten in Canada West über 950.000 Einwohner, in Canada East 890.000, in ganz Kanada 2.436.000. Damit hatte der englischsprachige Westen den französischsprachigen Osten überflügelt.

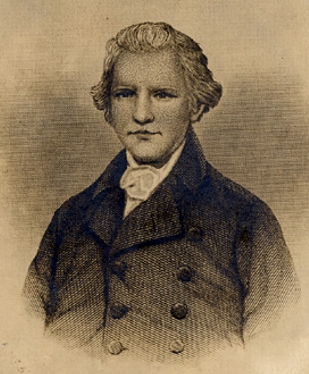
Der Oberste Richter Ontarios, William Osgoode, erklärte 1803 Sklaverei für unvereinbar mit britischem Recht

Eine weitere Gruppe, schwarze Sklaven aus den USA, kam seit langem nach Kanada, denn dort war die Sklaverei 1834 abgeschafft worden. In Neufrankreich gab es spätestens seit 1629 Sklaven, im Jahr 1759 zählte man genau 3.604, von denen 1.132 aus Afrika stammten, die übrigen aus Neuengland oder von den Westindischen Inseln. Die meisten lebten in Montreal. Zwar brachten die Loyalisten rund 2000 Sklaven mit, doch wenige Jahrzehnte später lebten 3500 freie Schwarze in Kanada. Ab 1793 begann man die Sklaverei in Oberkanada Schritt für Schritt abzuschaffen. 1803 stellte Richter William Osgoode fest, Sklaverei sei mit dem britischen Recht unvereinbar. Doch erst 1834 wurde sie im gesamten britischen Imperium abgeschafft (→ Sklaverei in Kanada). Noch 1796 kamen jamaikanische Maroons nach Kanada, die Spaniern und Briten entflohen waren, 1813 bis 1816 wurden 2000 aus den USA während des Krieges von 1812 geflohene Sklaven in Neuschottland angesiedelt. Mit der 1780 gegründeten Underground Railroad wurden bis 1862 über dreißigtausend Sklaven aus den Südstaaten befreit und nach Kanada gebracht. Zeitweise kamen pro Jahr 1000 Sklaven. Mit der Einwanderung nach 1960 wurde diese „original black population“ zur Minderheit gegenüber den schwarzen Neuzuwanderern.
Nachdem Großbritannien und die USA sich 1846 auf den 49. Breitengrad als Grenze von den Großen Seen bis zum Pazifik geeinigt hatten, schuf die britische Regierung zwei weitere Kolonien, British Columbia 1848 und Vancouver Island 1849. Beide wurden 1866 vereinigt. 1854 einigte sich London mit den USA auf die Abschaffung vieler Schutzzölle, so dass Holz, Fisch und Getreide dorthin ausgeführt werden konnten. Der Export, vor allem nach Großbritannien, wurde durch den Bau von Kanälen und durch die Grand Trunk Railway nach Montreal und weiter nach Halifax gefördert. Dieser Austausch von Gütern und Kapital, dazu die entsprechenden Interessengruppen, wurde bis zur Weltwirtschaftskrise zum wichtigsten Integrationsfaktor für Kanada.

## Dominion

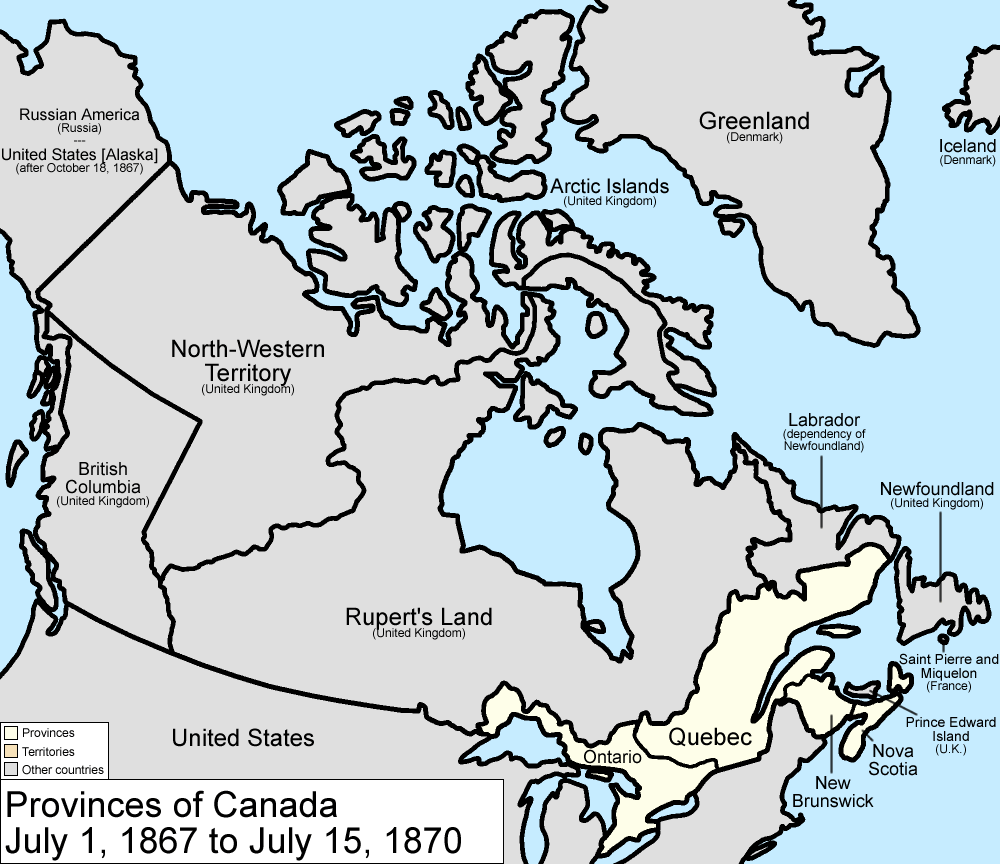
Die kanadischen Provinzen, Rupert’s Land, das von der Hudson’s Bay Company dominierte Gebiet, das Northwestern Territory und British Columbia, 1867–1869

### Gründung
Als sich das Verhältnis zwischen Großbritannien und den USA während des Sezessionskriegs bis knapp an den Ausbruch eines Krieges verschlechtert hatte, erkannten führende Politiker die Notwendigkeit, möglichen amerikanischen Angriffen auf Kanada einen starken Bundesstaat entgegenzustellen. In drei Konferenzen (Charlottetown-Konferenz, Québec-Konferenz und Londoner Konferenz) wurde über die Schaffung einer Kanadischen Konföderation beraten. Daraus resultierte das Gesetz über Britisch-Nordamerika (British North America Act), das am 1. Juli 1867 in Kraft trat. Es schuf das Dominion of Canada als Bundesstaat. Zur Provinz Kanada (die heutigen Provinzen Ontario und Québec) kamen New Brunswick und Nova Scotia hinzu. Das Parlament erklärte 1879 den 1. Juli zum Nationalfeiertag; zuerst als Dominion Day und ab 1982 als Canada Day.

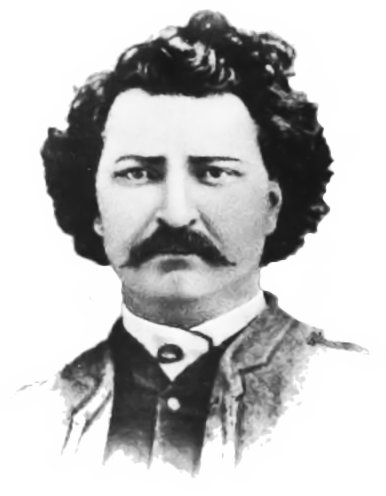
Louis Riel

### Rupert’s Land und die Nordwestlichen Territorien, Aufstände und Verträge
Die neue Bundesregierung unter Premierminister John Macdonald kaufte 1869 von der Hudson’s Bay Company das Gebiet Rupert’s Land und das Nordwestliche Territorium, die zu den Nordwest-Territorien vereinigt wurden. Vor allem die Métis lehnten eine Besiedlung des Westens unter den von London vorgegebenen Bedingungen jedoch entschieden ab und erhoben sich 1869/70 in der Red-River-Rebellion. Ihnen schlossen sich einige Cree unter Häuptling Big Bear an. Die Aufständischen unter Louis Riel bildeten eine Übergangsregierung, deren Forderungen die Bundesregierung jedoch ablehnte. Nach der militärischen Niederlage floh Riel in die USA. Im Aufstandsgebiet entstand 1870 mit dem Inkrafttreten des Manitoba Act die Provinz Manitoba, deren Rechtsordnung die Interessen von Englisch- und Französischsprachigen, Indianern und Métis, Katholiken und Protestanten ausgleichen sollte.

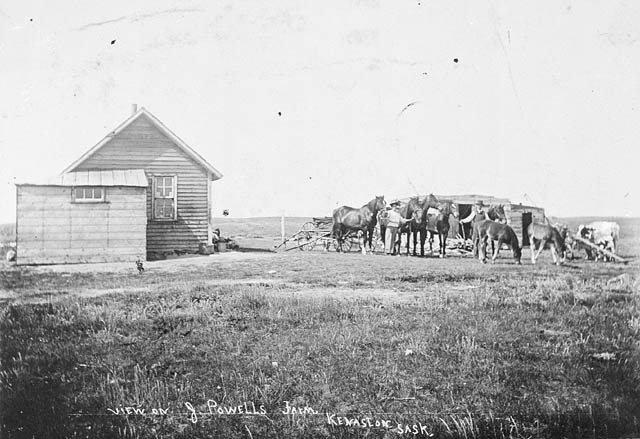
J. Powells Farm bei Kenaston, südlich von Saskatoon in der Provinz Saskatchewan, 1907

In den dünn besiedelten Gebieten der Nordwest-Territorien schloss die Regierung 1871 einen Vertrag mit sieben Indianerstämmen, den ersten der elf sogenannten Numbered Treaties. Darin wurden den ethnischen Gruppen Reservate (reserves) zugewiesen, um Land für die geplante Besiedlung mit Europäern, vor allem Briten, zu räumen. Dabei ging man von dem Konstrukt aus, dass die britische Königin ihre Untertanen um die Einverständniserklärung bitte, das Land für Siedlung und Einwanderung zu öffnen. Innerhalb von sechs Jahren folgten weitere sechs Verträge, zu denen sich über 170 Stämme bereitfanden, vor allem weil ihre Lebensgrundlage, die Büffel, praktisch ausgerottet war. Der zuständige Indianerkommissar Edgar Dewdney setzte das Druckmittel des Hungers ein, um die Stämme, die Widerstand leisteten, zum Einlenken zu zwingen. Der Abschluss der übrigen Verträge zog sich bis 1921 hin; sämtliche Verträge sind bis heute gültig. Nur das Yukon-Gebiet und der überwiegende Teil British Columbias blieben ohne Verträge.

### Ausdehnung bis an den Pazifik und Ausbau der transkontinentalen Eisenbahn
1871 schloss sich British Columbia an der Pazifikküste dem Dominion an, 1873 trat auch Prince Edward Island der Konföderation bei, nachdem es sechs Jahre zuvor einen Beitritt abgelehnt hatte. Ebenfalls 1873 gründete Macdonald die North West Mounted Police als Vorgängerin der Royal Canadian Mounted Police, um in den weitläufigen Nordwest-Territorien kanadisches Recht durchzusetzen und den Anspruch Kanadas auf das Gebiet zu untermauern. Auch einigte man sich 1872 mit den USA auf den genauen Grenzverlauf zwischen British Columbia und Washington, genauer gesagt bei der Aufteilung der San Juan Islands, nachdem es 1859 wegen Unklarheiten der Zugehörigkeit der Inselgruppe zum Schweinekonflikt gekommen war.

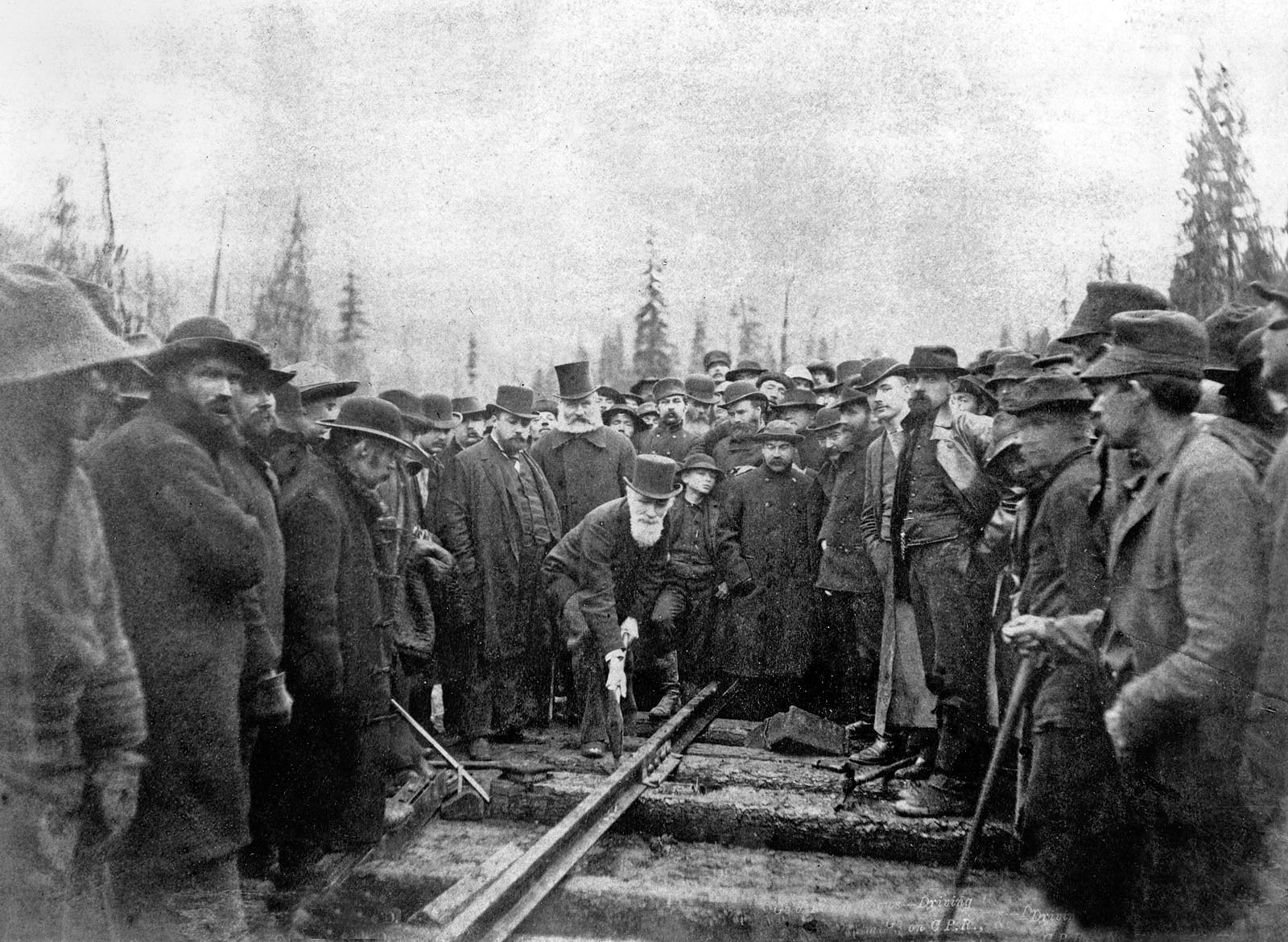
Fertigstellung der Canadian Pacific Railway

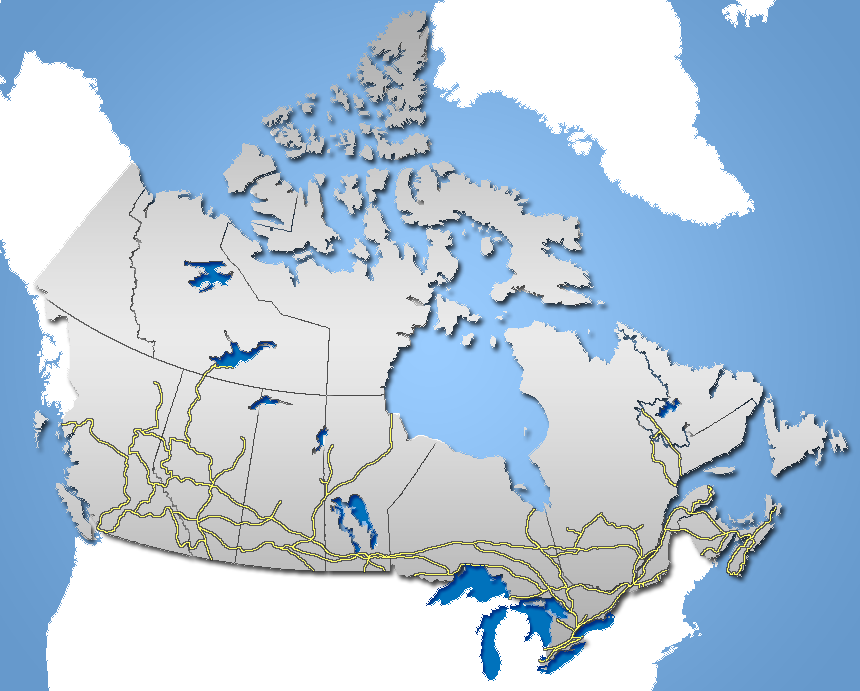
Das Eisenbahnnetz sollte die weit entfernten Wirtschafts- und Siedlungsräume integrieren.

Unter teils konservativen, teils liberalen Politikern erlebte Kanada einen raschen wirtschaftlichen Aufschwung. Eine wichtige Rolle hierbei spielte der Eisenbahnbau, der die Prärieprovinzen erschloss. Sie entwickelten sich in der Folge zu einer „Kornkammer der Welt“. Die private, aber staatlich geförderte Canadian Pacific Railway vollendete 1886 die transkontinentale Eisenbahnverbindung und stieg zum wichtigsten Unternehmen Kanadas auf. Sie war für British Columbia das Hauptmotiv zum Beitritt gewesen. Entlang ihrer Trassen belebte sie Schifffahrt, Industrien und Siedlungen, förderte aber auch Insiderhandel und Korruption im Zusammenhang mit Grundstückskäufen. Kanada unterhielt dabei weiterhin enge Wirtschaftsbeziehungen zu Großbritannien, sichtbar u. a. an der Senkung von Zöllen für britische Waren 1896 und daran, dass der überwiegende Teil des Kapitals für den Ausbau der Infrastruktur aus London stammte.

### Nordwest-Rebellion, Einfluss der USA, Sprachenstreit
Nach der Red-River-Rebellion von 1869 bis 1870, auf die die Regierung reagierte, indem sie im Manitoba Act fast allen Forderungen nachkam, zogen viele Métis weiter nach Westen. Aber auch dort begannen Rinderbetriebe mit größerer Effizienz ihre Produkte zu verdrängen. Die freie Vergabe von Land bedrohte zudem ihre Siedlungs- und Lebensweise. Da der Wert der immer gleich großen Landstücke sehr stark schwankte, entschieden zudem Insiderinformationen, an die die Métis ohne Regierungs- und Unternehmenskontakte nicht gelangen konnten, über die erfolgreiche Spekulation mit Grund und Boden. So fühlten sie sich übervorteilt und setzten sich zur Wehr. Louis Riel kehrte aus dem Exil zurück und führte 1885 die Nordwest-Rebellion an. Der Aufstand brach jedoch nach schweren Gefechten zusammen und Riel wurde am 16. November desselben Jahres wegen Hochverrats hingerichtet. Dies verstärkte Spannungen zwischen den englischen und französischen Kanadiern, da letztere mit den überwiegend Französisch sprechenden Métis sympathisiert hatten.
Bereits seit 1858 waren Goldsucher an den Fraser River in British Columbia gezogen (→ Fraser-Canyon-Goldrausch). Die dort noch herrschende Hudson’s Bay Company, die ihr Hauptquartier 1846 aus Fort Vancouver nach Victoria auf Vancouver Island verlegt hatte, fürchtete bereits eine Übernahme der Regierungsgewalt durch die zahlreichen US-Amerikaner, die dort eintrafen. Weitere Goldfunde lockten vor allem Männer aus Kalifornien an, aber auch aus Europa. Auch der Sprecher des dortigen Parlaments, John Sebastian Helmcken, sprach sich zeitweise für einen Anschluss an die USA aus, zumal Washington 1867 das angrenzende Alaska von Russland kaufte. Im Zuge des Klondike-Goldrauschs, der zeitweise über 100.000 Menschen in die Region lockte, wurde 1898 das Yukon-Territorium von den Nordwest-Territorien abgetrennt; eine Polizeitruppe versuchte, die Entwicklung zu kontrollieren und stellte Grenzposten. Gegenüber den Indianern schlug man eine Politik der Missionierung und Segregation ein. 1905 erfolgte die Gründung der Provinzen Alberta und Saskatchewan.
Der Manitoba-Schulstreit drohte von 1890 bis 1896 erneut das Land entlang der Sprachen- und Konfessionsgrenze zu spalten. Ontario begrenzte im Juli 1912 mit dem Reglement 17 den Gebrauch der französischen Sprache nach dem ersten Schuljahr und verbot ihn sogar nach dem vierten. Diese Regelung konnte nie vollständig umgesetzt werden und wurde 1927 aufgehoben. Ähnliche Auseinandersetzungen prägten Neubraunschweig und auch die Nordwest-Territorien.

### Erste Massenmedien
s. a. Geschichte der kanadischen Zeitungen
Die erste Zeitung auf dem Gebiet Kanadas war die Halifax Gazette, die 1752 erschien. William Brown und Thomas Gilmore aus Philadelphia gründeten die zweisprachige Quebec Gazette als erste Zeitung in Québec. 1785 entstand das heute älteste Blatt, die Montreal Gazette. Die frühen Zeitungen hingen weitgehend von Zuwendungen der Regierung und von Anzeigenerträgen ab, kaum von Käufern und Abonnenten. Dies sollte sich in Kanada als Dauerzustand erweisen.
Zeitungen wurden vielfach zur Durchsetzung von Gruppeninteressen gegründet. So waren die 1805 und 1811 gegründeten City Mercury und in Montréal der Herald Sprachrohre der dortigen Händlereliten, während Le Canadien (1806) und La Minerve (1826) die Frankophonen vertraten. Gegen diese Kolonial- und Händlereliten wiederum richtete sich in Ober-Kanada der Colonial Advocate, den William Lyon Mackenzie herausbrachte, und der die Reform- und Farmergruppen vertrat. Schließlich hingen die Blätter von Parteien ab, insbesondere den Reformern und den Konservativen, und zwar meist als Organe bestimmter politischer Führer. So war der 1844 gegründete Toronto Globe die Stimme des Reformers George Brown, der Toronto Mail hingegen wurde zur Stimme von John Macdonald, dem ersten Premier Kanadas. Jede größere Stadt hatte ein liberales und ein konservatives Blatt. Bis in die 1930er Jahre hinein blieben die Quebecer Blätter dabei von der jeweiligen Regierung abhängig. Blätter, die nicht einer der Führungsgruppen angehörten, wie die kommunistische Presse, wurden immer wieder verboten. In Québec erließ die Regierung Maurice Duplessis den Padlock Act, der ihre Zeitungen traf.
Der erste Versuch einer Tageszeitung, der Montréal Daily Advertiser, bestand nur von 1833 bis 1834. Doch 1873 gab es bereits 47 Tageszeitungen, 1913 gar 138. Die Verbreitung des Radios ab den 1930er Jahren und des Fernsehens ab den 1950er Jahren kostete die Zeitungen viele Werbekunden, so dass 1953 nur noch 89 Tageszeitungen existierten. 1986 erholte sich die Zahl wieder auf 110, doch nur noch acht Städte hatten zwei oder mehr Tageszeitungen.

## Vom Ersten Weltkrieg bis zur staatlichen Souveränität

### Erster Weltkrieg

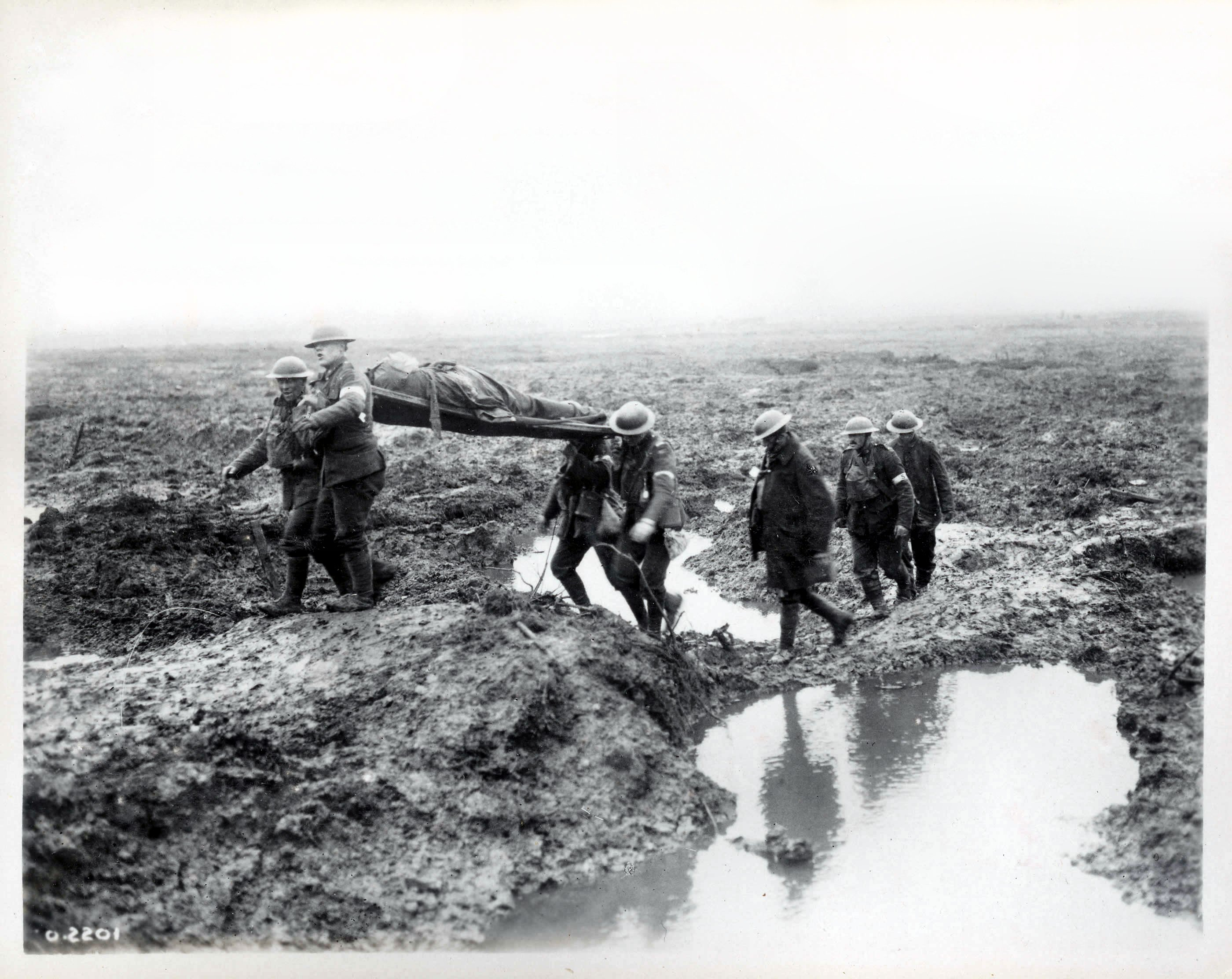
Kanadische Soldaten tragen einen Verletzten, Schlacht von Passchendaele in Flandern

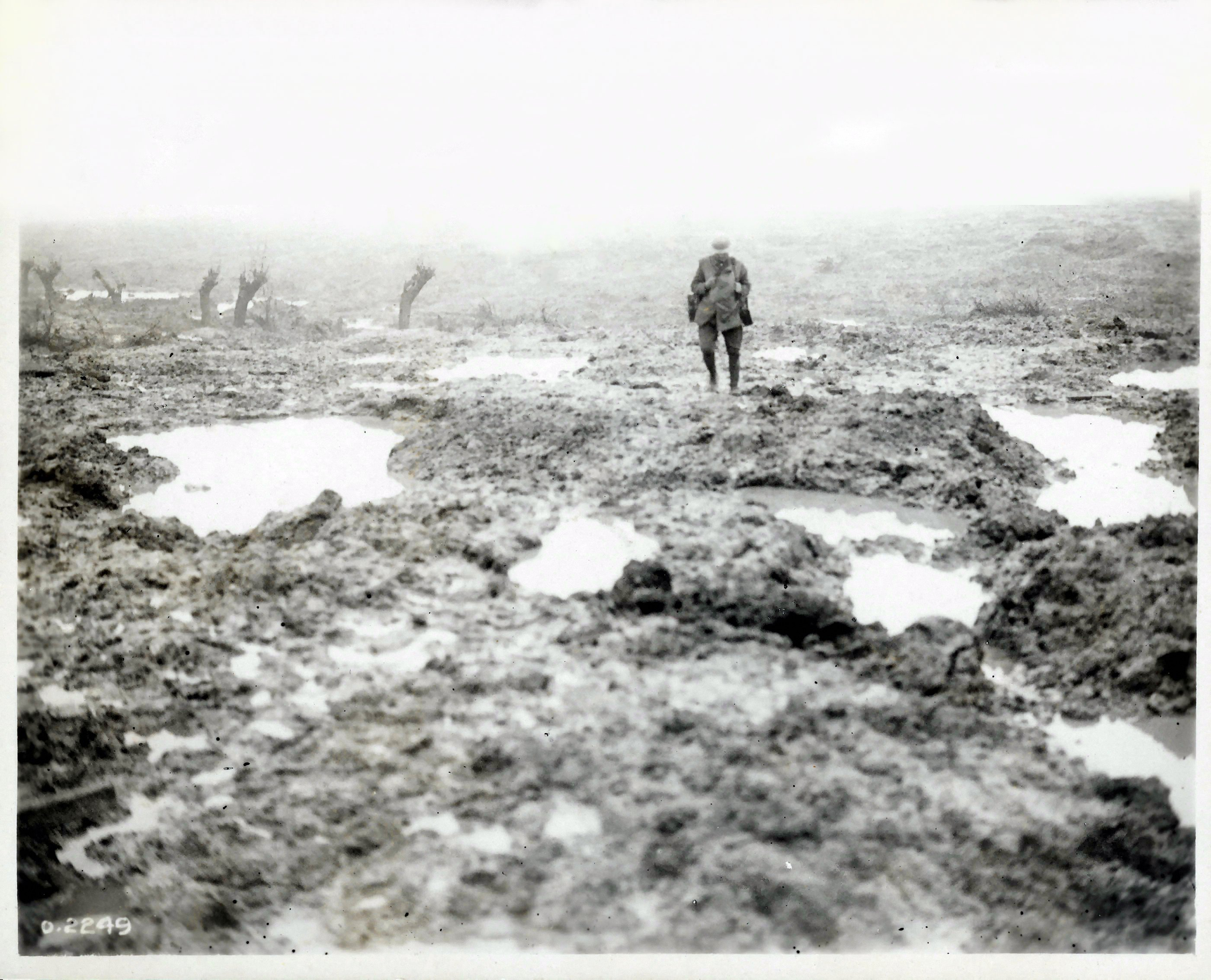
Bombentrichter bei Passchendaele

Obwohl die kanadische Politik langfristig auf eine völlige Unabhängigkeit abzielte, unterstützte das Land Großbritannien im Burenkrieg und im Ersten Weltkrieg. Die Truppen der Canadian Expeditionary Force kämpften bei Ypern, an der Somme, bei Passchendaele. Die Schlacht bei Arras, bei der diese Truppen 1917 im Alleingang einen bedeutenden Höhenzug (Vimy Ridge) eroberten, gilt als eines der identitätsstiftenden Ereignisse der Nation.
Der Ort Ladysmith verdankt seinen Namen einem Ort, der im Burenkrieg bekannt wurde.
330.000 von rund acht Millionen Kanadiern standen unter Waffen, über 60.000 starben. Die Soldaten waren Freiwillige. Viele Frankokanadier, Mennoniten, Quäker und Pazifisten lehnten die Einführung der allgemeinen Wehrpflicht im Juli 1917 ab, weshalb nur wenige Männer tatsächlich eingezogen wurden. Nur 24.132 von 124.588 Rekruten erreichten den französischen Kriegsschauplatz.

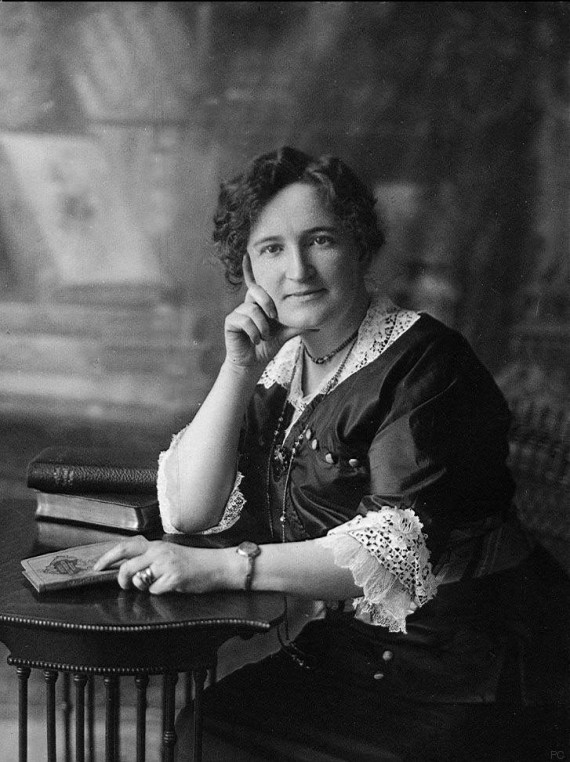
Nellie McClung, Frauenrechtlerin in Manitoba

Während des Krieges konnten die Kanadierinnen das Frauenwahlrecht durchsetzen, das 1916 auf Provinz- und 1918 auf Bundesebene eingeführt wurde. Den Indianern blieb dieses Recht bis 1960 vorenthalten. Bereits 1876 hatte Emily Stowe den Women’s Literary Club in Toronto gegründet, der 1883 seinen Namen in Women’s Suffrage Association änderte. Analog zu den britischen Suffragetten setzten sie sich für das Frauenwahlrecht ein, ab 1907 unter dem Namen Canadian Suffrage Association landesweit. Parallel dazu entstand ab 1874 in Winnipeg die Woman’s Christian Temperance Union, die zu ihrem ursprünglichen Ziel der Prohibition das Wahlrecht hinzunahm. Führend war hier Nellie McClung, die 1912 Gründungsmitglied der Political Equality League wurde. Im Januar 1916 setzte Manitoba das Frauenwahlrecht durch. Nachdem andere Provinzen gefolgt waren, erging auf Bundesebene zunächst der Wartime Elections Act von 1917, der das Wahlrecht für Frauen in der Armee und für Ehefrauen von Soldaten vorsah. Mit dem Women’s Franchise Act von 1918 folgte das Wahlrecht auf Bundesebene für alle Frauen ab 21.
Ein Jahr vor Beginn des Krieges kam es zu einer extremen Dürre. Als der Erste Weltkrieg ausbrach, stieg der Export steil an. Nun wurde massiv für eine Ausweitung des Agrarlandes, für Investitionen in Landmaschinen gesorgt. Ab 1915 steuerte ein Imperial Munitions Board die Produktion von Militärgütern. Er beschäftigte 1917 250.000 Arbeiter. 1918 bestanden 40 % der Industrieproduktion aus Waffen und Munition.
Finanzminister Thomas White wehrte sich gegen Steuererhöhungen, doch 1916 erhob die Regierung eine Steuer auf Geschäftsgewinne, 1917 eine Einkommensteuer. Sie wurde nicht wieder abgeschafft. Die Kosten für Bildung, Gesundheit, Wohlfahrt lasteten zunehmend auf den Provinzen, während die Einnahmen der Bundesregierung zuflossen. Dennoch stieg der Schuldenberg von 463 Millionen auf 2,46 Milliarden Pfund.

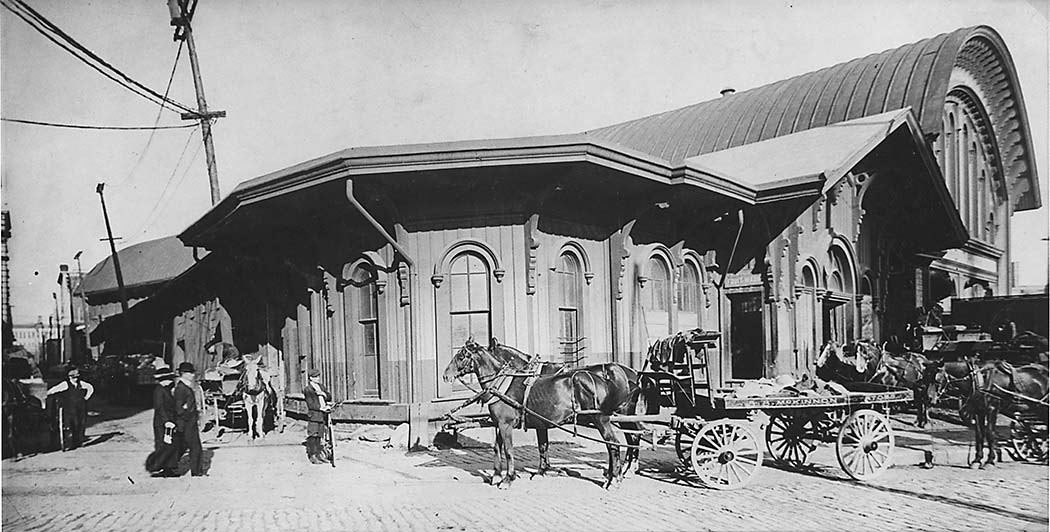
Bahnhof der Grand Trunk Pacific in Toronto, 1907

Die Grand Trunk Pacific Railway und die Canadian Northern Railway wurden von der Regierung aufgekauft. In British Columbia öffnete der Panamakanal erstmals die Ostküste den dortigen Produkten. Zudem wurde nun Weizen aus Alberta billiger über Vancouver transportiert als über den Osten. Vancouvers Einwohnerzahl stieg von 29.000 im Jahr 1901 binnen dreißig Jahren auf 247.000. Damit war sie die drittgrößte Stadt Kanadas. 1914 bis 1918 prägten Rationierung und Preiskontrollen den Alltag; erhebliche Summen für Kriegsanleihen konnten in Kanada selbst aufgebracht werden.
Im Versailler Vertrag und im Völkerbund trat Kanada als eigenständiger Staat auf; seit 1927 hat es eine Botschaft in der US-Hauptstadt Washington.

### Zwischenkriegszeit, Verstädterung, Souveränität

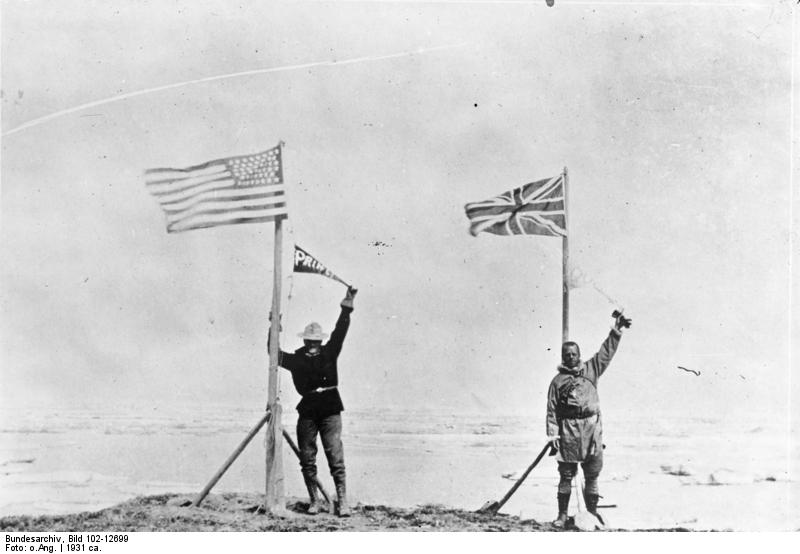
Der nördlichste Grenzposten zwischen Kanada und den USA, 1931. Die kanadische Seite hisste noch die britische Flagge.

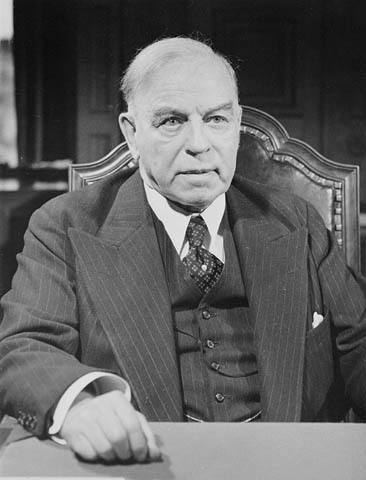
William Lyon Mackenzie King ist der am längsten amtierende Premierminister Kanadas (1921–1930, 1935–1948)

Die Weizenpreise fielen von 1918 bis 1929 um rund 75 %. Die Zahl der in der Landwirtschaft Tätigen ging zurück. Zugleich verstädterte das Land zunehmend. In Québec stieg der Anteil der Städter von 1891 bis 1931 von 29 auf 60 %, in Ontario von 35 auf 63 %. Die Progressive Partei nahm sich der Interessen der Prärieprovinzen an. Sie unterstützte den liberalen Premierminister William Lyon Mackenzie King, der 1926 in der Folge der King-Byng-Affäre wiedergewählt wurde. Das Maritimes Rights Movement verlangte nach weniger Bundesmacht, Québec wurde zu einer Hochburg des Separatismus.
1919 schlossen sich die verschiedenen Gewerkschaften hingegen zu einer Einheitsgewerkschaft zusammen. Erst seit 1872 war ihre Existenz mit dem Trade Unions Act gesichert. Um 1900 war mit rund 100.000 Mitgliedern kaum jeder zehnte Arbeiter organisiert. Dieser Organisationsgrad stieg erst in den 1940er-Jahren auf 20 bis 30 % und erreichte 1954 mit 34 % seinen Höhepunkt.
Mit dem Statut von Westminster wurde Kanada 1931 ein souveräner Staat, an dessen Spitze der König bzw. die Königin von Großbritannien steht und der dadurch Teil des britischen Commonwealth of Nations blieb. 1934 entstand die Bank of Canada als eigene Staatsbank, 1935 schloss Kanada einen Handelsvertrag mit den USA ab.

## Weltwirtschaftskrise

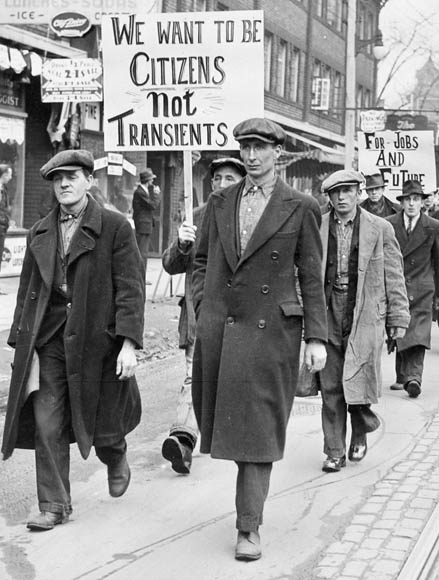
Demonstration von Arbeitslosen, um 1930

Als engster Handelspartner der Vereinigten Staaten litt Kanada besonders stark unter der Weltwirtschaftskrise. Die Arbeitslosigkeit in den USA stieg bis auf 25, die in Kanada bis auf 27 %. Die konservative Regierung von Richard Bedford Bennett (1930–1935) versuchte, die Krise durch hohe Zölle und hohe Staatsausgaben zu bekämpfen. Aufgrund der angespannten Haushaltslage musste das Konjunkturprogramm jedoch zurückgefahren werden. 1935 errang die Liberale Partei unter Mackenzie King erneut die Mehrheit der Wählerstimmen. Seine Regierung initiierte ein Wohnungsbauprogramm und eine Arbeitsmarktverwaltung, die Canadian Broadcasting Corporation (1936) und die Trans-Canada Airlines als Vorläufer der Air Canada (1937). Erst 1939 konnte die Wirtschaftsleistung von 1929 wieder erreicht werden, die Große Depression galt als beendet.
Die Weltwirtschaftskrise veränderte das politische System. Einige Mitglieder der Progressiven Partei gründeten die Social Credit Party, die ein freiwirtschaftliches Programm vertrat. Andere Mitglieder fusionierten mit der Labour Party zur sozialistischen Co-operative Commonwealth Federation. Auch die Kommunistische Partei Kanadas genoss zeitweise hohe Aufmerksamkeit, ihr Führer Tim Buck wurde zu zwei Jahren Zwangsarbeit verurteilt, die Partei wurde 1941 verboten. In den 1930er-Jahren entstand der kanadische Sozialstaat, der von Politikern aller Parteien weiterentwickelt wurde.
In Kanada gingen Ende 1928 die Exporte zurück, erst 1929 folgten die Importe. Der Kapitalzufluss überschritt erst 1930 den Höhepunkt. Das Nationaleinkommen fiel von 1929 bis 1933 von 4,3 auf 2,3 Milliarden Dollar. Allein in den einst geförderten Agrarregionen fiel das Einkommen von 600 auf 200 Millionen (von 1928 bis 1932). Dementsprechend steil stiegen die Ausgaben der Provinzen für die Wohlfahrt, denn die Verstädterung entzog den Kanadiern zunehmend die Möglichkeit, auf die Ressourcen des Bodens zurückzugreifen. Gleichzeitig wurden zahlreiche Aufgaben kommunalisiert oder von den Provinzen übernommen, wie die Gas- und die Stromversorgung. Die öffentliche Meinung neigte zu staatlichen Interventionen und Investitionen.
Dabei entwickelte die Krise nicht nur enorme soziale und parteipolitische Sprengkraft, sondern sie drohte den Staat zu zerspalten. Der Premierminister von British Columbia Thomas Dufferin Pattullo versuchte 1934 an der Spitze der westlichen Provinzen eine nationale Arbeitslosenversicherung einzurichten. Er forderte den Zugriff der Provinzen auf die von der Bundesregierung eingezogene Einkommensteuer und den „rationalen Gebrauch des nationalen Kredits“, darüber hinaus setzte er ein Gesetz durch, das der Provinzregierung in Victoria ähnliche Rechte übertrug, wie der Bundesregierung in Ottawa. Als Ottawa Sparmaßnahmen forderte, drohte Pattullo mit der Abspaltung der Provinz. Auch Maurice Duplessis, Premierminister von Québec, war separatistischen Gedanken nicht abgeneigt, die auch an der Ostküste Verfechter fanden.
Letztlich setzten jedoch die sogenannten Ottawa Men einen Kurs durch, der für Schutzzölle, Unterbieten von Standards und Preisen sowie Abwertungen sorgte, um das Land wirtschaftlich überlebensfähig zu halten. Zudem wurde letztmals auf Großbritannien als Kapitalquelle gesetzt. Großbritannien vereinbarte durch die Imperial Trade Conference Zollsenkungen. Hingegen vereinbarte Kanada 1935 mit den USA einen verstärkten Freihandel untereinander. Die ökonomische Anbindung an die USA setzte sich ab Ende der 1930er-Jahre durch, eine Entwicklung, die der Zweite Weltkrieg und der Niedergang des Britischen Empire beschleunigten.

## Zweiter Weltkrieg
Premier- und Außenminister Mackenzie King bereitete die Kanadier nach dem Münchener Abkommen und dessen Bruch mit der Zerschlagung der Tschechoslowakei durch Deutschland mit dem Slogan „no neutrality, no conscription“ auf einen Beistand für Großbritannien vor und verwarf seine bisherige isolationistische Politik. Der Besuch von König Georg VI. und Königin Elizabeth im Mai/Juni 1939 und die Aggressivität Hitlers wirkten ebenfalls auf die öffentliche Meinung. Nach dem deutschen Überfall auf Polen erfolgte die Kriegserklärung Kanadas an Deutschland am 10. September 1939.

### Kriegsbeteiligung und Streit um die Wehrpflicht
Kanadische Soldaten kämpften 1941 in Hongkong, 1942 bei Dieppe, 1943 in Italien – hier waren 92.757 Kanadier im Einsatz, 5764 starben – und 1944 in der Normandie bei der Invasion des Juno Beach – im Nordwesten Europas waren 237.000 Kanadier im Einsatz, 11.336 kamen ums Leben. 249.663 Kanadier dienten in der Royal Canadian Air Force (RCAF), rund 17.101 starben, in der Royal Canadian Navy starben 2024 der über 100.000 Eingesetzten. 1945 übernahmen kanadische Soldaten die Befreiung der Niederlande, und waren auch in Norddeutschland beteiligt. Insgesamt dienten 1.159.000 Männer und Frauen während des Krieges freiwillig in den Streitkräften, 44.093 verloren dabei ihr Leben.

Eine der ersten Begegnungen britisch-kanadischer Soldaten mit sowjetischen Panzersoldaten bei Wismar am 3. Mai 1945

Je länger der Krieg andauerte, desto weniger Freiwillige meldeten sich für den Kriegseinsatz. Premierminister Mackenzie King versprach den Wählern, dass es keinen Zwang zur Wehrpflicht geben werde. Am 21. Juni 1940 wurde der National Resources Mobilization Act verabschiedet, der die Einführung einer allgemeinen Wehrpflicht zur Verteidigung Kanadas ermöglichte. Englischsprachige Kanadier forderten die aktive Beteiligung auf den Kriegsschauplätzen, während die Frankokanadier jeden Einsatz außerhalb Kanadas ablehnten. Am 27. April 1942 fand eine Volksabstimmung über die Einführung der Wehrpflicht statt. Die französischsprachigen Einwohner Québecs leisteten gewaltsamen Widerstand gegen jede Einberufung. Erst 1944 wurden die ersten Wehrpflichtigen eingezogen. Von den 13.000 eingezogenen Wehrpflichtigen erreichten nur noch 2463 die Front, wo 69 von ihnen starben. (→ Wehrpflichtkrise von 1944)

### Internierung japanischer und deutscher Kriegsgefangener

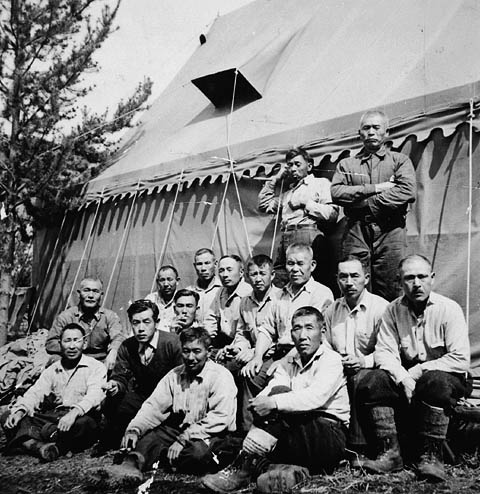
Internierte in einem Straßenbaulager am Yellowhead-Pass, März 1942

Nach dem Angriff Japans auf Pearl Harbor wurden alle 22.000 japanischstämmigen Kanadier entschädigungslos enteignet und bis Kriegsende in Lagern („detention camps“) im Landesinneren interniert. Zwar wehrten sich die Royal Canadian Mounted Police, das Militär und die Experten der Far Eastern Division des Außenministeriums, doch der in British Columbia unter Politikern vorherrschende Rassismus setzte sich durch, die Politik in Ottawa steuerte dem nicht entgegen. In British Columbia lebten 1941 rund 95 % der als „Japs“ Bezeichneten, die dort kein Wahlrecht besaßen. Treibende Kraft der Kampagne zur Vertreibung aller Japaner war Ian Mackenzie. 20.881 Japaner wurden allein in Hastings Park festgehalten, davon gingen rund 12.000 in Gefangenenlager. Etwa 4.000 wurden nach Kriegsende nach Japan deportiert, 4.700 lebten nun östlich von Alberta, nur 6.776 lebten im Januar 1947 in British Columbia. Erst 1988 erfolgte eine förmliche Entschuldigung der kanadischen Regierung.
Die britische Regierung bemühte sich, deutsche Kriegsgefangene in den Dominions unterzubringen, insbesondere in Kanada, während italienische Gefangene in Großbritannien blieben. Die Überführungen begannen im Juni 1940. Sie wurden in Lagern weitab der Städte untergebracht und dort häufig im Straßenbau eingesetzt. Im Herbst 1942 befanden sich 8.940 deutsche Gefangene in Kanada, in Großbritannien hingegen nur noch 300. Die kanadische Regierung widersetzte sich dabei Churchills Auffassungen, etwa in der Frage der Fesselung von Gefangenen. Zugleich gelang es Nazi-Offizieren innerhalb der Lager erhebliche Macht auszuüben. Das größte Lager befand sich in Medicine Hat in Alberta, das für mehr als 12.000 Gefangene vorgesehen war. Die höheren Offiziere wurden im Kriegsgefangenenlager Bowmanville unweit von Toronto untergebracht, insgesamt 880. Es ist das einzige erhaltene Kriegsgefangenenlager Kanadas, es soll jedoch abgerissen werden.
Außerdem wurde von den Seeleuten der deutschen Handelsmarine, die von den Alliierten zwischen 1939 und 1946 weltweit interniert wurden, mehr als die Hälfte nach Kanada verbracht. „Kein anderes Land hielt während des Zweiten Weltkriegs eine auch nur annähernd ähnlich große Anzahl deutscher Seeleute in Gewahrsam.“
Nach Kriegsende wurden die Gefangenen aus Kanada und den USA zumeist nach Großbritannien verbracht, wo sich Mitte 1946 300.000 Gefangene befanden.

### Jüdische Zuwanderung

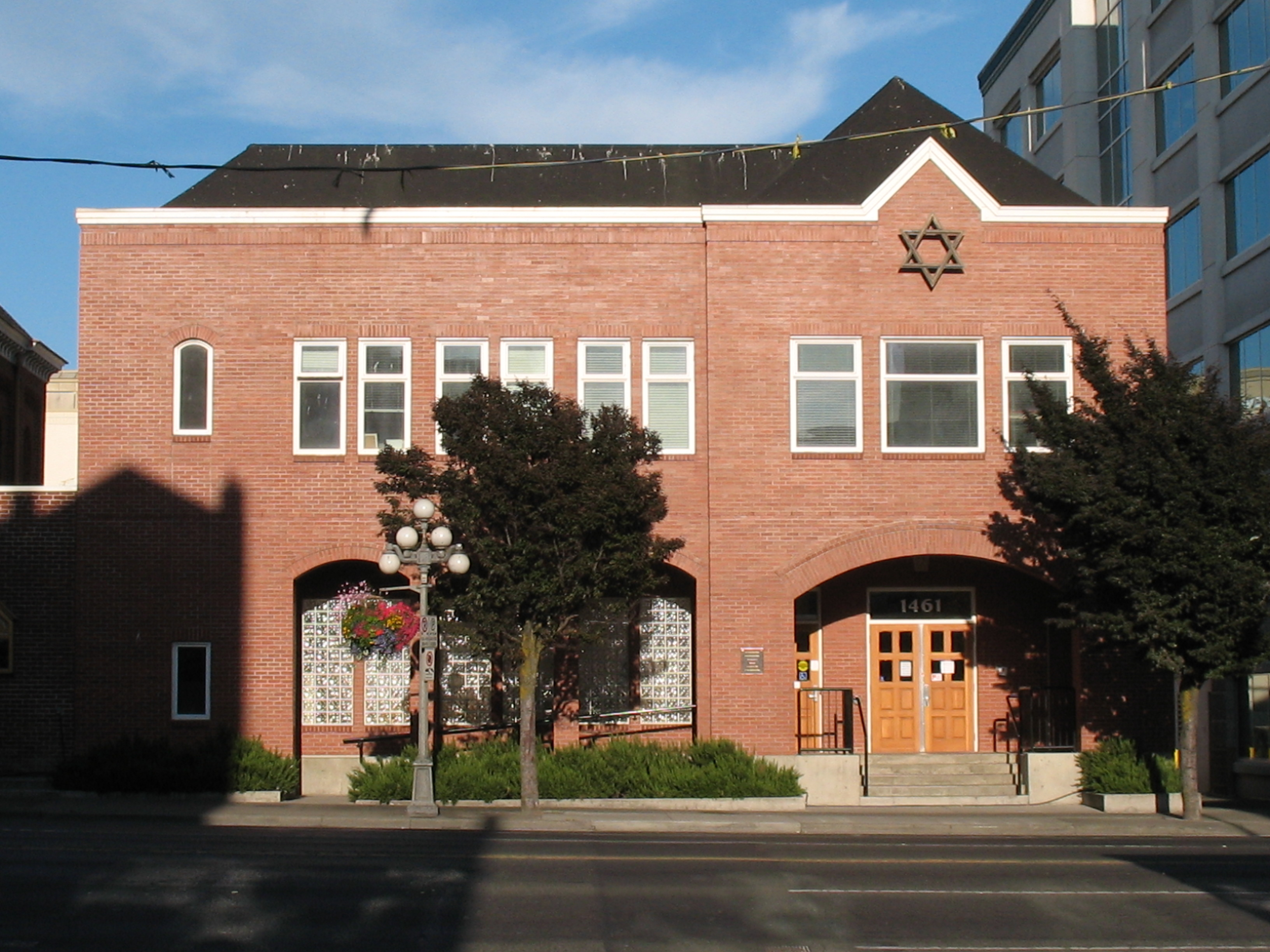
Die älteste Synagoge Kanadas, Congregation Emanu-El, steht in Victoria und wurde 1863 errichtet, renoviert 1982

1871 lebten nach dem ersten Zensus 1115 Juden in Kanada, davon 409 in Montreal, 157 in Toronto, 131 in Hamilton, der Rest verstreut am Sankt-Lorenz-Strom. Auch in Victoria lebten rund hundert Juden, die durch den Fraser-Canyon-Goldrausch (ab 1858) und den Klondike-Goldrausch angezogen worden waren. 1862 entstand in Victoria die erste Synagoge Kanadas. Henry Nathan junior, der bei den Beitrittsverhandlungen British Columbias zu Kanada 1871 eine Rolle gespielt hatte, war das erste jüdische Mitglied des Parlaments.
Die Jewish Colonization Association brachte zahlreiche russische Juden, die ab 1881 vor Pogromen flohen, nach Kanada. Die Mehrheit lebte in Montreal und Toronto, wenn auch einige in den Prärieprovinzen Landwirtschaft betrieben. 1918 entstand mit dem Canadian Jewish Congress eine Organisation, die die jüdischen Interessen in Kanada vertrat. 25.000 kanadische Juden beteiligten sich an den Wahlen von Delegierten. Dort wurde eine Einwanderungsorganisation gegründet, die Jewish Immigrant Aid Society. Jedoch gelang es diesen Verbänden nicht, die Grenzen für Flüchtlinge vor dem nationalsozialistischen Regime in Deutschland zu öffnen.

### Wachsender Einfluss der Bundesregierung, Widerstand der Provinzen
Wie das Justizkomitee des britischen Privy Council bestimmt hatte, erhielt die Regierung für die Dauer des Krieges uneingeschränkte Gewalt. Unmittelbar nach Beginn des Krieges stieg die Beschäftigung um 12 %, die industrielle Produktion verdoppelte sich, die Ausgaben stiegen von 0,5 auf 5 Milliarden Dollar. Die Zahl der Beschäftigten im Bundesdienst stieg auf 115.000 und hatte sich damit beinahe verdreifacht. Lagen die Ausgaben im Fiskaljahr 1939–1940 noch bei 118.291.000 Dollar, so stiegen sie im nächsten Jahr auf 752.045.000, auf dem Höhepunkt im Jahr 1943–1944 auf 4.587.023.000. Die Gesamtausgaben von 1939 bis 1950 beliefen sich auf 21.786.077.519,12 Dollar.
Mit den genannten Maßnahmen der Kulturförderung und der politischen Propaganda bis hin zur Verlagerung des Archivs der Hudson’s Bay Company von London nach Kanada stärkte die Regierung das Nationalgefühl gegen die partikularen Kräfte in den Provinzen. Gegen die Übernahme aller Aufgaben der Provinzen durch Ottawa setzten sich diese jedoch erfolgreich zur Wehr.
Das Radioprogramm wurde landesweit nur von der Canadian Broadcasting Corporation (CBC) ausgestrahlt, den privaten Sendern wurde nur eine regionale Ausstrahlung gestattet. Auch beim 1952 entstandenen Fernsehen nahm die CBC die Regulierungsaufgaben wahr und wurde zugleich der bedeutendste Sender. Wie beim Radio dienten private Netzwerke als Distributoren für CBC-TV. Ziel waren „Schutz, Bereicherung und Stärkung der kulturellen, politischen, sozialen und ökonomischen Struktur Kanadas“.

## Nachkriegszeit

### Kalter Krieg, Anschluss von Neufundland und Ausbau des Sozialstaats
Kanada wurde zunehmend in die Kriegsanstrengungen der USA im Konflikt mit der Sowjetunion eingebunden. So entstanden Militärbasen und Beobachtungsstationen, da der kürzeste Weg zum Gegner über den Nordpol und Kanada führte. In Labrador, im Yukon und in Alberta kam es zu diesem Zweck zu Umsiedlungen und zur zwangsweisen Sesshaftmachung der letzten nomadischen Völker. Immerhin erhielten die Ureinwohner in mehreren Provinzen das Wahlrecht, 1960 auch im Bund. Doch erst im Laufe der 70er Jahre wurde das auf internatartigen Einrichtungen basierende Schulsystem, für das sich der Premierminister im Juni 2008 entschuldigte, abgeschafft, das für die Vernichtung zahlreicher Sprachen und kultureller Eigenheiten verantwortlich ist.
Im Jahre 1949 wurde das bislang selbstständige Dominion Neufundland aus finanziellen Gründen nach einer Volksabstimmung zur zehnten kanadischen Provinz. Dabei votierten in einer Stichwahl 52 % der Wähler für den Anschluss an Kanada, 48 % für die Unabhängigkeit.
Der Zweite Weltkrieg erhöhte den politischen Einfluss der Bundesregierung, die einen Sozialstaat mit Kindergeld, Krankenversicherung und Rentenversicherung aufbaute. Die durch Rüstungsausgaben stabile Konjunktur wurde durch neue Ölfunde in Alberta (1947) noch verstärkt.
Der Begriff welfare state für Wohlfahrts- oder Sozialstaat tauchte 1941 zum ersten Mal in Kanada auf, er stammte von William Temple, dem Erzbischof von Canterbury. Zwar gab es schon im 19. Jahrhundert Maßnahmen, die Bevölkerung gegen Gewalt, Willkür und Unwägbarkeiten zu schützen, indem etwa Verarmte Unterstützung erhielten, und auch auf offenbar Arbeitsunfähige wurde Rücksicht genommen. Doch erst der Schutz der Kinder vor Ausbeutung und Vernachlässigung brachte tiefere staatliche Eingriffe in die vorhandenen Gesellschaftsstrukturen, sieht man von den Eingriffen in die Verhältnisse der Ureinwohner ab.
Die einsetzende Industrialisierung brachte starke Gegensätze hervor, so dass der Staat in Verteilungskonflikte eingriff, meistens zugunsten der Unternehmer. Der erste Schritt zu einem Sozialversicherungssystem erfolgte mit dem Workmen’s Compensation Act von 1914. Während des Ersten Weltkriegs mussten Invalide und alleinstehende Mütter unterstützt werden. 1919 bis 1924 bemühte man sich um ein Hausbauprogramm, erst 1927 konnte man sich zu einem Rentenversicherungssystem durchringen. Kranke über 70 waren damit erstmals materiell abgesichert.
Erst die Weltwirtschaftskrise erzwang eine Arbeitslosenversicherung (Dominion Unemployment Relief), die mit der Einrichtung von Camps einherging, in denen Arbeitslose, oftmals in abgelegenen Gebieten, mit Straßenbauarbeiten und ähnlichem beschäftigt wurden. Bennett’s New Deal, den Premierminister Richard Bedford Bennett 1935 in Radioansprachen ankündigte, gilt als Wende zum Sozialstaat. Der Bund sollte sich um die Versicherungssysteme, vor allem gegen Arbeitslosigkeit kümmern, die Provinzen um Personen, die nicht im Arbeitsmarkt unterzubringen waren, und um allgemeine soziale Dienstleistungen.
Mit dem Zweiten Weltkrieg akzeptierten die meisten Kanadier staatliche Interventionen (ca. 1941–1974). 1951–1952 erhielten erstmals alle über 70-jährigen eine Rente, alle über 65, wenn die öffentlichen Kassen dies gestatteten. Erstmals erhielten auch Indianer Sozialleistungen. Mit dem Unemployment Assistance Act folgte eine volle Arbeitslosenversicherung, es folgte die Förderung von Krankenhäusern, von Bildung und Ausbildung. Mit dem Canada Pension Plan, einem beitragsbasierten Rentensystem, dem Canada Assistance Plan, einem umfassenden Plan zur Absicherung, und Medicare, einer Gesundheitsversicherung und -versorgung, wurde das System abgerundet. Der National Housing Act sah ab 1964 niedrig verzinste Kredite für den Hausbau vor. Außerdem führte man das bis heute gültige Punktesystem für Immigrationswillige ein, das die persönlichen Fertigkeiten, Erfahrungen und das Alter berücksichtigt.
Im Laufe der 1970er- und 1980er-Jahre wurde das System fortgeführt, aber durch Abgabensysteme, erhöhte Zugangshürden, Privatisierung teilweise ausgehöhlt. Im Oktober 1994 diskutierte das Papier Improving Social Security in Canada die Balance zwischen Staatsausgaben und Wohlfahrt grundlegend. Der Canada Assistance Plan lief danach 1996 aus. Er wurde durch Canada Health and Social Transfer (CHST) ersetzt. Die Regierung beschnitt 1994–1998 Ausgaben in Höhe von 6,3 Milliarden Dollar.
Food Banks Canada, eine gemeinnützige Organisation, sorgt für Armenspeisung, wobei 2008 über 700.000 Menschen von ihnen versorgt wurden, davon 37 % Kinder. Ähnlich zugenommen hat das Problem der Obdachlosigkeit in den großen Städten. Sie ist oftmals verbunden mit Drogenabhängigkeit, Prostitution sowie Kriminalität.

### Aktivere Außenpolitik
Die Vereinigten Staaten wurden endgültig der wichtigste wirtschaftliche und außenpolitische Partner Kanadas. Kanada war 1945 Gründungsmitglied der Vereinten Nationen und 1949 der NATO. Im Koreakrieg (1950–1953) und während der Sueskrise übernahm es die diplomatische Vermittlung zwischen den USA und deren Gegnern. Dafür erhielt Außenminister Lester Pearson 1957 den Friedensnobelpreis.
Im Koreakrieg sollte die Canadian Army Special Force (CASF) die UN-Truppen gegen Nordkorea unterstützen. Nachdem MacArthurs US-Truppen die Gegner über die alte Grenze zwischen Nord und Süd zurückgetrieben hatten, erwartete die kanadische Regierung ein Ende des Krieges, doch die Amerikaner marschierten weiter nach Norden. Das 2nd Battalion of the Princess Patricia’s Canadian Light Infantry ging im Dezember 1950 nach Korea, ihm folgte die CASF. Von den 21.940 Soldaten und 3.600 Navy-Angehörigen kamen 312 ums Leben, über 1.200 wurden verletzt.
Am 26. Juli 1956 verstaatlichte der ägyptische Präsident Gamal Abdel Nasser den seit 1869 von Briten und Franzosen kontrollierten Sueskanal. Israelische Truppen marschierten daraufhin Richtung Kanal. Lester Bowles Pearson, 1948–1957 kanadischer Außenminister, schlug erstmals die Entsendung von UN-Truppen vor, der kanadische General Eedson Louis Millard Burns übernahm ihre Führung. Vor allem der Druck aus den USA zwang die Briten, die das UN-Mandat missachtet hatten, sich zurückzuziehen, und den Kanal aufzugeben.

### Niedergang der Eisenbahn zugunsten von Flugzeug und Auto, einsetzender Ölboom
Die Infrastruktur, die noch weitgehend auf Eisenbahnen basierte, wurde zwischen 1948 und 1952 durch den Trans-Canada Highway ergänzt, die staatlichen Trans-Canada Air Lines wurden 1937 gegründet und nahmen 1939 ihren Postbetrieb von Küste zu Küste auf. Der Sitz der meisten Bundesinstitutionen war Montreal. Doch diese waren, abgesehen von Trans-Canada, im Niedergang. Hatten die Eisenbahnen 1951 noch 70 Millionen Passagierkilometer erbracht, so waren es acht Jahre später nur noch 60. Die Fluggesellschaften hingegen steigerten sich im gleichen Zeitraum von 700 Millionen auf über 3 Milliarden. Waren 1950 2,6 Millionen Autos registriert, so verdoppelte sich ihre Zahl bis 1959.
Dabei spaltete sich das Land ökonomisch weiter aufgrund der gewaltigen Ölfunde. Ontario erhielt 1953 eine petrochemische Industrie, mit der Trans Mountain Pipeline kam Erdöl nach Vancouver, das vor allem in Kalifornien nachgefragt wurde, während ab Montreal ostwärts die Abhängigkeit vom transatlantischen Öl weiterhin bestand. Während die atlantischen Provinzen und Québec weiterhin stark auf Europa ausgerichtet waren, orientierte sich Ontario auf die aufstrebenden industriellen Zentren der USA, allen voran Detroit, Chicago und New York. Der Westen hingegen erhielt zunehmend Zugang zum Weltmarkt, war stark an die Prärieprovinzen angebunden und profitierte vor allem von Kalifornien.

### Aufhebung rassistischer Gesetze, verstärkte Einwanderung
Seit etwa 1600 hatte die europäische Einwanderung mit den ersten Siedlungen begonnen, doch wurde sie nur zeitweilig gefördert, nur wenige strebten in den Norden. Mit der Deportation der Akadier kamen erstmals Gruppen von Deutschen und Schweizern nach Neuschottland, wie etwa nach Lunenburg. Eine erste größere Einwanderungswelle stellten die Loyalisten dar. Sie waren zugleich politische Flüchtlinge, denen weitere Wellen folgten, wie etwa ab 1848 aus Europa.
Die erste umfangreiche Einwanderungswelle kam aus Irland, das 1845 bis 1849 unter einer katastrophalen Hungersnot litt. Die katholischen Iren lebten oftmals in eigenen Quartieren und arbeiteten in den neu entstehenden Industrien, waren jedoch ärmer als die britische Bevölkerung. Viele von ihnen wanderten weiter in die USA, zumal die britische Politik eher ländliche Einwanderung förderte. Von dort kamen ab 1858 zahlreiche Goldsucher in den Westen Kanadas, eine Entwicklung, die mit dem Klondike-Goldrausch ihren Höhepunkt fand. Um einen Ausgleich zu schaffen, förderte die Regierung die britische Einwanderung.
Kanada förderte, vor allem seit Wilfrid Laurier, die massive Immigration in die ländlichen Regionen, die den Indianern durch erzwungene Verträge abgenommen worden waren. Innenminister Clifford Sifton förderte dabei nicht nur die britische, bäuerliche Einwanderung, sondern auch die aus den USA. Erst dahinter rangierten Franzosen, Belgier, Niederländer, Skandinavier, Schweizer, Finnen, Russen, Zuwanderer aus Österreich-Ungarn, Deutsche, Ukrainer und Polen. Am wenigsten wünschte man Italiener, Südslaven, Griechen und Syrer, Juden, Asiaten, Zigeuner und Schwarze. Vor allem gegen Chinesen kam es zu rassistischen Gesetzen und zu Ausschreitungen. So mussten sie Kopfgelder zahlen, es wurden Begrenzungsabkommen geschlossen sowie Reisebeschränkungen. Frauen durften oftmals gar nicht einreisen, um eine dauerhafte Ansiedlung zu verhindern. Gegen die Zuwanderung schwarzer Amerikaner ging man vor, indem man behauptete, medizinische Gründe würden diese ausschließen. Die Provinzen hatten dabei Mitspracherechte. So unterhielt Québec ein eigenes Einwanderungsministerium, das die Rückkehr emigrierter Frankokanadier förderte.
Während des Ersten Weltkriegs kam es zu Enteignungen deutschen Eigentums, wie sie sich während des Zweiten Weltkriegs gegen Japaner richteten. Die Weltwirtschaftskrise bewirkte, dass Einwanderung als schädlich betrachtet wurde, und sogar politische Flüchtlinge, wie etwa Juden aus Deutschland, wurden rigoros abgewiesen.
Die anziehende Kriegswirtschaft und vor allem der Boom der Nachkriegsjahre ließen den Arbeitsmarkt anwachsen, so dass Einwanderung wieder gefördert wurde. Dies galt vor allem für Europa, nun aber auch verstärkt für Südeuropa, allen voran Italien, Griechenland und Portugal. Die Einwanderer gingen nun in die Industrieregionen, kaum mehr aufs Land, wie frühere Generationen.
Die gemeinsamen Anstrengungen während des Krieges führten zudem dazu, dass die rassistischen Gesetze bis Ende der 1960er-Jahre abgeschafft wurden. Stattdessen wurde ein Punktesystem eingeführt, das Alter, Bildung, Englisch- und Französischkenntnisse sowie den Arbeitsmarkt berücksichtigte. Schon seit 1971 kommt die Mehrheit der Einwanderer nicht mehr aus Europa. Selbstständige, gut ausgebildete und sofort einsetzbare Immigranten werden heute bevorzugt. Sie können nach einigen Jahren die Staatsbürgerschaft beantragen.
Flüchtlinge erreichten Kanada nach 1945 zusätzlich aus dem sowjetischen Machtbereich, aber auch aus anderen Krisengebieten, wie Uganda oder Chile, und wurden unter Umgehung des üblichen Prozederes aufgenommen. Seit 1978 werden Flüchtlinge nicht mehr als Einwanderer betrachtet, sondern unterliegen einer eigenen Gesetzgebung. So nahm Kanada die vietnamesischen Boatpeople auf, indem Beamte diese Flüchtlinge in Südostasien aufsuchten. Der überwiegende Teil kommt allerdings inzwischen ins Land und erklärt erst nach der Ankunft, politischer Flüchtling zu sein.
Während der 1990er-Jahre kam eine große Zahl von Immigranten aus Hongkong, das 1997 von der Volksrepublik China übernommen wurde. Sie kamen vor allem nach Vancouver, das den spöttischen Beinamen Hongcouver erhielt, und nach Toronto.
Die kanadische Regierung hatte ein Ziel von 220.000 Immigranten oder rund 1 % der Bevölkerung vorgegeben. Das Immigrationsprogramm wurde zuletzt 2008 überarbeitet.

## Stille Revolution und Unabhängigkeitsbewegung in Québec

Flagge der Provinz Québec

Im Allgemeinen gewannen in dieser Phase die Provinzen wieder an Einfluss gegenüber der Bundesregierung. Sie investierten wieder mehr in Verwaltung und Steuerung, als Ottawa, dessen Anteil an den Regierungsausgaben 1952 noch bei 63 % gelegen hatte, 1965 hingegen nur noch bei 47 %. Dennoch floss der überwiegende Anteil der Steuereinnahmen nach Ottawa. Gleichzeitig stieg der Anteil der von Ottawa finanzierten Provinzausgaben von unter 10 % im Jahr 1956 auf knapp 27 % im Jahr 1960.
Québec wehrte sich gegen die damit verbundenen Vorgaben. Es blockierte ein Bundesprogramm für Bildung, Wohlfahrt und Gesundheit, und erlangte die Zuschüsse 1951/52 ohne Vorgaben. 1960 verlangte Québec dennoch, Kosten und Verwaltung selbst zu übernehmen, und verlangte einen höheren Anteil an den Einkommenssteuern.
Die Provinz Québec erlebte von 1960 bis 1966 einen gesellschaftlichen Umbruch, der als Stille Revolution bezeichnet wird. Die Liberalen stürzten die konservative Regierung der Union Nationale. Die Regierung des Premierministers Jean Lesage, dessen Motto „Herr im eigenen Haus“ (maître chez nous) lautete, und die mit „Es ist Zeit für eine Veränderung“ angetreten war, drängte den dominierenden Einfluss der katholischen Kirche zurück. So nahm er das Bildungssystem in staatliche Hand, befreite geschiedene Frauen vom Status von Unmündigen, und es wurde ein Pensions- und Gesundheitsplan entwickelt. Er verstaatlichte zudem die Energieversorgung und Hydro-Québec entstand, hinzu kamen Stahl-, Bergbau- und Ölgesellschaften. Im Norden erfolgten Zwangsumsiedlungen indianischer Stämme, die Erschließungsvorhaben im Weg standen, nomadische Gruppen wie die Innu wurden unter Druck gesetzt, um sie sesshaft zu machen. Das neue Selbstbewusstsein der Frankokanadier drückte sich darüber hinaus in einem Aufschwung der Québecer Kultur aus. Außerdem senkte die Regierung das Wahlalter von 21 auf 18. Der Haushalt wuchs gewaltig an, von 745 Millionen auf 2,1 Milliarden Dollar. In Paris, London und Washington entstanden botschaftsähnliche Einrichtungen unter dem Namen Maisons du Québec, doch bei der Aufnahme solcher Beziehungen zum Ausland bremste Ottawa. Am 5. Juni 1966 gewann die erneuerte Union Nationale wieder die Mehrheit der Sitze. Bei seinem Besuch der Expo 67 schürte Charles de Gaulle 1967 die separatistische Stimmung in der Provinz, als er vor 100.000 Québecern ausrief: „Es lebe das freie Québec!“ („Vive le Québec libre!“).
Aus Protest gegen die schlechte soziale Lage der frankophonen Bevölkerung verübte die 1963 gegründete Front de libération du Québec (FLQ, Front für die Befreiung Québecs) über 200 Bombenanschläge. Selbst in Vancouver bedrohten Sympathisanten 1970 den Bürgermeister Tom Campbell. Pierre Vallières, der 1968 die Frankokanadier in einem Buchtitel als die „weißen Neger Amerikas“ bezeichnet hatte, war einer ihrer führenden Köpfe. Premierminister Pierre Trudeau (Liberale Partei) bekämpfte die Terroristen mit Notstandsgesetzen und ließ 1970 während der Oktoberkrise die kanadische Armee in Montreal aufmarschieren.
In der Stillen Revolution wurde in einem Teil der Bevölkerung der Gedanke einer Unabhängigkeit populär. 1968 bildete sich die Parti Québécois (PQ, Québecer Partei) als politischer Arm der Souveränisten, die 1976 unter ihrem Vorsitzenden René Lévesque die Provinzregierung bildete. Seine Regierung erklärte im folgenden Jahr Französisch zur alleinigen Amtssprache (→ Charta der französischen Sprache) und organisierte 1980 ein Referendum über die Unabhängigkeit der Provinz, die allerdings von 60 % der Wähler abgelehnt wurde.

## Multikulturalismus, Verfassungsgesetz von 1982, Abgrenzung zu den USA

Die kanadische Flagge seit 1965

Die Veränderungen in Québec wirkten sich auch auf Bundesebene aus. Symbolisch verschwand 1965 durch die neue Nationalflagge mit dem Ahornblatt (eng. Maple Leaf, frz. Unifolié) die ältere Flagge mit der britischen Red Ensign. 1969, gut ein Jahrhundert nach der Gründung der Kanadischen Konföderation, wurde Französisch gleichberechtigt mit Englisch offizielle Landessprache (→ Zweisprachigkeit in Kanada). Diese Maßnahmen, gegen Widerstände anglophoner Kanadier durchgesetzt, sollten die frankophonen Kanadier enger an das Staatswesen binden.
Am 17. April 1982 trat das gemeinsam von Kanada und Großbritannien verabschiedete Verfassungsgesetz von 1982 in Kraft. Dieses enthält mit der Charta der Rechte und Freiheiten einen ausführlichen Grundrechtskatalog sowie detaillierte Bestimmungen, wie die Verfassung künftig zu ändern sei, und ergänzte damit den British North America Act von 1867, der neu Constitution Act 1867 heißt, und wie bisher den staatsrechtlichen Aufbau des Landes ordnet. Mit dem Verfassungsgesetz von 1982 verzichtete das britische Parlament im Übrigen auf sein Recht, für Kanada Gesetze zu erlassen, womit die letzten Reste der Abhängigkeit von Großbritannien beseitigt waren. Diese Verfassung machte den Multikulturalismus zum Staatsprinzip.
Bilingualismus und Multikulturalismus verdanken die Kanadier dem Liberalen Pierre Trudeau (1919–2000, Premierminister 1968–1979 und 1980-1984). Er bemühte sich darum, Kanada auf der internationalen Bühne stärker zur Geltung zu bringen. Als Gegner des Vietnamkriegs und Verfechter guter Beziehungen zu Kuba brüskierte er die USA bzw. deren damalige Regierungen. Zudem war er auf kulturelle Eigenständigkeit gegenüber den USA bedacht und förderte gezielt die kanadische Kultur im Sinne der Dualität von franko- und anglophoner Bevölkerung. Sein Sohn Justin Trudeau war von 2015 bis 2025 ebenfalls Premierminister.

## Seit den 1980er-Jahren

### Politische Annäherung an die USA, Freihandelsabkommen
Nach den Parlamentswahlen von 1984 wurde der Anglo-Québecer und Konservative Brian Mulroney neuer Premierminister. Seine Politik der Annäherung an die USA gipfelte – nach seiner Amtszeit – Anfang 1994 im Nordamerikanischen Freihandelsabkommen (NAFTA), das Kanada, die USA und Mexiko in eine Freihandelszone einband. Schon 1989 kamen die ersten Schritte zu einem Freihandelsabkommen mit den USA zustande. So wurden Abgaben reduziert und ein Schlichtungsprozess implementiert, der Kanada Einfluss auf informelle Beschränkungen des Handels einräumte, wie etwa bürokratische Hürden oder manipulierte Ausschreibungen.

### Separatismus in Québec, gescheiterte Referenden
Der Meech Lake Accord (Accord du Lac Meech) von 1987 sollte die Québecer durch die Festschreibung einer eigenen Québecer Gesellschaft (distinct society / société distincte) innerhalb des Bundesstaates enger an das Staatswesen binden und souveränistische Tendenzen in Québec schwächen. Das Abkommen scheiterte allerdings am Widerstand der Parlamente in Manitoba und Neufundland. Als 1991 eine Mehrwertsteuer in Höhe von sieben Prozent eingeführt wurde, sank Mulroneys Popularität, was 1993 zu seinem Rücktritt führte.
Jean Chrétien von der zentristischen Liberalen Partei gewann die Parlamentswahlen von 1993 mit dem Versprechen, die Mehrwertsteuer abzuschaffen. Dieses Wahlversprechen konnte jedoch aufgrund der schlechten Wirtschaftslage nicht umgesetzt werden. Bis 1995 konnte Kanada immerhin als einziges G7-Land einen ausgeglichenen Staatshaushalt vorweisen. 1995 führte die Parti Québécois, durch die Ablehnung des Meech Lake Accord beflügelt, ein zweites Referendum über die Unabhängigkeit durch. Beim Québec-Referendum 1995 votierte nur eine knappe Mehrheit von 50,6 % der Québecer gegen die Loslösung von Kanada.
1998 entschied der Oberste Gerichtshof, dass eine Provinz sich nicht einseitig für unabhängig erklären könne (→ Renvoi relatif à la sécession du Québec). Dieser Bescheid ist jedoch nicht bindend, einem solchen wurde aber auch noch nie widersprochen. Daher versuchte man im Clarity Act vom 15. März 2000 festzulegen, unter welchen Bedingungen die Bundesregierung gegebenenfalls in Verhandlungen eintreten könne. Weiterhin haben die Provinzen ein Anrecht auf Referenden über die Separationsfrage, doch sind sie nur bei einer „relevanten“ Mehrheit eine Aufforderung zu Verhandlungen, bei denen alle Premierminister der Provinzen und die Bundesregierung hinzugezogen werden müssen. Außerdem muss die Verfassung gegebenenfalls geändert werden. Die Regierung stellte am 27. November 2006 fest, dass sie Québec als „Nation innerhalb eines geeinten Kanadas“ anerkenne, dass aber dessen Einheit nicht in Frage gestellt werden könne.

### Distanz zur US-Außenpolitik und erneute Anlehnung an die USA
2003 übernahm Paul Martin die kanadische Regierung. Seine Liberale Partei wurde durch einen Sponsoren-Skandal aus der Regierungszeit Chrétiens schwer belastet und verlor bei den Parlamentswahlen 2004 die Mehrheit. In der Folge regierte Martin mit einer Minderheitsregierung, die sporadisch von der Neuen Demokratischen Partei unterstützt wurde. Außenpolitisch ging Martin auf Distanz zu den USA, indem er keine Truppen in den Irakkrieg schickte und die Beteiligung am militärischen Abwehrschirm der USA (National Missile Defense) verweigerte.

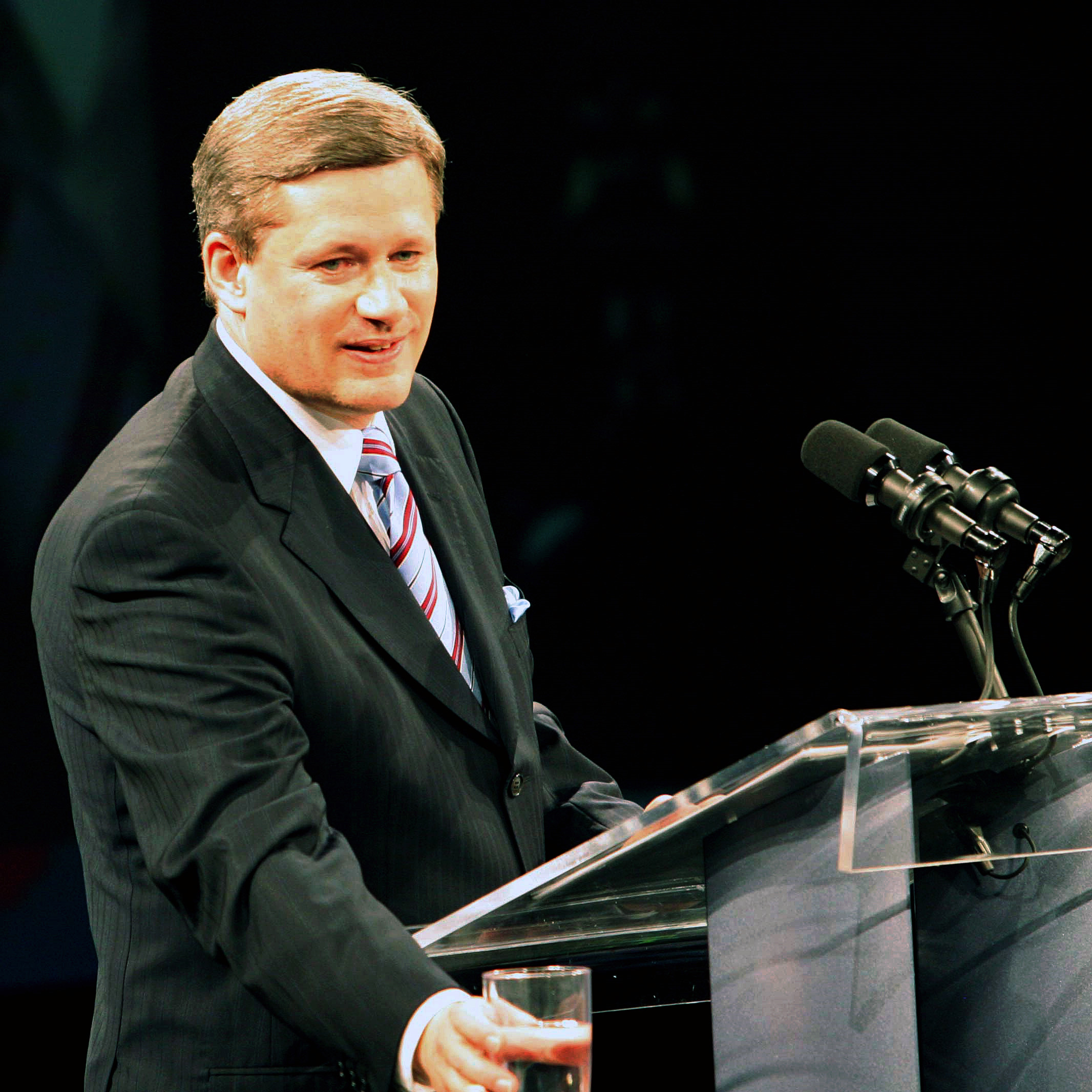
Stephen Harper

Bei vorgezogenen Neuwahlen nach einem Misstrauensvotum siegten am 22. Januar 2006 die Konservativen unter Stephen Harper, der versprach, schärfer gegen Korruption und Kriminalität vorzugehen. Außenpolitisch lehnte er sich an die USA an und öffnete den kanadischen Kapital- und Arbeitsmarkt noch weiter in diese Richtung.

### Schaffung von Nunavut, Partizipation indigener Gruppen
1999 wurde mit Nunavut das erste kanadische Territorium mit mehrheitlich indigener Bevölkerung geschaffen. Die Volkszählung von 2006 erfasste 1.172.790 Ureinwohner (aboriginals) oder Angehörige der First Peoples, also 3,8 % der Gesamtbevölkerung. Der überwiegende Teil gehört zu den Indianern, die in Kanada als First Nations bezeichnet werden. Die meisten leben in British Columbia und Ontario. Es bestehen zwar Verträge, doch schwelen zahlreiche Konflikte um Land, Rodungsgebiete und den Abbau von Rohstoffen, vor allem mit den Regierungsbehörden der Provinzen. Dies wiederum hängt damit zusammen, dass sich die Provinzen im Bereich der Rohstoffgewinnung Vorrechte vor der Bundesregierung erstritten haben. Seit 2001 kommen erste Verträge zwischen British Columbia und der kanadischen Regierung auf der einen Seite und First Nations auf der anderen zustande, die bisher ohne Vertrag waren. Die meisten Gruppen im Norden (Yukon, Nordwest-Territorien) haben ab 1997 Verträge abgeschlossen, die ihnen Partizipationsrechte einräumen. Im Juni 2008 entschuldigte sich Premierminister Harper bei den Ureinwohnern des Landes für das Internatssystem und seine Folgen, allen voran die Zwangsassimilation.

### Afghanistankrieg (2001–2014)

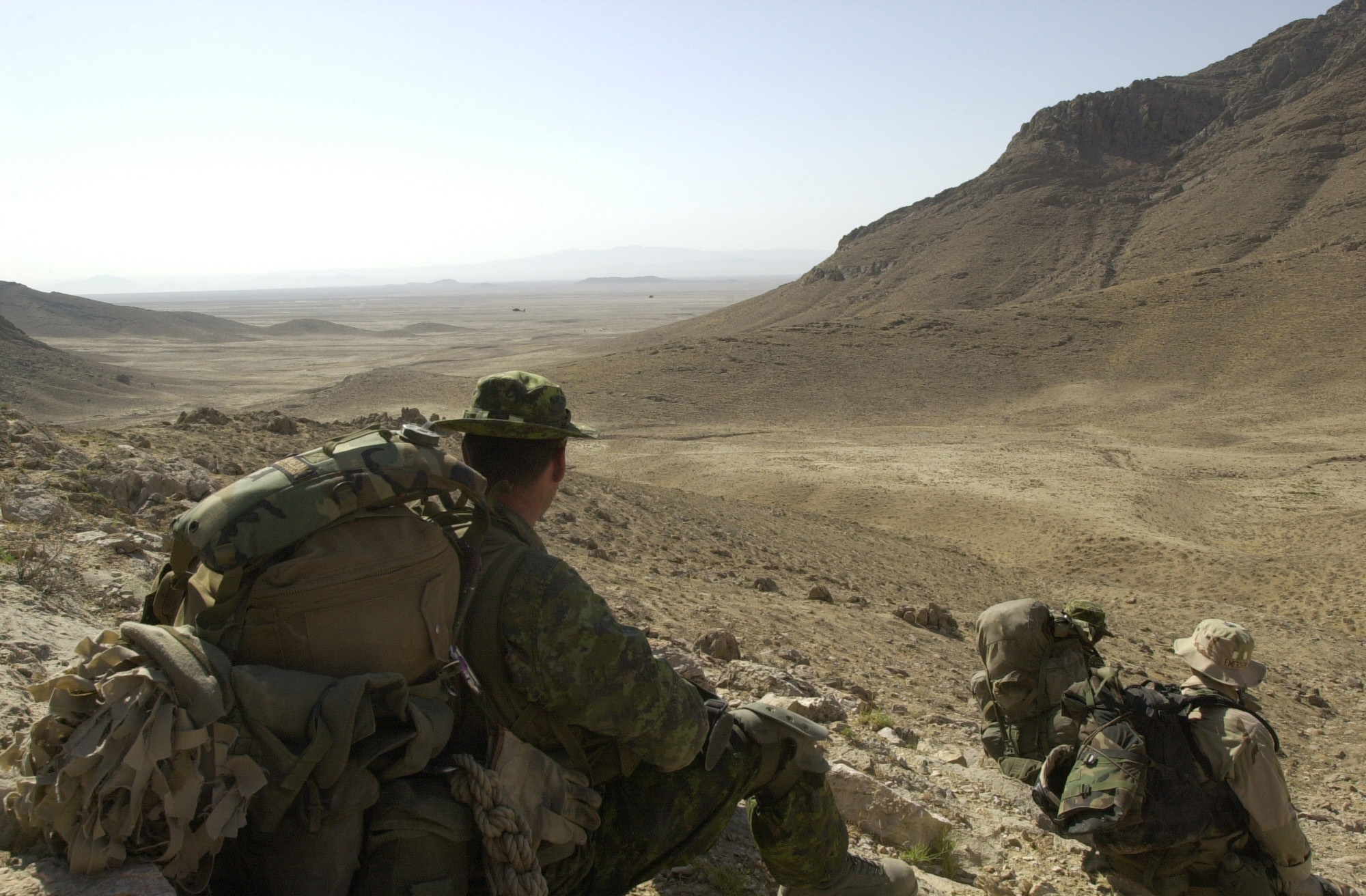
Kanadische Soldaten in Afghanistan im Rahmen der Operation Cherokee Sky, die im Juli 2002 stattfand

Ab Oktober 2001 beteiligte sich die kanadische Armee an dem von den USA geführten Krieg in Afghanistan, einem Land mit fast genau der gleichen Einwohnerzahl wie Kanada. Von Februar bis Juli 2002 nahmen 850 Soldaten an der Operation Enduring Freedom teil. Im September 2003 eröffnete die kanadische Botschaft in Kabul, wo die Armee versuchte, Aufbauarbeit zu leisten (Operation Athena). 2005 wurde die Armee für den Raum Kandahar zuständig, wo 2.250 Mann stationiert wurden. Nach Angaben der ISAF befanden sich Anfang Dezember 2009 2.830 kanadische Soldaten in Afghanistan. 2006 kamen 36 kanadische Soldaten ums Leben, im folgenden Jahr 30, 2008 waren es 32. Zu den 108 Toten bis Februar 2009 kamen 360 Verletzte. Die Zahl der Toten stieg bis Ende November 2009 auf 133. Bis Kriegsende zählte man 157 Tote. Das bei Kandahar gelegene Tal von Arghandāb konnten die kanadischen Kräfte Ende 2009 in der Schlacht von Arghandab nur mit Unterstützung amerikanischer Kräfte von den Taliban zurückerobern. Das kanadische Parlament beschloss 2009, die Armee mindestens bis 2011 im Lande zu lassen. 2011 zogen sich die kanadischen Truppen dann aus Kampfmissionen zurück. Danach wurden nur noch afghanische Sicherheitskräfte trainiert. Ende 2013 begann Kanada schließlich auch mit dem Abzug seiner Soldaten aus der Trainingsmission. Am 12. März 2014 gab die Regierung abschließend bekannt, dass die Mission mit einer Flaggenzeremonie in Kabul offiziell beendet sei.

### Wirtschaftskrise 2007 bis 2010
Die schwere Wirtschaftskrise ab Mitte 2007 traf die kanadische Wirtschaft trotz der engen Verflechtung mit den hauptsächlich betroffenen USA mit einiger Verzögerung. Erste Anzeichen gab es bereits 2006. Der Ölpreis stieg Mitte 2008 auf ein Allzeit von 140 USD pro Barrel (wodurch viele Einkommen und die Staatseinnahmen vor allem in der Provinz Alberta weiter stiegen) und fiel Ende 2008 auf 34 USD.
Finanzdienstleister in Toronto und die Immobilienmärkte in den meisten Großstädten brachen zusammen; die Arbeitslosigkeit stieg von September 2007 bis August 2009 von 5,9 auf 8,7 %.
Viele Industriezweige, darunter Rohstoffunternehmen, Fahrzeughersteller und Automobilzulieferer, waren stark von der Wirtschaftskrise betroffen.

## Archive und Museen, Editionen, Publikationen und das Internet
Die kanadische Regierung verfolgt explizit das Ziel, möglichst viele Quellen über das Internet verfügbar zu machen. Daher ist dieses Medium für die historischen Wissenschaften von erheblicher Bedeutung. Ein Grund dafür sind die großen Entfernungen zwischen den Archiven, Bibliotheken und sonstigen für die Forschung relevanten Einrichtungen. Außerdem liegt ein erheblicher Teil der Bestände in den Archiven der ehemaligen Kolonialmächte, vor allem in London und Paris, aber auch in Madrid; manches wie der Codex canadiensis liegt in den USA. Ähnliches gilt für die Sekundärliteratur; ein großer Teil der akademischen Qualifikationsarbeiten wie Dissertationen ist nicht verfügbar.
Für die voreuropäische Geschichte und die ethnohistorische sowie ethnologische Arbeit ist neben der Erforschung und Dokumentation der extensiven mündlichen Überlieferung die Archäologie von großer Bedeutung. Hinzu kommen systematische Forschungen an Bearbeitungsspuren, wie etwa an Bäumen (Culturally Modified Trees), die vor allem an der Westküste als „CMT-Archives“ bezeichnet werden.
Eine Einführung in die Sekundärliteratur und in Ressourcen bietet die Michigan State University. Für die historischen Wissenschaften ist besonders das Directory of Online Canadian History Publications, Journals, Databases, & Exhibits zu nennen. Einen Zugang zu den Quellen bietet Canadiana.org, ein Publikationsmedium, zu dem sich fast alle Institutionen zusammengeschlossen haben, die über Forschungsstellen und Archivalien verfügen. Zu diesen zählen vor allem die Bibliothèque et Archives nationales du Québec, die Canadian Association of Research Libraries, Library and Archives Canada sowie die wichtigsten Universitäten.
Bedeutende Quellenbestände zur Kolonialgeschichte befinden sich (neben den entsprechenden europäischen Hauptarchiven) mit dem Archiv der Hudson’s Bay Company in Winnipeg, dazu kommen umfangreiche Bestände in den Hauptstädten der Provinzen, vor allem in Victoria, in Montreal, Toronto und Québec. Außerhalb Kanadas sind für die Geschichte der First Nations die Smithsonian Institution und das National Museum of the American Indian von Bedeutung.
Hinzu kommen mehr als 2.400 Museen, von denen viele Forschungsabteilungen unterhalten. Das Hauptmuseum ist Kanadas Nationalmuseum für Geschichte und Gesellschaft in der Nähe von Ottawa; in den Provinzen ragen die Zentralmuseen, wie das von Toronto, Edmonton und Victoria heraus. Bei den Stadtmuseen ist das in Vancouver eines der bedeutendsten, hinzu kommen zahlreiche Territorial- und Ortsmuseen (etwa das MacBride Museum of Yukon History) sowie thematisch spezialisierte Museen, wie das anthropologische bzw. völkerkundliche Museum in Vancouver, das Canadian Canoe Museum, das Canadian Railway Museum, das Museum für Landwirtschaft in Ottawa oder das Canadian War Museum. Der einfachste Museumstyp ist der des Interpretive centre, wie etwa das Tagé Cho Hudän Interpretive Centre in Carmacks in Yukon. Diese Zentren bieten lokale Artefakte und mitunter aufwändige didaktische Materialien. Sie sind in abgelegenen Gegenden oftmals der einzige Zugang zur Lokalgeschichte.
Eine Bedeutung für die Regionalgeschichte haben zudem die Regionalarchive und -museen, wie die Nicola Valley Museum and Archives.
Dabei gilt für die Museen das gleiche wie für die Archive, denn auch hier werden sogenannte Virtual Exhibitions, also Ausstellungen, die über das Internet aufgerufen werden können, stark gefördert (Virtual Museum of Canada). Insgesamt boten im Jahr 2003 alle heritage institutions zusammen fast 11.000 Vollzeit- und rund 15.000 Teilzeitarbeitsplätze; hinzu kommen knapp 50.000 volunteers, also ehrenamtlich Beschäftigte. Rund 60 Millionen Besucher brachten dabei rund 130 Millionen Dollar ein, Mitglieder weitere 16 Millionen.
Zusätzlich zu den kanadischen oder US-Museen gibt es in den Entsendehäfen der Auswanderer in regionalen Museen in der Regel Fachabteilungen zum Thema, da diese Ereignisse 2 bis 3 Jahrhunderte lang die Häfen deutlich prägten. Exemplarisch für die Emigration aus Frankreich sei das Musée du Nouveau Monde in La Rochelle genannt. Da die Nachfrage bei den Besuchern gering ist, finden sich die zahlreich erhaltenen, oft sehr wertvollen Artefakte bisweilen in den Archivräumen des Museums, sodass man (vorher) nachfragt, um den Zugang zu erhalten.

## Historiographie
Einige Hauptdebatten beherrschten die Historiographie Kanadas. Zu ihnen gehört die 1893 aufgestellte Frontier-These von Frederick Jackson Turner. Als West beyond the West wurde die Region am Pazifik von Jean Barman bezeichnet, der die Verbindungen Richtung Osten als äußerst schwach und spät einsetzend bezeichnete, und eher die Verbindungen nach Norden und Süden betonte, also vor allem die Rolle des verbindenden Pazifiks und damit der Schifffahrt in dem zerklüfteten und durch die Rocky Mountains abgeschotteten Land, das einen völlig anderen Charakter aufweist, als die Prärieprovinzen.

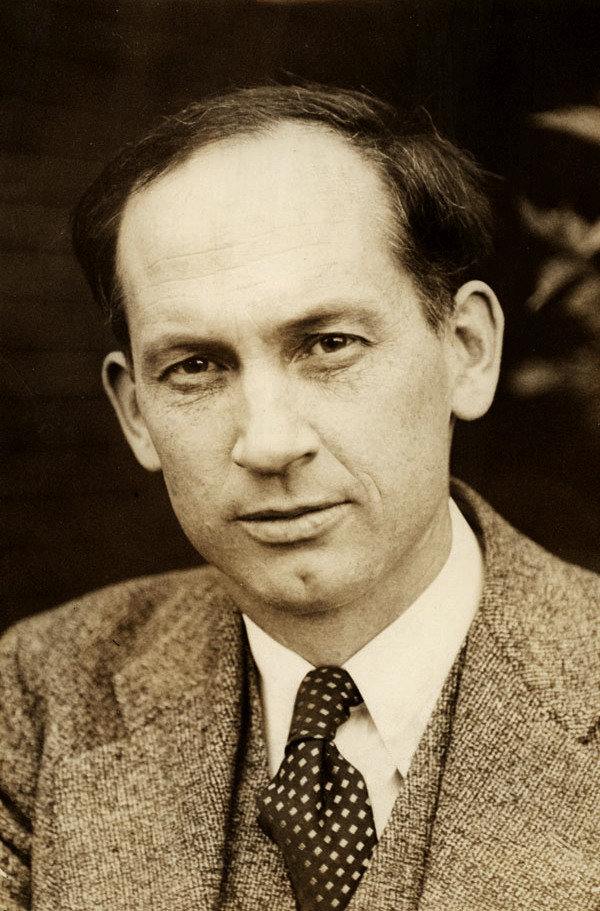
Harold Innis, ca. 1930

Die ökonomisch ausgerichtete These von Harold Adams Innis – der sich um die Unabhängigkeit der Forschung und ihre Befreiung von britischer und amerikanischer Dominanz verdient machte –, nach der der Rohstoffhandel die eigentliche Dominante war (staples theory), gab der Wirtschaft eine starke Integrationsrolle. Er ging davon aus, dass eine Sequenz von Rohstoffen, beginnend mit Kabeljau und Pelzen im 16. und 17. Jahrhundert, sich durch die gesamte kanadische Geschichte zieht und diese integriert. Diese Ausbeutung natürlicher Ressourcen war geradezu die Raison d'être für die nicht-indigene Expansion und Besiedlung. Dennoch betonte er erstmals die zentrale Rolle der Indigenen in der Pelzökonomie.
Eine weitere These, die Laurentian thesis von Donald Grant Creighton, der zufolge die Integration des Raumes durch die Angehörigen der North West Company erfolgte und eine Ausrichtung über den Sankt-Lorenz-Strom von Ost nach West erfolgte, führte zu ähnlich heftigen Debatten. Dabei stellte sich heraus, dass die Integrationskraft des Pelzhandels lange überschätzt, die der Transportmittel lange unterschätzt wurde. Diese Transportmittel, insbesondere die Eisenbahn, wurden jedoch bald als gezielte Unternehmungen des britischen Imperiums erkannt.
Eine weitere Hypothese, die weder der Rohstoff-, noch der Frontier- oder British-Empire-These folgte, war die metropolitan thesis. Sie wurde bereits von D. C. Masters (The Rise of Toronto, 1850–1890, 1947) erprobt, vor allem aber von J. M. S. Careless (1919–2009) geführt (Canadian Historical Review, 1954). Sie sah als überregionalen Integrationsfaktor die Metropolen, die stark auf ihre „hinterlands“ einwirkten. Dies galt vor allem für die ökonomische Entwicklung, bei der Careless eine Abfolge von Entwicklungsstufen sah.
Insgesamt darf die Bindung an Großbritannien nicht unterschätzt werden. Der Drang nach zentraler staatlicher Gewalt und das Misstrauen gegenüber starken lokalen Gewalten, die britische Klassengesellschaft mit ihrer binnenkulturellen Differenzierung entsprachen dieser Haltung. Zudem hielt sie sich von den verachteten Amerikanern fern, die sie zugleich fürchtete. Ebenso lehnte sie die Integration der voreuropäischen Kulturen, die ja, wenn auch verändert, überwiegend fortbestanden, lange ab – manche propagierten im Gegenteil ihre Vernichtung im Namen der Integration.
Die Ethnohistorie hat aufzeigen können, dass die vorkoloniale Integration des Raumes erheblich stärker war, als lange angenommen. Dabei spielten Schenkökonomie und Tauschhandel, aber auch die Jagd auf die großen Tierherden und ein weiträumiges Wegenetz eine erhebliche Rolle. Darüber hinaus wäre den wenigen tausend Siedlern bis ins 19. Jahrhundert hinein die Integration des Riesengebiets ohne die beweglichen Strukturen der Ureinwohner nicht möglich gewesen, die ihrerseits ab 1772 schweren Epidemien zum Opfer fielen. Bis dahin, und gelegentlich noch heute, förderte das Abgrenzungsbedürfnis der Euro-Kanadier gegenüber den vorhandenen Kulturen die massive Betonung der europäischen Wurzeln. Diese Betonung weicht zunehmend einer Integration der indigenen Kulturen in die Geschichtsschreibung. Die in der Abwehr der Expansion des südlichen Nachbarn wurzelnde Akzeptanz der sprachlichen und kulturellen Vielfalt Kanadas – zunächst gegenüber den Frankophonen – führte darüber hinaus zu umfangreichen Studien zu den zahlreichen nichtindigenen Ethnien des Landes, denen allerdings noch eine Synthese fehlt.